# Historia del independentismo catalán

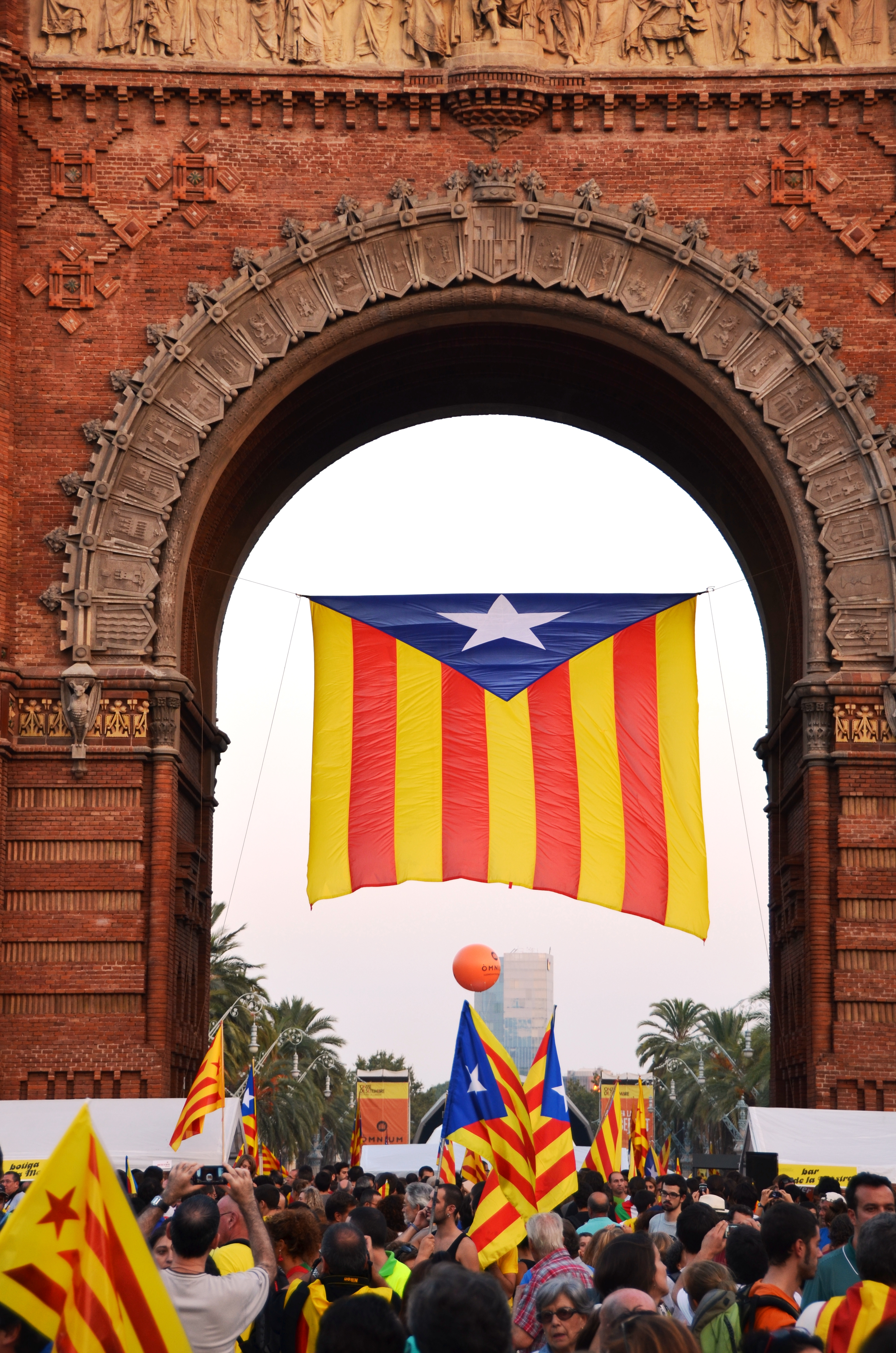
Estelada en Arco de Triunfo de Barcelona colgada durante la manifestación independentista del 11 de septiembre de 2012 convocada bajo el lema ”Catalunya, nou estat d'Europa”.

La historia del independentismo catalán comienza en Cataluña en los primeros años de la Restauración borbónica en España y culmina con la hegemonía del independentismo catalán en el seno del catalanismo político en la segunda década del siglo XXI. Según Enric Ucelay-Da Cal, como «movimiento político intencionadamente innovador» nació en el invierno de 1918-1919, nada más acabar la Primera Guerra Mundial, aunque en sentido estricto aparece en 1968 (hasta esa fecha Ucelay-Da Cal prefiere hablar de movimiento «separatista», ya que según él «el independentismo deriva del separatismo, pero no es lo mismo»). Hacia 2010-2012 irrumpe el «nuevo independentismo de masas» que protagoniza la que Ucelay-Da Cal llama la «revolución catalana» de 2017-2018. Los hechos fundamentales de esa «revolución» fueron el referéndum del 1 de octubre de 2017 y la posterior declaración de unilateral de independencia del 27 de octubre que, según Jordi Amat, provocaron una «crisis constitucional» en España «que ha terminado por dejar en suspenso el Estado que se refundó durante la Transición».

## Inicios (1886-1923)
El médico, farmacéutico y periodista Josep Narcís Roca i Farreras (1834-1891), colaborador entre otros del diario catalanista La Renaixença, es considerado el primer nacionalista catalán independentista. El primer artículo donde apareció claramente su propuesta de que Cataluña tuviera un Estado propio fue publicado en 1886 con el significativo título de Ni espanyols ni francesos (‘Ni españoles ni franceses’), lo que le valió que se dictara contra él una orden de prisión. El objetivo de Roca i Farreras era que Cataluña se convirtiera en el «Portugal de Levante» y uno de sus modelos era el nacionalismo irlandés ―de hecho Roca i Farreras fue el primer firmante del Missatge d’Adhesió al Poble Irlandés (‘Mensaje de Adhesión al Pueblo Irlandés’) que iba dirigido al líder del movimiento Charles Stewart Parnell―. «Un dia nostras barras catalanas resplandissen solas, sens lleons, castells, cadenas, ni magranas’» (‘Un día nuestras barras catalanas resplandecerán solas, sin leones, castillos, cadenas, ni granadas’), escribió en clara alusión al escudo de España.

Bandera de la República de Cuba, que sirvió de modelo a la estelada.

Bandera de Puerto Rico, que también sirvió de modelo a la estelada.

Estelada.

El primer grupo independentista organizado apareció a principios del siglo XX pero no en Cataluña sino en Santiago de Cuba, poco después de que la isla se emancipara de España, cuya lucha por la independencia había despertado grandes simpatías y apoyos entre los emigrantes catalanes en la isla. En el Centre Català de Santiago de Cuba fue donde ondeó por primera vez la estelada creada precisamente por un residente catalán en Cuba, Vicenç Albert Ballester, y cuyo diseño está inspirado en la bandera cubana. También fueron miembros del “Centre Catalá” de Santiago los primeros en publicar un periódico abiertamente independentista llamado “Fora Grillons” (‘Fuera Grilletes’).

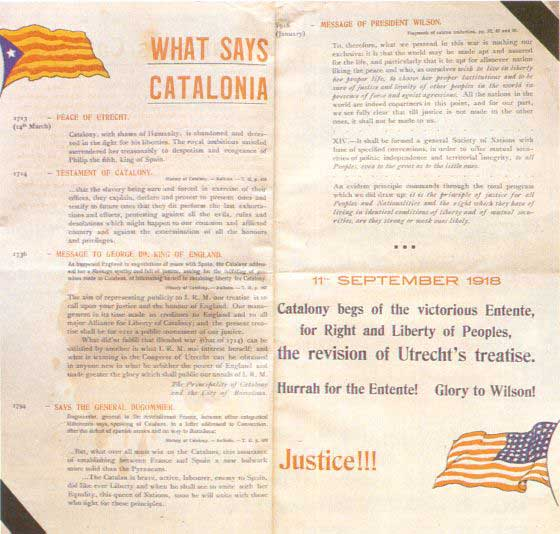
Documento en inglés titulado What says Catalonia con fecha del 11 de septiembre de 1918 en el que el Comité Pro Cataluña pide a «la victoriosa Entente, por el Derecho y la Libertad de los Pueblos, la revisión del Tratado de Utrecht. ¡Viva la Entente! ¡Gloria a Wilson! ¡¡¡Justicia!!!». Es el documento más antiguo en que aparece la estelada.

En Cataluña a principios del siglo XX se constituyeron algunas organizaciones «protoindependentistas» alrededor de la Unió Catalanista —que estuvo presidida por Domènec Martí i Julià desde 1903 hasta su muerte a mediados de 1917—, como la Associació Nacionalista Catalana formada por el Aplec Catalanista y La Reixa, pero habrá que esperar a 1918 para que surjan las primeras organizaciones propiamente independentistas debido al impacto que tuvo en algunos sectores del nacionalismo catalán el «discurso de los catorce puntos» del presidente Woodrow Wilson en el que se reconocía el derecho de autodeterminación de los pueblos en un momento en que la intervención norteamericana en la «Gran Guerra» parecía abocarla hacia su final con la victoria de los aliados.
Así en julio de 1918 se constituyó con gente de la Unió Catalanista el Comité Pro Cataluña presidido por Vicenç Albert Ballester, director de “La Tralla” y creador de la estelada. El objetivo del Comité era internacionalizar el «pleito catalán» para lo que se puso en contacto con los centros catalanes de América. La Lliga Regionalista, el partido catalanista hegemónico, en principio no se sumó a esta estrategia de los nacionalistas catalanes radicales, pero su postura comenzó a cambiar y en octubre el presidente de la Mancomunidad de Cataluña Josep Puig i Cadafalch fue a Perpiñán para asistir al acto de homenaje al mariscal francés Joseph Joffre, que había nacido en el departamento de Pirineos Orientales —Puig i Cadafalch invitó al mariscal a ir a Barcelona, visita que realizó en mayo de 1920 para presidir los Juegos Florales; por otro lado la propaganda nacionalista radical presentó al mariscal Joffre como un héroe de guerra catalán—. Francesc Cambó, líder de la Lliga, llegó a sondear al gobierno francés sobre un posible viaje a París para defender la «causa catalana» pero la respuesta fue negativa al considerarla un «problema interior» español.
En diciembre de 1918, dos meses después de que se firmara el armisticio que puso fin a la Primera Guerra Mundial , nacionalistas catalanes radicales (encabezados por Daniel Domingo, comandante del Regimiento de los Voluntarios Catalanes en la guerra) constituyeron en París el autodenominado «Comité Nacional Catalán», que imitaba al Comité Nacional Checo, para reclamar a los países vencedores que se ocuparan del «pleito catalán». En nombre de la «Legión catalana» —los catalanes que se habían enrolado en la Legión Extranjera Francesa para combatir a los Imperios Centrales, y que la propaganda nacionalista cifraba en doce mil, aunque hoy se considera que ese número está muy inflado—, el Comité envió una carta al presidente norteamericano Woodrow Wilson en la que le pedían «la revisión del ignominioso Tratado de Utrecht y permitir que la Nación Catalana, libre e independiente, entre a ocupar en la Sociedad de Naciones el lugar que le corresponde por su pasado glorioso y por su florecimiento presente». No se tiene constancia de que recibieran ninguna respuesta y el «pleito catalán» no se incluyó en el orden del día de la Conferencia de París. De hecho cuando en enero de 1919 el Comité pretendió organizar en París un homenaje a los voluntarios catalanes que habían combatido en la «Gran Guerra» el gobierno francés no permitió que se desplegara la estelada ni que se utilizara como acto de propaganda a favor de la independencia y obligó a que la reunión fuera presentada como un homenaje a los «voluntarios españoles».
En Cataluña la reivindicación del Comité Nacional Catalán fue apoyada en el Aplec de la Conreria que reunió a miles de personas, entre ellas el diputado por Borjas Blancas, Francesc Macià, quien en un discurso en las Cortes había dicho hacía poco: «Queremos formar una nacionalidad libre e independiente, porque esta nacionalidad [catalana] pueda asistir a la Liga de las Naciones, llevando allí su civilización y su cultura». De esta forma Macià se había convertido en la figura pública más importante del independentismo. «Maciá recogió el ambiente que se vivía en los grupúsculos soñadores, convencidos de que iban a recibir el regalo de una independencia de la mano del presidente norteamericano Woodrow Wilson y sus famosísimos "catorce puntos"», afirma el historiador Ucelay-Da Cal. Así Maciá creó inicialmente el Partido Obrero Nacionalista que no cuajó para dar paso a la Federació Democràtica Nacionalista (FDN), fundada a principios de 1919 y que puede considerarse como la primera organización independentista catalana. En 1920 la FDN se presentó a las elecciones municipales de Barcelona, pero cosechó un rotundo fracaso, lo que obligó a Macià a repensar su estrategia.
La "guerra social" desatada en Cataluña a partir de febrero de 1919 con la Huelga de la Canadiense tuvo como consecuencia que la Liga Regionalista de Francesc Cambó abandonara la campaña Per Catalunya i l'Espanya Gran a favor de un Estatuto de Autonomía para Cataluña. Esta nueva política de la Liga de dar prioridad a la defensa del "orden social" frente a la reivindicación estatutaria, provocó la radicalización de amplios sectores del nacionalismo catalán, especialmente la Joventut Nacionalista de la Lliga, decepcionados con la nueva estrategia del catalanismo conservador. También estaban desilusionados con la política de colaboración con el régimen de la Restauración llevada a cabo por Cambó y que no había dado ningún fruto. Así en junio de 1922 se celebró una Conferencia Nacional Catalana, donde los jóvenes de la Lliga encabezados por Lluís Nicolau d’Olwer y Jaume Bofill i Mates coincidieron con intelectuales del campo republicano como Josep M. Pi i Sunyer, Carles Soldevila y Rovira i Virgili y con el grupo que encabezaba Francesc Macià. De esta Conferencia surgieron dos nuevos partidos nacionalistas catalanes más radicales que la Lliga: Acció Catalana, integrada por los jóvenes de la Lliga y los intelectuales republicanos, y Estat Català, integrado por el grupo de Macià. Este último de signo netamente independentista.

## Dictadura de Primo de Rivera, Segunda República y Guerra Civil (1923-1939)

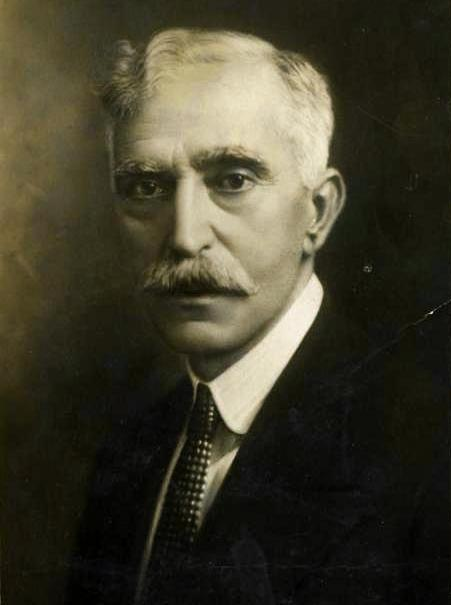
Francesc Macià, líder de Estat Català y del Complot de Prats de Molló.

La Dictadura de Primo de Rivera en Cataluña pronto desplegó una política claramente anticatalanista y los militantes y dirigentes de los partidos nacionalistas catalanes no tuvieron más opción que la clandestinidad o el exilio. En cuanto a Estat Català la represión de la Dictadura le reafirmó en su apuesta por la vía insurreccional y así lo expuso claramente Francesc Macià el 7 de octubre de 1923 poco antes de huir a la Cataluña francesa cuando explicó que el principal objetivo de su partido era formar una gran coalición con las organizaciones obreras y los partidos republicanos catalanes, y con los nacionalistas radicales vascos y gallegos, para llevar a cabo un movimiento subversivo que acabara con la Dictadura. Con ese objetivo se formaron los primeros escamots —un término creado para evitar la palabra esquadra, de reminiscencias fascistas—, se fundó en París un Comité Separatista Català, que haría las funciones de cuartel general de la insurrección, y se comenzó a recaudar fondos para la compra de material de guerra. En el plano internacional Macià contactó con diversos movimientos de naciones sin estado europeos y con los nacionalistas filipinos para formar una Liga de Naciones Oprimidas, constituida en septiembre de 1924, que actuaría como centro de propaganda y como grupo de presión ante la Sociedad de Naciones.
La primera acción subversiva llevada a cabo en Cataluña no fue ideada por Macià sino por Bandera Negra, una organización armada clandestina dirigida desde el exterior por Daniel Cardona, un dirigente de Estat Català que residía en Perpiñán y que, en contra del parecer de Macià, quería convertir el partido en un grupo paramilitar. Se trató del conocido como complot del Garraf, un atentado fallido perpetrado en junio de 1925 contra los reyes de España en las costas de Garraf.
A mediados de 1926 Macià decidió llevar a cabo la invasión de Cataluña con un pequeño ejército integrado por escamots. El plan consistía en penetrar por Prats de Molló, en la Cataluña francesa, y tras la toma de Olot converger sobre Barcelona, donde simultáneamente se declararía la huelga general y, con la colaboración de una parte de la guarnición, se proclamaría la República catalana. Se esperaba que esta proclamación provocara levantamientos en otras regiones españolas.
Macià dio la orden de movilización el 29 de octubre de 1926 y se instaló en una casa de campo cercana a Prats de Molló. Pero la policía francesa estaba sobre aviso, al parecer por una filtración procedente del grupo de Garibaldi (un supuesto militante antifascista exiliado italiano que participaba en la invasión y que en realidad era un agente doble al servicio de la policía política de Mussolini), por lo que no tuvo muchas dificultades para detener cerca de la frontera española entre los días 2 y 4 de noviembre a la mayoría de los hombres comprometidos en la invasión (más de un centenar). Macià fue detenido el día 4 en la casa de campo que ocupaba. Mientras tanto en Barcelona la policía española, que también estaba sobre aviso, detuvo a otros miembros de Estat Català implicados en el complot. Macià, junto con otros 17 detenidos por la policía francesa, fue juzgado en París en enero de 1927 siendo desterrado a Bélgica.
A pesar del fracaso, la «batalla de Prats de Molló», como la llamó un colaborador de Macià, tuvo un amplio eco internacional lo que provocó, según Eduardo González Calleja, que cobrara «una inesperada dimensión épica» y diera «origen al persistente mito de l'Avi [Macià], precisamente en el momento de más baja popularidad de la Dictadura y sus cómplices en Cataluña». Macià desarrolló a partir de entonces una febril actividad propagandística de la "causa catalana". En diciembre de 1927 inició un viaje por América Latina, que culminó en Cuba, donde en octubre de 1928 convocó una autodenominada Asamblea Constituyente del Separatismo Catalán, de la que surgiría el Partit Separatista Revolucionari Català y que aprobó la Constitución Provisional de la República Catalana. En la Asamblea se decidió también que el método de lucha seguiría siendo el «alzamiento armado de los catalanes», aunque tras el fracaso del golpe de Estado de enero de 1929 encabezado por José Sánchez Guerra, Macià decidió abandonar el proyecto de realizar una nueva invasión desde la frontera y apostó por organizar una insurrección en el interior de Cataluña, vinculada a las diversas conspiraciones antidictatoriales y antimonárquicas que entonces se estaban tramando.
Macià volvió a Cataluña en febrero de 1931, un año después de la caída de Primo de Rivera y del inicio de la conocida como Dictablanda del general Berenguer. En esos meses una ola republicana recorrió Cataluña y toda España y Estat Català acabó confluyendo con otros grupos nacionalistas catalanes para dar nacimiento a un nuevo partido, Esquerra Republicana de Cataluña, del que l’Avi Macià fue elegido presidente por unanimidad.
En las elecciones municipales celebradas el 12 de abril de 1931 Esquerra Republicana obtuvo un resonante triunfo en Cataluña. Así el 14 de abril Macià proclamó la República Catalana en Barcelona, integrada en una «Confederación de Pueblos Ibéricos». A última hora de la tarde de ese día, hizo una nueva proclamación de "La República Catalana com Estat integrant de la Federació Ibèrica", esta vez por escrito, cuando se supo que la República había sido proclamada en Madrid y el rey Alfonso XIII abandonaba el país. Como han señalado algunos historiadores, «en realidad, la actuación de Macià no iba encaminada a una ruptura con España, proclamando la independencia, sino a provocar desde una situación de fuerza el cumplimiento de lo acordado en [el pacto de] San Sebastián, la concesión inmediata de una amplia autonomía, que quería federal». Sin embargo, el también historiador Enric Ucelay-Da Cal afirma que lo que proclamó Macià fue «un Estado libre» «dentro de la República Federal o la Confederación ibérica».
El recién constituido Gobierno Provisional de la Segunda República Española consideró la proclamación de la República Catalana hecha por Francesc Macià como el problema más inmediato que tenía que afrontar y así tres días después, el 17 de abril, tres ministros del Gobierno Provisional (los catalanes Marcelino Domingo y Lluis Nicolau d'Olwer, más el socialista Fernando de los Ríos) viajaron a Barcelona donde se entrevistaron con Francesc Macià alcanzando un acuerdo por el que Esquerra Republicana de Cataluña renunciaba a la “República Catalana” a cambio del compromiso del Gobierno Provisional de que presentaría en las futuras Cortes Constituyentes el Estatuto de Autonomía que decidiera Cataluña, previamente «aprobado por la Asamblea de Ayuntamientos catalanes», y del reconocimiento del gobierno catalán que dejaría de llamarse Consejo de Gobierno de la República Catalana para tomar el nombre Gobierno de la Generalidad de Cataluña recuperando así «el nombre de gloriosa tradición» de la centenaria institución del Principado que fue abolida por Felipe V en los decretos de Nueva Planta de 1714.
Casi todos los partidos políticos catalanes aceptaron el acuerdo, excepto el Bloc Obrer i Camperol, un grupúsculo comunista recién creado, que afirmó que el Gobierno Provisional de Madrid había «aplastado la República Catalana, cuya proclamación fue el acto revolucionario más trascendental llevado a cabo el día 14», y tampoco antiguos miembros de Estat Català que acusaron a Macià de traidor. Por otro lado, los sectores de Estat Català que se opusieron a la su disolución en Esquerra Republicana formaron sus propios partidos, como Daniel Cardona, que creó la organización paramilitar Nosaltres Sols! a imitación del irlandés Sinn Féin —y más adelante el Partit Nacionalista Català, a imitación del PNV vasco—, y un sector obrerista que fundó Estat Català-Partit Proletari —que en 1934 se transformaría en el Partit Català Proletari—. De esta forma «el independentismo volvía a la vieja dinámica grupuscular». Por su parte Miquel Badia y Josep Dencàs fundaron las Joventuts d'Esquerra Republicana d'Estat Català (JEREC), una fuerza juvenil paramilitar que se puso al servicio personal de Macià. Pero todos estos grupúsculos separatistas siguieron siendo una exigua minoría sin representación parlamentaria ni en Barcelona ni en Madrid y tampoco fueron capaces de tener una presencia importante en la calle («Barcelona no acogía con cariño a los separatistas con sus estelades», ha afirmado Enric Ucelay-Da Cal).

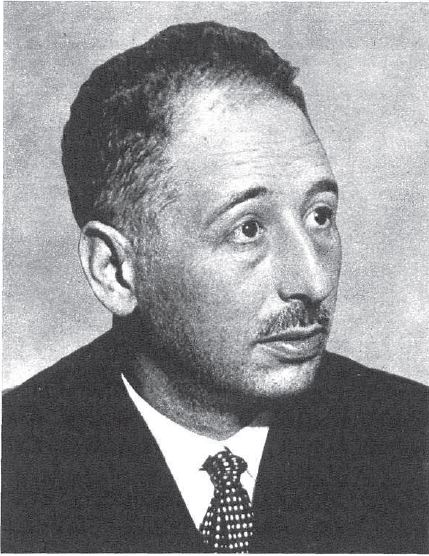
Luis Companys, Gobernador civil de Barcelona, en el artículo «Cómo se proclamó la República en Barcelona» (Mundo Gráfico, número 1017, página 4, 29 de abril de 1931).

Francesc Macià estuvo al frente de la Generalidad hasta su muerte en diciembre de 1933 —convirtiéndose a partir de entonces en una especie de santo laico para los nacionalistas catalanes— siendo sustituido por Lluis Companys. Este el 6 de octubre de 1934 decidió aprovechar la crisis política que se vivía con motivo de la Revolución obrera que se había iniciado el día anterior y proclamó el Estado Catalán. A las 8 de la tarde de ese día, primero anunció que el Gobierno de la Generalidad rompía toda relación con «las instituciones falseadas» de la República (como habían hecho ya todos los partidos republicanos de izquierdas al conocerse la entrada en el gobierno de la Segunda República de la derechista CEDA) y a continuación proclamó, al igual que el 14 de abril de 1931, «el Estado catalán en la República Federal Española», una medida contra «las fuerzas monárquicas y fascistas... que habían asaltado el poder». Después Companys invitó a la formación de un «Gobierno Provisional de la República» que tendría su sede en Barcelona. Sin embargo esta ruptura de la legalidad no tenía ninguna conexión con la revolución obrera que estaba en marcha, como lo prueba el hecho de que la Generalidad se negó a armar a los revolucionarios e incluso actuó contra ellos.
Pero la falta de planificación (a pesar de que el consejero de Gobernación, Josep Dencàs, movilizó los escamots, las milicias de la Esquerra y de las JEREC, y a los Mozos de Escuadra) y la pasividad con que respondió la principal fuerza obrera de Cataluña, la CNT, hizo que la rebelión catalana se terminara rápidamente el día 7 de octubre por la intervención del Ejército encabezado por el general Domingo Batet, cuya moderada actuación evitó que hubiera muchas más víctimas (murieron ocho soldados y treinta y ocho civiles).
El presidente y los consejeros de la Generalidad fueron encarcelados (menos Dencás que consiguió escapar). A continuación el Estatuto de Autonomía de Cataluña de 1932 fue dejado sin efecto y todos los órganos de la administración autonómica fueron suspendidos y sustituidos temporalmente por un control militar. Finalmente, las Cortes aprobaron una ley el 2 de enero de 1935 que acordaba la suspensión indefinida del Estatuto de Cataluña (la derecha monárquica exigía su derogación definitiva) y la recuperación por la Administración central de las competencias transferidas a la Generalidad.
Tras el triunfo en las elecciones de febrero de 1936 del Frente Popular Companys y los consejeros fueron amnistiados y repuestos en sus cargos. Poco después Josep Dencàs, debido a que sus relaciones con Companys y con Esquerra Republicana eran cada vez más tensas, entre otras razones, por haber sido el único miembro del gobierno de la Generalidad que no estuvo en la cárcel, decidió refundar Estat Català. Dos meses después, en julio de 1936, estalló la Guerra civil española e inmediatamente Dencàs puso Estat Català al servicio de la Generalidad y las milicias del partido participaron en la derrota del golpe militar en Barcelona y también fueron enviadas al frente. Pero Estat Català no fue admitido en el Comité Central de Milicias Antifascistas de Cataluña que era el organismo que gobernaba de facto Cataluña y de hecho Dencàs se vio obligado a abandonar Cataluña rumbo a Italia por las amenazas de muerte que recibió por parte de los anarquistas, que dominaban el Comité de Milicias, y por la presión del presidente Companys. Joan Torres i Picart fue quien sustituyó a Dencàs al frente de Estat Català, que tomó el control del Diario de Barcelona convertido en el órgano periodístico del partido (pasó a estar escrito en catalán).
En noviembre de 1936 Estat Català, que hasta entonces había experimentado un importante crecimiento ―aunque limitado a algunos barrios de Barcelona y a algunas localidades como Reus— protagonizó el oscuro episodio del complot contra el presidente Companys que pretendió derribarle, y cuyo fracaso acabó convirtiéndolo en un satélite de Esquerra Republicana de Catalunya. Como resultado del fallido complot Joan Torres se vio obligado a exiliarse y el comisario de orden público, Andreu Revertés, también implicado en la conspiración, fue asesinado. Joan Cornudella, un antiguo amigo de Miquel Badia —asesinado por anarquistas el 28 de abril de 1936—, asumió entonces la secretaría general del partido. Cornudella propició un acercamiento a los anarquistas, mientras que otros militantes, que crearon la revista L'insurgent, defendían la alianza con el PSUC.

## Franquismo y Transición Democrática (1939-1980)

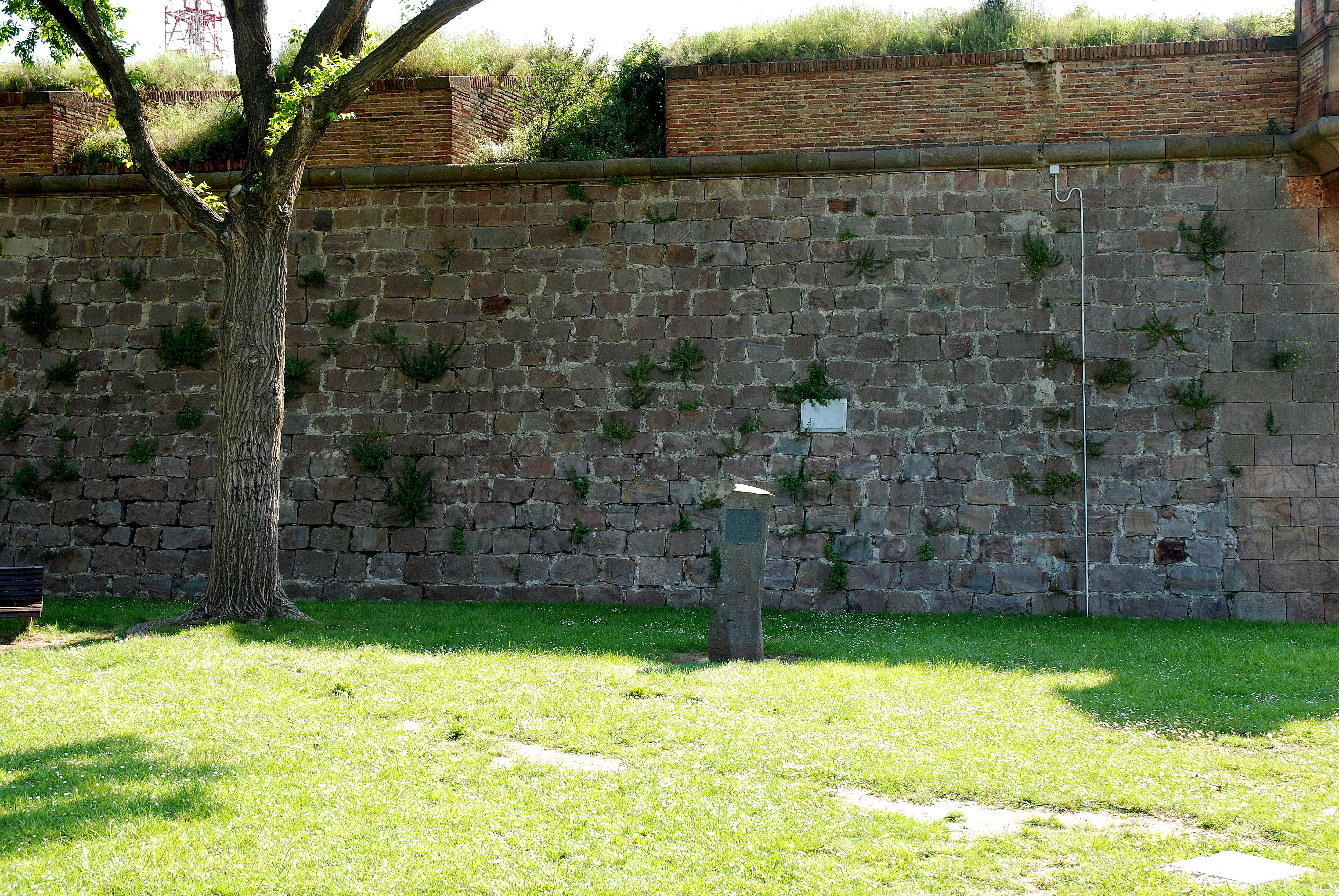
Paredón del castillo de Montjuic donde fue fusilado el presidente Companys el 15 de octubre de 1940.

Tras el final de la Guerra Civil con la derrota de los republicanos, el presidente de la Generalidad Lluís Companys intentó formar un gobierno catalán en el exilio pero fracasó, así que optó por nombrar un Consejo Nacional de Cataluña integrado por personalidades relevantes de la vida pública y bajo la presidencia de Pompeu Fabra.

Miembros de la Unión Catalanista de México, en 1953, con una estelada al fondo.

Después de la capitulación de Francia ante los alemanes Companys fue detenido y entregado a las autoridades franquistas. Fue sometido a un consejo de guerra sumarísimo que lo condenó a muerte siendo fusilado en el castillo de Montjuic el 15 de octubre de 1940. La presidencia de la Generalidad la asumió entonces el vicepresidente segundo del Parlamento de Cataluña Josep Irla.
Un mes y medio antes de la ejecución de Companys, se había constituido en Londres otro Consejo Nacional de Cataluña (CNC), presidido por Carles Pi i Sunyer, y que al igual que el Consejo Nacional de Euzkadi reivindicó la independencia de Cataluña, integrada en una confederación ibérica formada por cinco o seis estados soberanos, y rechazó, por tanto, el Estatuto de Autonomía de Cataluña de 1932 y la Constitución republicana del que emanaba. El CNC fue reconocido como máxima autoridad política catalana en el exilio por las Comunidades Catalanas que se formaron en diversos países latinoamericanos, de las que la principal era la Comunitat Catalana de México, que también apoyaron su propuesta independentista. También fue reconocido por el Front Nacional de Catalunya, que era la única organización nacionalista catalana que desarrollaba una actividad clandestina en el interior.
Sin embargo, la unidad del nacionalismo catalán duró poco tiempo. En cuanto Esquerra Republicana de Catalunya (ERC) y Acció Catalana Republicana (ACR) se reorganizaron en el exilio volvieron a defender la vigencia del Estatuto de 1932. El conflicto estalló cuando en el otoño de 1942 llegó a México Miquel Santaló con el mandato del presidente Josep Irla de constituir una delegación de la Generalidad con el rango de gobierno catalán en el exilio, lo que chocaba frontalmente con el CNC que desde su fundación se había presentado como gobierno de facto de Cataluña. Así ninguno de sus miembros se integró en la delegación de la Generalidad.

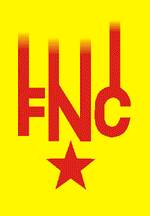
Logo del Front Nacional de Catalunya fundado en 1940.

En cuanto al Front Nacional de Catalunya, este se había fundado en abril de 1940 en el exilio, bajo el impulso del líder de Estat Català Joan Cornudella, refugiado en París, y de Daniel Cardona, el fundador de Nosaltres Sols!, además de Marcel·lí Perelló, del Partit Nacionalista Català, y otros. Agrupaba a personas procedentes de Esquerra Republicana de Cataluña y de fuerzas independentistas con la finalidad de constituir una plataforma de resistencia a la Dictadura franquista hasta que se produjera la victoria de los aliados en la Segunda Guerra Mundial, ya que estaban convencidos de que su triunfo sobre la Alemania nazi y la Italia fascista también acarrearía la caída del franquismo. Así su actividad no se limitó al exilio sino que también se desplegó en el interior de Cataluña donde los militantes del Front, encabezados por el propio Cornudella ―que entró clandestinamente en Cataluña en el verano de 1940 junto con otros miembros de la organización―, establecieron redes de evasión y realizaron actividades de espionaje. Su modelo era la resistencia francesa, por lo que el Front también contaba con una rama militar encabezada por Jaume Martínez Vendrell que pretendía ser el embrión de un futuro ejército catalán.
En abril de 1946, un año después de finalizada la Segunda Guerra Mundial en Europa, el Front celebró en la clandestinidad ―concretamente en la localidad de Dosrius, en el Maresme― su Primera Conferencia, en un momento en que se calcula que contaba con unos tres mil militantes. En aquella época las acciones más espectaculares del Front fueron el despliegue de señeras en el transbordador aéreo del puerto de Barcelona, así como en la Sagrada Familia, en el Palaico de la Música Catalana y en el estadio de Montjuïc, y la colocación de un artefacto explosivo en el Monumento a la Victoria de Barcelona. Sin embargo, estas actividades cesaron cuando la sección militar del Front fue desarticulada por la policía franquista con la detención de catorce de sus miembros.

La estelada vermella, del PSAN. «Hacía falta una imagen gráfica: si eran comunistas, la estrella catalana debía ser roja. Se ofrecieron estelades nuevas, pero costó ponerse de acuerdo: ¿estrella sobre triángulo blanco? ¿sobre un fondo dorado o amarillo, para que resultara implícito? Al final, las distintas facciones herederas del PSAN aceptaron el triángulo amarillo».

En la década de los años 1950 la actividad del Front fue muy reducida, como la de toda la oposición al franquismo, y solo comenzó a recuperarse a principios de la década siguiente con la entrada en la organización de jóvenes militantes y gracias también al resurgimiento de las reivindicaciones culturales y políticas en Cataluña ―como lo demostraron los sucesos del Palau de la Música de 1960, el nacimiento de Omnium Cultural en 1961 y la primera convocatoria desde la guerra civil para celebrar la (ilegal) «diada nacional» del 11 de septiembre en 1964―. En esos momentos el Front se definió como una organización «interclasista de izquierdas, a favor de una acción nacionalizadora enérgica, sostenida y no violenta». Sin embargo poco después algunos militantes influidos por el marxismo (maoísmo, sesentayochismo), encabezados por Carles Castellanos, Joan Josep Armet y Josep Ferrer, consideraron que el Front se estaba alejando de la realidad del país por lo que acabaron abandonándolo para fundar en 1969 el Partit Socialista d’Alliberament Nacional del Països Catalans (PSAN).
El PSAN aportó tres novedades importantes: sus jóvenes dirigentes ya no tenían ninguna vinculación con exilio, se declaraba tercermundista y revolucionario —de ahí la nueva estelada vermella que diseñaron— y extendía su ámbito de actuación a Valencia y a las Islas Baleares como integrantes junto con Cataluña de los llamados Países Catalanes. En 1973, solo cuatro años después de su fundación, el PSAN sufrió una escisión encabezada por uno de sus fundadores, Carles Castellanos —junto con los historiadores Eva Serra y Agustí Alcoberro—, que dio nacimiento al PSAN-Provisional, de línea más radical y que tomaba como modelo el IRA-Provisional irlandés.

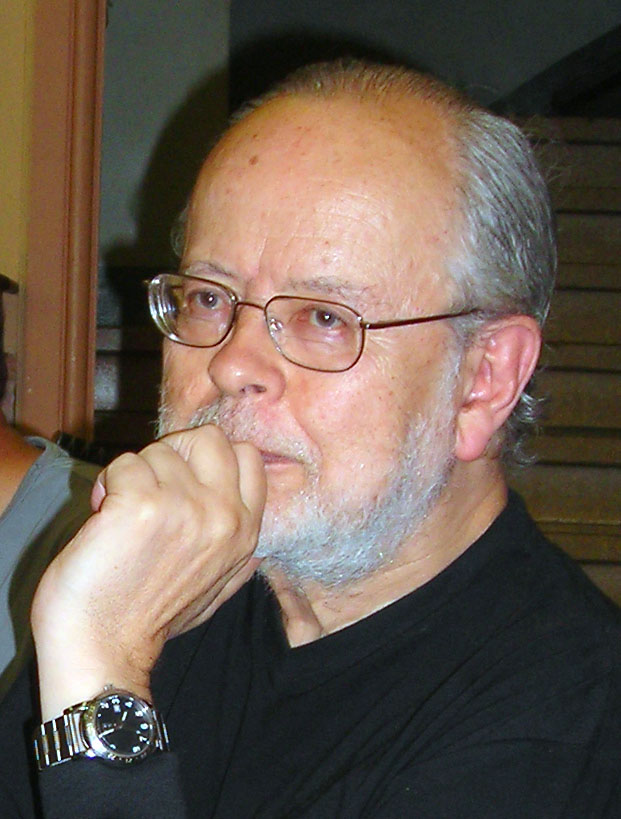
Lluís Maria Xirinacs en 2007. Había colgado los hábitos en 1990.

Durante la transición democrática que siguió a la muerte del dictador Francisco Franco en noviembre de 1975, el independentismo catalán desempeñó un papel muy poco importante porque todas las fuerzas políticas catalanas estaban volcadas en el restablecimiento del Estatuto de Autonomía de 1932. El PSAN encabezó el Bloc d’Esquerra d’Alliberament Nacional (BEAN) que se presentó a las elecciones generales españolas de 1979, las primeras que se celebraban tras la aprobación de la Constitución española de 1978, con una candidatura encabezada por el eclesiástico Lluís Maria Xirinacs, quien durante la legislatura anterior había sido senador, pero no resultó elegido aunque obtuvo más de 50.000 votos. Por otro lado, en ese mismo año de 1979, se fundó una nueva fuerza independentista denominada Nacionalistes d'Esquerra (NdE) integrada por antiguos militantes del PSAN y de personas procedentes de los movimientos feministas, antimilitaristas, homosexuales y ecologistas junto con personalidades del mundo de la cultura, como Jordi Carbonell, Pere Quart, Jaume Fuster, Josep Maria Espinàs o Lluís Llach ―autor de la canción «No és això, companys!» en la que reflejaba el desencanto de ciertos sectores nacionalistas catalanes con el proceso de transición democrática―. Su propósito principal era conseguir una candidatura unitaria que agrupara a todo el independentismo para presentarla a las primeras elecciones al Parlamento de Cataluña que se iban a celebrar en 1980 tras la aprobación el año anterior del nuevo Estatuto de Autonomía de Cataluña. Sin embargo el independentismo quedó fuera del Parlamento de Cataluña porque la propuesta unitaria no llegó a cristalizar —NdE y BEAN se presentaron por separado, anulándose mutuamente—, lo que supuso un duro golpe para los Nacionalistes d'Esquerra y muchos de sus miembros abandonaron la organización ―y los que no lo hicieron acabaron fundando en 1984 la Entesa dels Nacionalistes d’Esquerra (integrada finalmente en Iniciativa per Catalunya) y que a su vez sufriría una escisión en 1985 con la fundación del Moviment d'Esquerra Nacionalista—. Por su parte el BEAN se disolvió en 1982.

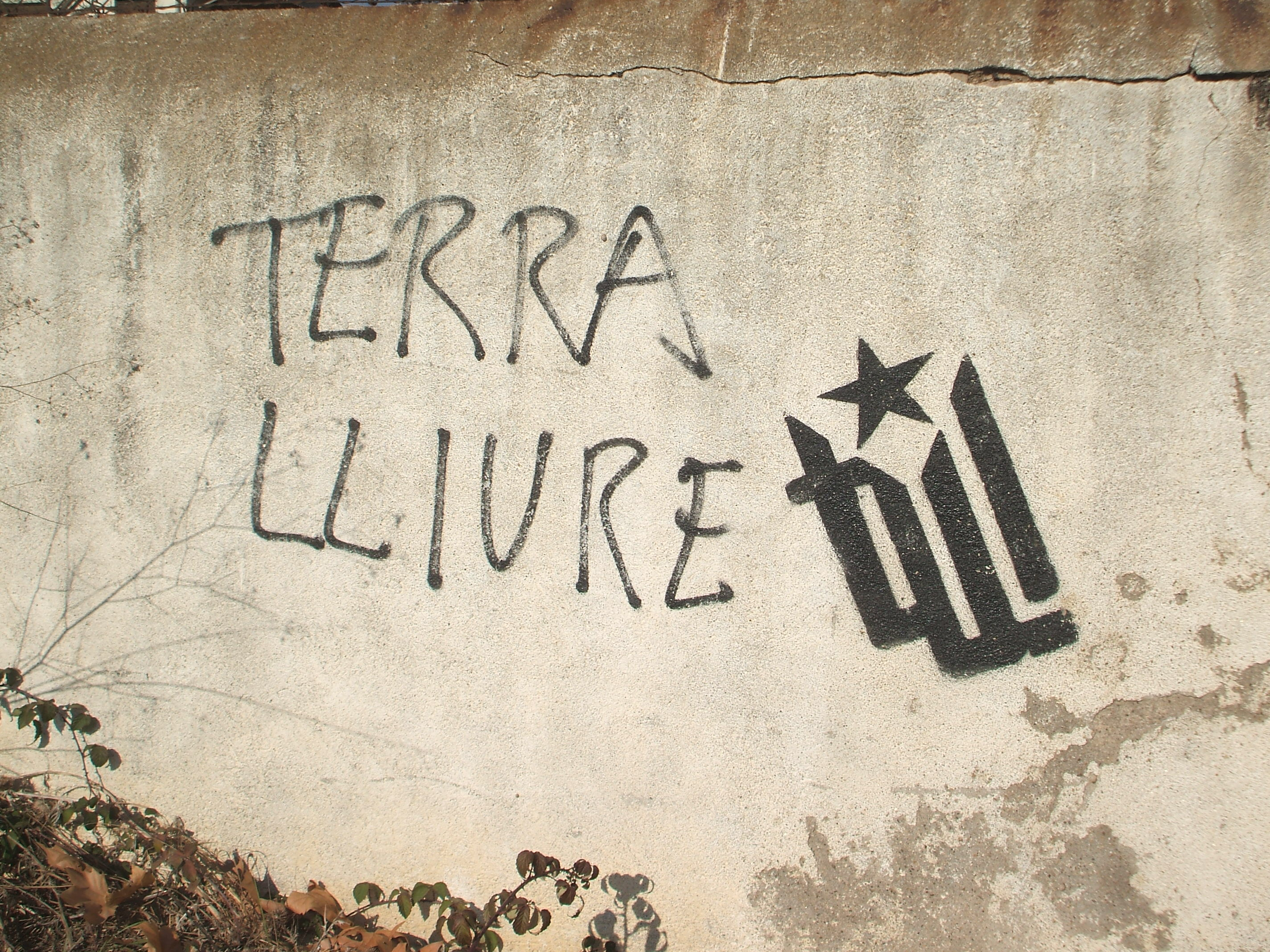
Pintada a favor de Terra Lliure.

También fue durante la Transición, concretamente en 1978, cuando apareció Terra Lliure, una organización independentista que a semejanza de ETA en Euskadi propugnaba la violencia política para alcanzar sus objetivos y que sucedió a otra organización terrorista denominada Exèrcit Popular Català (EPOCA) —y también al Front d'Alliberament de Catalunya—. Terra Lliure llevará a cabo en los años siguientes alrededor de 200 atentados terroristas, en uno de los cuales resultó muerta accidentalmente una persona. Uno de los más sonados fue el secuestro y la posterior liberación, tras haberle disparado en una pierna, de Federico Jiménez Losantos, uno de los principales promotores del manifiesto dado a conocer a principios de 1981 titulado «Por la igualdad de los derechos lingüísticos en Cataluña», también conocido como Manifiesto de los 2300, en el que los firmantes denunciaban la supuesta discriminación que estaba sufriendo el castellano en Cataluña.

## «Pujolismo» y primer «tripartit» (1980-2006)
Tras la aprobación del nuevo Estatuto de Autonomía de Cataluña de 1979, el 20 de marzo de 1980 se celebraron las primeras elecciones al Parlamento de Cataluña en las que la coalición Convergència i Unió fue la fuerza política más votada (45 diputados) adelantando al PSC-PSOE (33 escaños) que hasta entonces había ganado todas las elecciones celebradas en Cataluña. El líder de CiU Jordi Pujol formó un gobierno monocolor cediendo a Heribert Barrera, líder de Esquerra Republicana de Cataluña —quinta fuerza con 14 escaños—, la presidencia del Parlamento de Cataluña. En las tres elecciones siguientes (1984, 1988 y 1992) CiU logró la mayoría absoluta y la mayoría relativa en las de 1995 y 1999, lo que supuso que Jordi Pujol presidiera la Generalidad durante veintitrés años consecutivos (de 1980 a 2003).
En cuanto al independentismo durante el «pujolismo», a principios de 1981 nació la Crida a la Solidaritat, un movimiento surgido como respuesta al Manifiesto de los 2300 ―tomó el nombre de su manifiesto fundacional titulado Crida a la Solidaritat en Defensa de la Llengua, la Cultura i la Nació Catalanes―, y que en marzo de 1982 organizó una gran manifestación en Barcelona en contra de la LOAPA bajo el lema «Som una nació» (‘Somos una nación’). El objetivo de La Crida, según Enric Ucelay-Da Cal, fue «sacar la protesta a la calle, hacerla transversal, cruzar las barreras de la edad y el sexo». Y en eso La Crida funcionó con lo que cambió el horizonte político —su activismo de nuevo cuño se prolongó en la Plataforma por la Lengua, fundada en 1993—. Tres años después, en 1984, el PSAN y el PSAN-Provisional, redefinido desde 1979 como Independentistes dels Països Catalans (IPC), impulsaban el Moviment de Defensa de la Terra (MDT). En 1993 el MDT-IPC junto con miembros de La Crida creaba la Assemblea d'Unitat Popular que dos años después, coincidiendo con la disolución definitiva de Terra Lliure, dio paso a la Plataforma per la Unitat d'Acció (PUA). Tras el llamado proceso de Vinaroz de abril de 2000, la PUA se convirtió en Endavant-OSAN, una de las organizaciones impulsoras de las CUP.

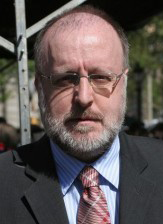
Àngel Colom, uno de los impulsores del “giro independentista” de 1989 de Esquerra Republicana de Cataluña.

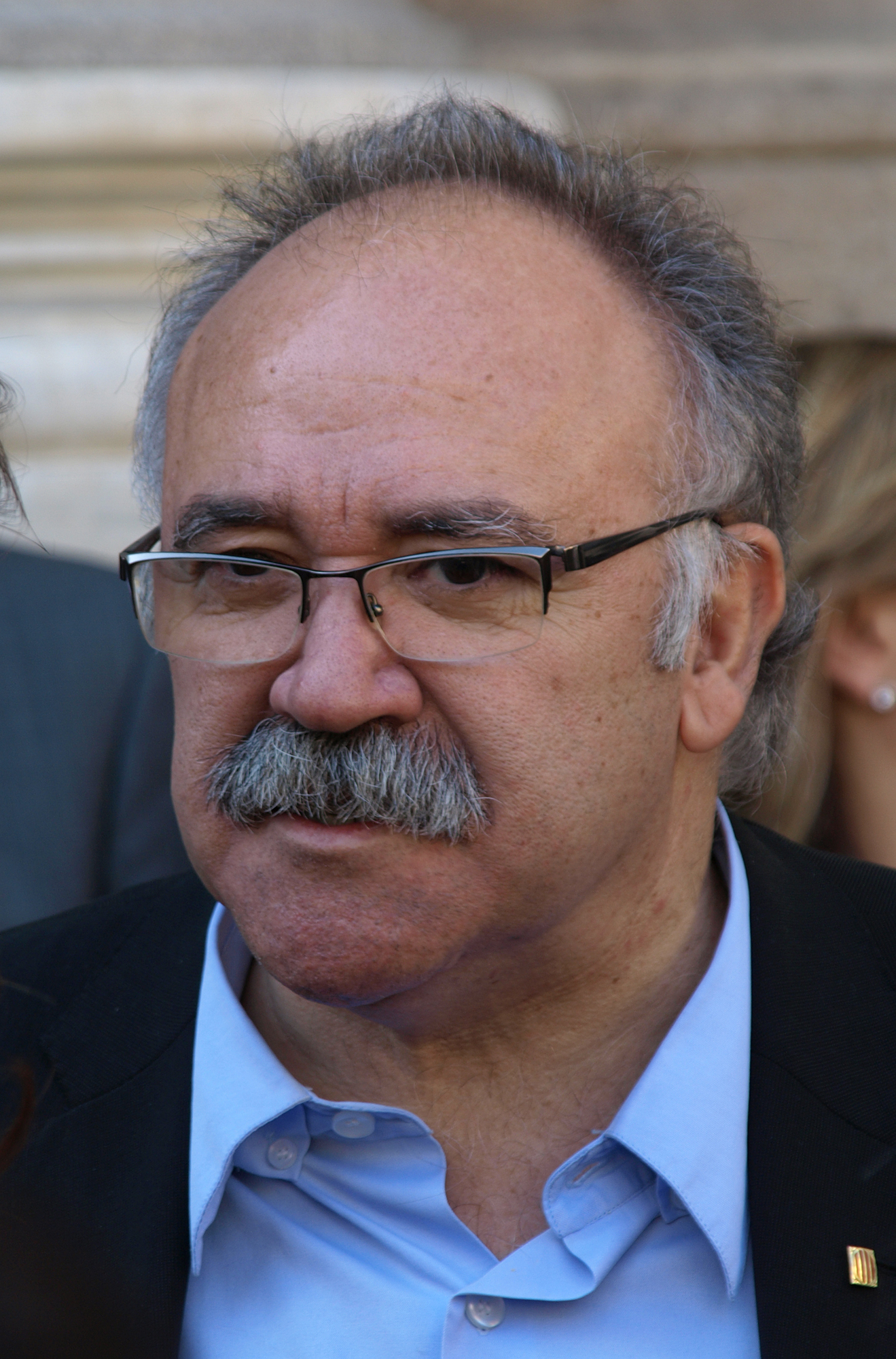
Josep Lluís Carod Rovira, sustituyó a Colom en 1996 al frente de ERC

En 1989 se produjo el giro hacia el independentismo de Esquerra Republicana de Catalunya ―hasta entonces muy condicionado por su alianza con CiU― como consecuencia de la entrada en el mismo de militantes procedentes del PSAN y de Nacionalistes d'Esquerra, como Josep Lluís Carod Rovira, o de la Crida a la Solidaritat, como Àngel Colom de la que fue portavoz. De hecho Carod Rovira y Colom serán los dos primeros diputados independentistas del Parlamento de Cataluña al haber entrado en las listas que Esquerra Republicana presentó en las elecciones de 1988. A partir de la asunción de Àngel Colom de la secretaria de ERC en 1989 este partido se convirtió en el aglutinante del independentismo y comenzó a ganar votos. En los estatutos del partido aprobados en 1992 ERC propugnó «la unidad territorial y la independencia de la nación catalana mediante la construcción de un Estado propio en el marco europeo». En 1996 Ángel Colom, cuando todavía era el secretario general de ERC, y su fichaje estrella Pilar Rahola abandonaron el partido para fundar el Partit per la Independencia que no conseguiría entrar en el parlamento de Cataluña en las siguientes elecciones por lo que acabaría disolviéndose. Tras la marcha de Colom Carod Rovira asumió la secretaría general de ERC.
El «giro independentista» de ERC de 1989 coincidió con la aprobación por el Parlamento de Cataluña, con los votos en contra del Partit dels Socialistes de Catalunya y la ausencia del PP, de una proposición no de ley en la que se decía que la aceptación del «marco constitucional no implica la renuncia del pueblo catalán a la autodeterminación». Fue aprobada el 12 de diciembre de 1989, solo un mes después de la caída del muro de Berlín.
Durante la celebración de los Juegos Olímpicos de Barcelona en 1992 La Crida, con el apoyo velado de la Generalidad presidida por Jordi Pujol, desplegó la campaña Freedom for Catalonia que sin embargo no tuvo el impacto internacional que perseguía.
Seis años después, en 1998, CiU, PNV y BNG firmaban la Declaración de Barcelona en la que se defendían los «derechos nacionales» de Cataluña, País Vasco y Galicia. Fue una respuesta a la dura contestación que sufrió Ley de Política Lingüística de la Generalidad de Cataluña por parte del gobierno de José María Aznar y por los medios de comunicación afines con sede en Madrid, contrarios a la inmersión lingüística y que denunciaban la «persecución» del castellano en Cataluña.
Como consecuencia del resultado de las elecciones al Parlamento de Cataluña de 2003 se formó un gobierno de coalición integrado por el Partit dels Socialistes de Catalunya (PSC), Esquerra Republicana de Catalunya (ERC) e Iniciativa per Catalunya-Verds (ICV) y presidido por el socialista Pasqual Maragall, con el independentista y líder de ERC Josep Lluís Carod Rovira como consejero primero. Era «el primer gobierno que no era convergente desde que la Generalidad dependía de un voto parlamentario en 1980». El tripartit, como fue conocido, se fijó como principal objetivo elaborar y aprobar un nuevo Estatuto de Autonomía que ampliara el autogobierno catalán. Fue aprobado por el Parlamento de Cataluña el 30 de septiembre de 2005 con los votos de todos los grupos excepto el del Partido Popular, partido que organizó una campaña de rechazo por toda España denunciando su carácter anticonstitucional ―señalaban, entre otros, el artículo 1º que afirmaba: «Cataluña es una nación»― y que incluyó la recogida de firmas por las calles en contra del Estatuto y, según Jaume Claret y Manuel Santirso y Enric Juliana, a veces en contra de «los catalanes».
Durante su tramitación en el Congreso de Diputados el proyecto enviado por el Parlamento de Cataluña sufrió importantes cambios que rebajaron su «soberanismo», los más importantes de los cuales fueron pactados por el presidente del gobierno español, el socialista José Luis Rodríguez Zapatero, y el nuevo líder de CiU Artur Mas, dejando al margen al presidente Maragall y a los otros dos socios del tripartito. Esquerra Republicana se opuso a los «recortes» del pacto Mas-Zapatero ―la definición de «Cataluña es una nación» había pasado del artículo 1 al preámbulo, por ejemplo― y por eso cuando tras su aprobación por las Cortes en Madrid fue sometido a referéndum el 18 de junio de 2006 pidió el ‘NO’, como el Partido Popular, aunque por razones completamente opuestas. Ganó el ‘SI’, aunque con una participación muy baja, y el Partido Popular presentó un recurso de inconstitucionalidad ante el Tribunal Constitucional.
La posición de Esquerra Republicana en contra del nuevo Estatuto obligó a disolver el gobierno tripartito y a convocar nuevas elecciones para el 1 de noviembre de 2006, a las que ya no se presentó Pasqual Maragall obligado a retirarse por su propio partido. Sin embargo tras las mismas se alcanzó un nuevo acuerdo tripartito ahora presidido por el también socialista José Montilla.
Los catalanes experimentaron un proceso intensivo de nacionalización a nivel regional en el período 1980-2007 alternativo al impulsado por el Estado; tanto CiU como ERC, que se llegaron a definir a sí mismos como «agencias nacionalizadoras», se jactaban de usar recursos públicos para «catalanizar» a la sociedad. Los gobiernos de CiU inyectaron dinero en televisión, radio y prensa, para promover tanto el idioma catalán como la proselitización de narrativas nacionalistas catalanas.

## El «procés» soberanista (2006-2018)

### El inicio del «procés» soberanista (2006-2010)

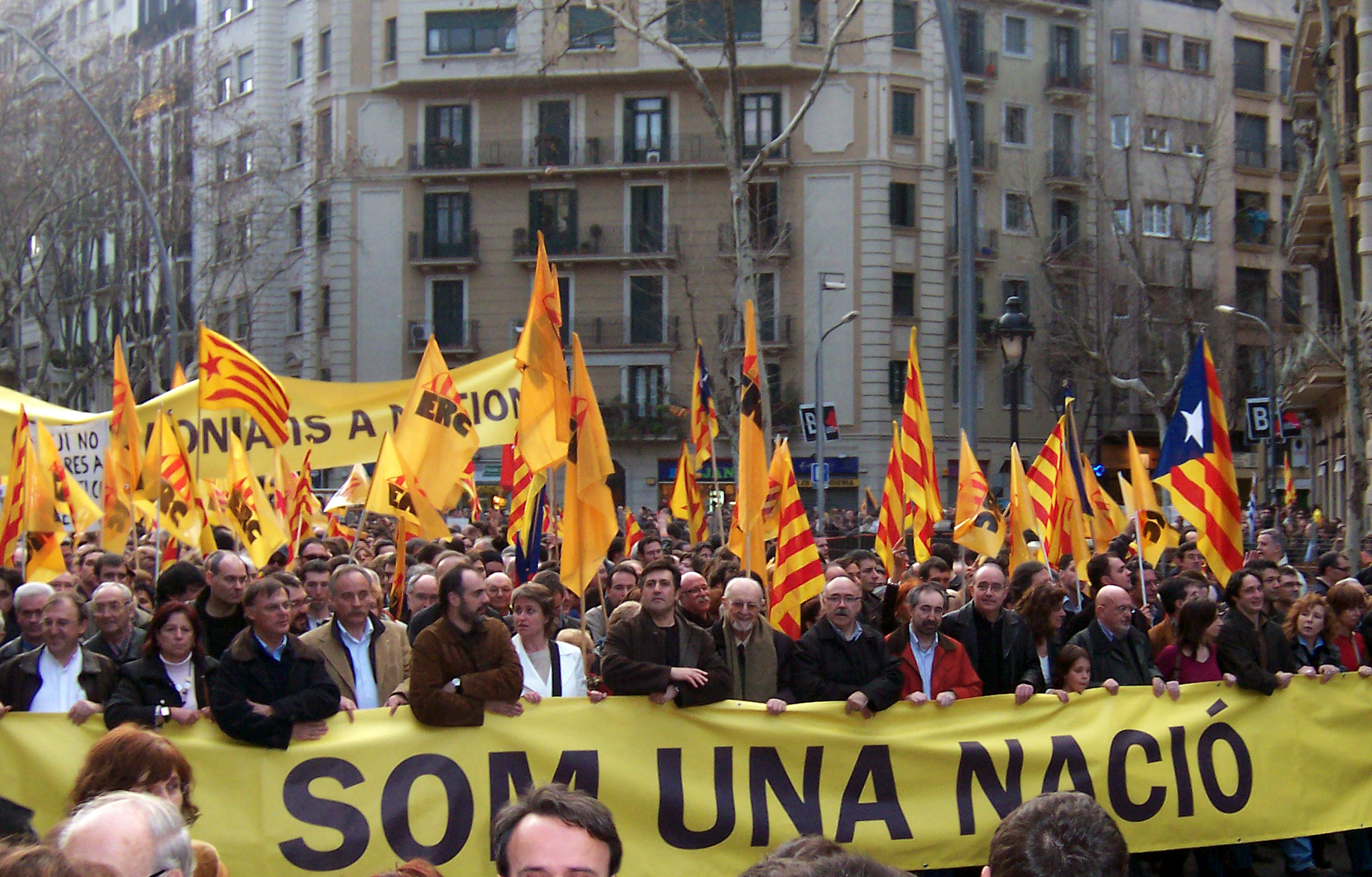
Manifestación «Som una nació i tenim el dret de decidir» convocada en Barcelona el 18 de febrero de 2006 por la Plataforma por el Derecho a Decidir y respaldada por Esquerra Republicana de Cataluña para oponerse a los cambios introducidos por el Congreso de los Diputados en el proyecto de nuevo Estatuto de Autonomía aprobado por el Parlamento de Cataluña y más concretarmente para oponerse al acuerdo Zapatero-Mas. En el centro el secretario general de ERC Josep Lluís Carod Rovira.

Tras el relativo fracaso del nuevo Estatuto de autonomía, como lo demostró la baja participación en el referéndum sobre el Estatuto de Autonomía de Cataluña de 2006, el nacionalismo catalán inició entre 2006 y 2010 una «metamorfosis» que le llevaría a defender una salida  al bloqueo del modelo territorial fuera del marco de la Constitución española de 1978 y que progresivamente iría siendo asumida por una parte considerable de la ciudadanía catalana. Un cambio reforzado por una movilización popular cada vez más presente.
El primer hito en esa movilización de lo que se acabaría llamando el procés soberanista  fue la manifestación «Som una nació i tenim el dret de decidir» (‘Somos una nación y tenemos derecho a decidir’) convocada por la Plataforma por el Derecho a Decidir y celebrada en Barcelona el 18 de febrero de 2006, mientras se estaba debatiendo en el Congreso de Diputados el proyecto de nuevo Estatuto de Autonomía de Cataluña de 2006. «Ese día y por primera vez, de una manera descarada, el catalanismo salió a la calle para reclamar el derecho a decidir. A efectos prácticos, ese fue el significado de la manifestación: un posicionamiento soberanista nítido y explícito».
Una serie de obras publicadas en 2007 fueron poniendo los cimientos de la mutación ideológica del catalanismo político. En L’engany Vicenç Villatoro advertía que el segundo tripartito presidido por José Montilla estaba aboliendo el «eje nacional» sustituyéndolo por el eje derecha-izquierda. En El preu de ser catalans Patricia Gabancho dejaba claro en el subtítulo del libro que es lo que pretendía denunciar: Una cultura mil·lenària en vies d’extinció. Alfons López Tena en Catalunya sota Espanya. L’opressió nacional en democràcia defendía abiertamente la independencia como única vía para la supervivencia de Cataluña. También aparecieron artículos en la prensa como los de Ferran Mascarell en los que afirmaba que el reconocimiento del derecho a decidir era la única alternativa para evitar que Cataluña continuara «desdibujando su personalidad».
El «derecho a decidir» fue asumido también por Convergencia Democrática de Cataluña que dio por tanto un «giro copernicano» abandonando el «autonomismo», como se demostró en la conferencia que pronunció su líder Artur Mas en noviembre de 2007 con el título «El catalanismo, energía y esperanza para un país mejor» ―que sería publicada en forma de libro, con prólogo de Agustí Colomines, entonces director del think tank convergente Fundació Cat-Dem―.

Muchos de los que votamos a favor (en el referéndum sobre el Estatuto de Autonomía de Cataluña de 2006) lo hicimos conscientes de que representaba un salto adelante en el autogobierno, pero de ningún modo significaba una estación final de trayecto en el largo camino de Cataluña hacia el autogobierno y las libertades. (...)
El derecho a decidir de un pueblo es el ejercicio de la democracia en estado puro. ¿Qué demócrata puede tenerle miedo? ¿A qué persona con unos principios democráticos sólidos y bien fundamentados puede inquietarle que la democracia se manifieste con naturalidad? Si Cataluña es una nación, y lo será mientras los catalanes lo quieran, y no es simplemente una derivada o un subproducto constitucional, los catalanes tienen, tenemos, el derecho democrático a decidir lo que más nos conviene como pueblo. (…) Allí donde se hablaba de autonomía o de autogobierno tenemos que hablar del derecho a decidir por nosotros mismos en aquello que nos es propio.

Unos días después de la conferencia de Mas, concretamente el 1 de diciembre de 2007, tuvo lugar en Barcelona una segunda gran manifestación soberanista, convocada de nuevo por la Plataforma por el Derecho a Decidir bajo el lema «Som una nació i diem PROU! Tenim dret a decidir sobre les nostres infraestructures» ('¡Somos una nación y decimos BASTA! Tenemos derecho a decidir sobre nuestras infraestructuras'). El motivo de la misma fue que en la segunda mitad de 2007 se habían concatenado una serie de problemas en las infraestructuras catalanas que afectaron a decenas de miles de personas, comenzando con el apagón eléctrico del 23 de julio que afectó a casi medio millón de abonados en Barcelona y el colapso del aeropuerto de Barcelona ese mismo mes de julio, al que siguieron las interrupciones y los atrasos de los trenes de cercanías de RENFE del área de Barcelona como consecuencia de las obras del AVE Madrid-Barcelona. En los tres casos los organismos responsables eran de competencia estatal (Red Eléctrica, AENA y Adif). A la manifestación, en la que abundaron los gritos a favor de la independencia, ya no acudieron solo dirigentes de Esquerra Republicana de Catalunya como en la del año anterior, sino que en la cabecera también estuvieron figuras públicas vinculadas a Convergencia e incluso algunas personalidades que habían militado en el Partit dels Socialistes de Catalunya. Así, «un problema de infraestructuras, que se tendría que haber resuelto por medio de una fuerte inversión fruto de la negociación política, también se usó para ampliar la base de la movilización soberanista».

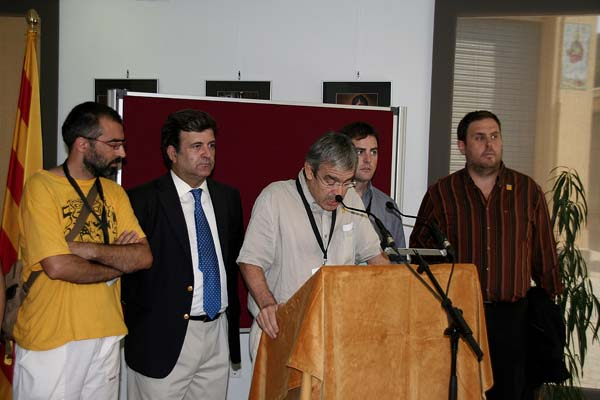
Comisión evaluadora de la consulta sobre la independencia de Cataluña en Arenys de Munt (13 de septiembre de 2009). De izquierda a derecha, Jordi Bilbeny, Alfons López Tena, J.M. Ximenis, Uriel Bertran y Oriol Junqueras.

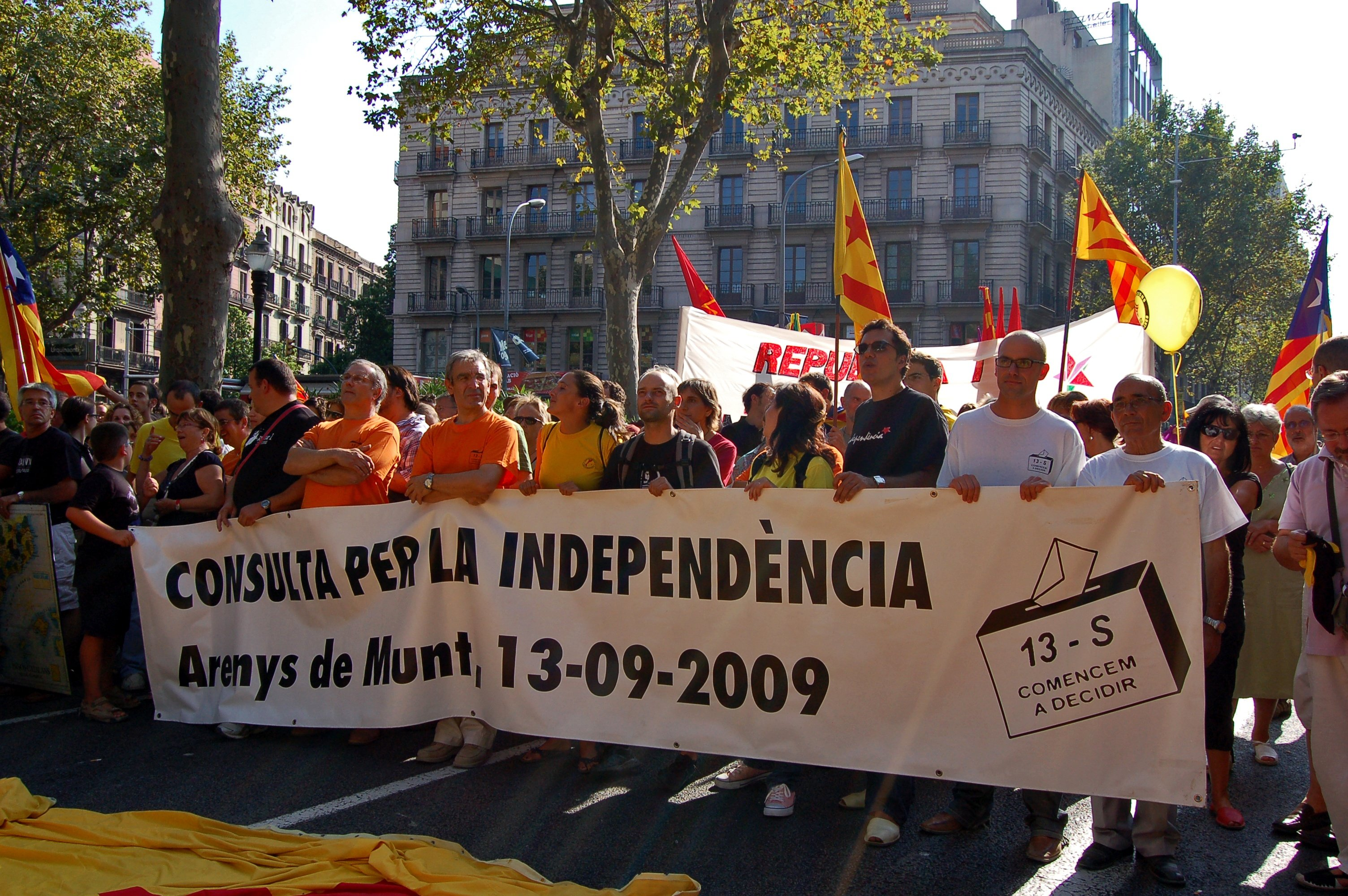
Pancarta de la consulta sobre la independencia de Cataluña en Arenys de Munt durante la diada del 11 de setiembre de 2009.

Así pues, frente a la política de colaboración con el gobierno central que defendió el presidente José Montilla, tanto Esquerra Republicana como CiU fueron definiendo una postura cada vez más clara a favor de la superación del marco autonómico. Artur Mas, líder de CiU, además del «derecho a decidir» comenzó a incluir en sus discursos el término «Estado propio» y empezó a hablar del «déficit fiscal» (Cataluña contribuía al Estado con mucho más de lo que recibía de este) y de los «agravios» de todo tipo que padecía Cataluña. Que el autonomismo era contemplado ya como una vía muerta por el nacionalismo catalán lo puso de manifiesto el editorial conjunto de los periódicos catalanes publicado el 26 de noviembre de 2009 con el título La dignidad de Cataluña en el que expresaban su preocupación por la sentencia que fuera a emitir el Tribunal Constitucional sobre el Estatuto de Autonomía. Según explicó en 2013 Rafael Nadal, director de El Periódico de Cataluña cuando se publicó el editorial, el propósito de este fue «alertar de que, después de todo el esfuerzo que habían hecho todos los partidos catalanes para rebajar algunas de las exigencias que figuraban en el Estatuto de 2006, si no había una respuesta positiva [en relación a la sentencia del Tribunal Constitucional que todavía no se había pronunciado sobre el Estatuto], la frustración que aquello generaría en Cataluña desembocaría en una reivindicación radical». «Ya han pasado sólo cuatro años y la profecía se ha cumplido», añadió.
En ese mismo año de 2009 se produjo un nuevo impulso del procés en cuanto a la movilización social con la puesta en marcha de las llamadas consultas populares sobre la independencia. La primera se celebró el 13 de septiembre en Arenys de Munt a raíz de una moción presentada por un concejal de la CUP. La pregunta que se formuló fue: «¿Está de acuerdo con que Cataluña se convierta en un Estado de derecho, independiente, democrático y social, integrado en la Unión Europea?». En la comisión evaluadora de la consulta, que tuvo un gran impacto mediático, participaron personalidades del «nuevo soberanismo»: Alfons López Tena, Elisenda Paluzie (presidenta de la Asamblea Nacional Catalana a partir de 2018) y Oriol Junqueras (presidente de Esquerra Republicana de Catalunya dos años después). Durante el año y medio siguiente se celebraron otras consultas en diversas localidades catalanas, culminando con la que se celebró en Barcelona en abril de 2011 ―aunque carecían de validez legal y la participación en las mismas fue bastante baja, demostraban que existía una movilización social favorable a la independencia―. En su organización participaron unas 60.000 personas y en las votaciones alrededor de 700.000.
En estos años se produjo la modernización de Omnium Cultural gracias a su presidente Jordi Porta y a la entrada en 2008 en su junta directiva de figuras como Vicent Sanchis, Alfons López Tena o Muriel Casals —quien en 2010 relevaría a Porta al frente de la entidad—. Así Omnium se convirtió en un actor de la sociedad civil cuya actividad no se limitó al ámbito de la lengua y de la cultura sino que pasó a convertirse, según Jordi Amat, en «vanguardia efectiva de un soberanismo suprapartidista».

### De la sentencia delEstatutde junio de 2010 a la gran manifestación independentista del 11 de septiembre de 2012
En junio de 2010, después de cuatro años de deliberaciones durante los cuales sus miembros fueron sometidos a toda clase de presiones, el Tribunal Constitucional publicó la sentencia del Tribunal Constitucional sobre el Estatuto de Autonomía de Cataluña de 2006, que supuso un duro golpe a las aspiraciones del nacionalismo catalán en temas tan sensibles como la identidad «nacional», la lengua, la administración de justicia o la posibilidad de disponer de una Hacienda propia. Según Jordi Amat, «la sentencia se redactó con la vieja tinta del jacobinismo e hirió donde más podía doler. En la piel. Ahí donde los ciudadanos de Cataluña afirmaban su conciencia de pertenecer a una comunidad política singular. El Estatuto podía decir misa. Nación, constitucionalmente, solo había una. La idea de soberanía era la clásica, envarada y petrificada, e impedía avanzar en la federalización del Estado. (...) No se frustraba solamente la esperanza del Estatuto de 2006... Era lisa y llanamente una victoria del nacionalismo español. También del jacobinismo. La idea de España del Partido Popular, fundamentada en una lectura uniformizadora de la Constitución, había ganado».
La sentencia del Constitucional selló el fracaso de la operación del nuevo Estatuto que «había buscado una solución diferenciada y propia para Cataluña» y con él la derrota de las apuestas clásicas del catalanismo político, tanto de la «pactista» que había defendido hasta entonces CiU como de la «federal» propugnada por el PSC. La iniciativa a partir de entonces dejó de estar en manos del Gobierno o del Parlamento para pasar a manos de las diversas entidades que apostaban claramente por la independencia.
A partir de la publicación de la sentencia se produjo un crecimiento espectacular del independentismo en Cataluña, cuando doce años antes, según una encuesta publicada en 1998, solo el 17% de los entrevistados prefería la independencia, frente al 52% que optaba por la autonomía —y un 15% por la solución federal—, aunque el porcentaje de los que se declaraban independentistas aumentaba hasta el 24% entre los que tenían entre 18 y 24 años y entre los votantes de Esquerra Republicana que alcanzaba el 60% —mientras que entre los de CiU era del 27%; del 13% entre los de Iniciativa y del 8% del PSC—.

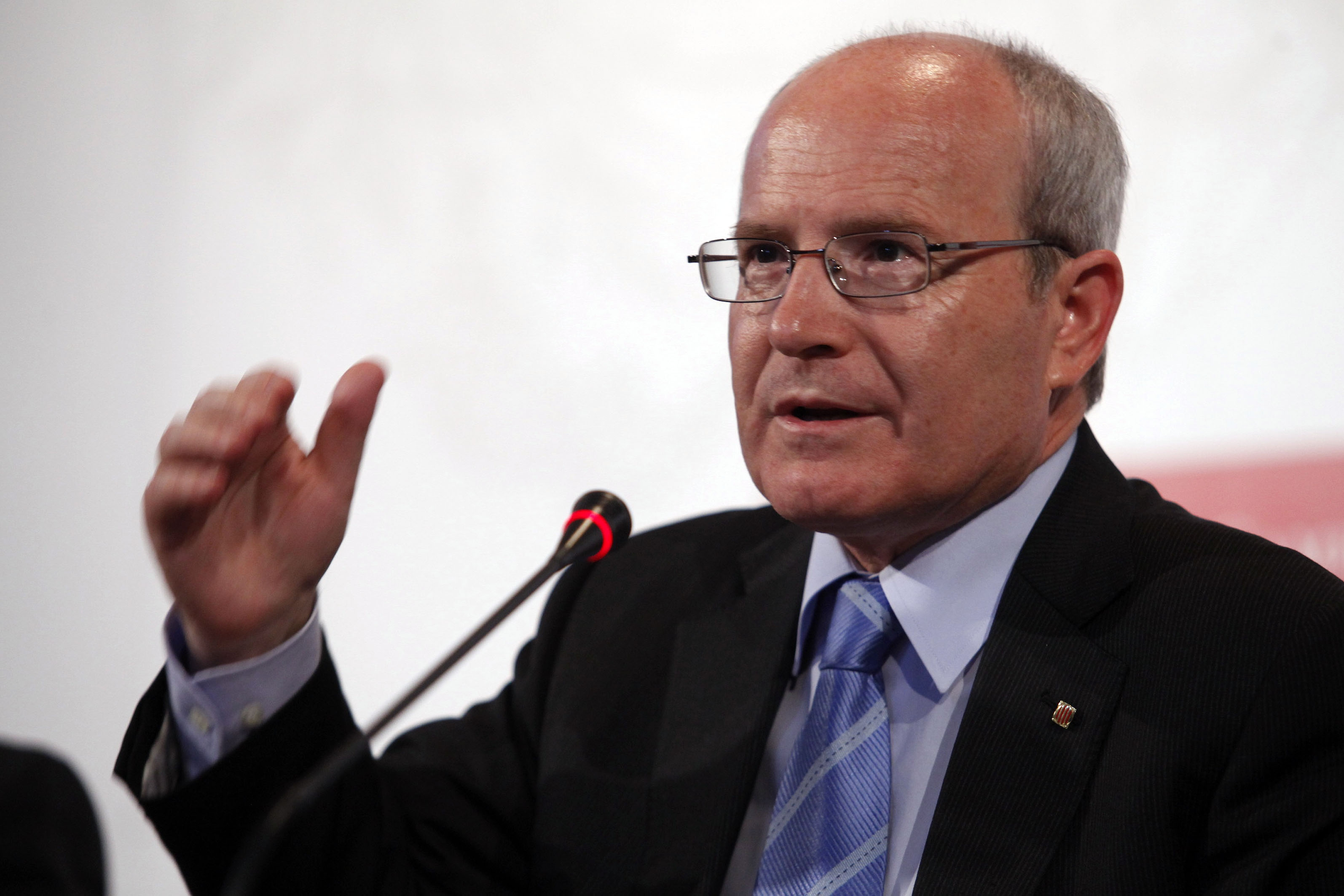
El presidente de la Generalidad José Montilla (noviembre de 2010).

En la noche del mismo día en que se dio a conocer el fallo del tribunal, el 28 de junio de 2010, el presidente José Montilla pronunció un discurso institucional de rechazo de la sentencia de «un tribunal que, como hemos dicho de manera reiterada, está lamentablemente desacreditado y moralmente deslegitimado para dictar esta sentencia». Según Montilla el Tribunal, con una «gran irresponsabilidad», había dictado una sentencia que incumplía el «pacto constitucional»
y por eso proponía «rehacer el pacto político que hizo posible el Estatuto» con la voluntad de evitar una «crisis de confianza» de los ciudadanos catalanes hacia España. Finalmente hizo un llamamiento para celebrar una gran manifestación de rechazo a la sentencia:

Las instituciones catalanas y el pueblo de Cataluña han de poder expresar serenamente la voluntad de no renunciar a ninguna de sus aspiraciones y exigir el respeto a nuestra dignidad como país.(...)
Caminemos juntos, unidos, todos los que amamos el país y defendemos el autogobierno. Hagamos de la senyera nuestra pancarta unitaria y demostremos que somos una nación y que formamos un solo pueblo.

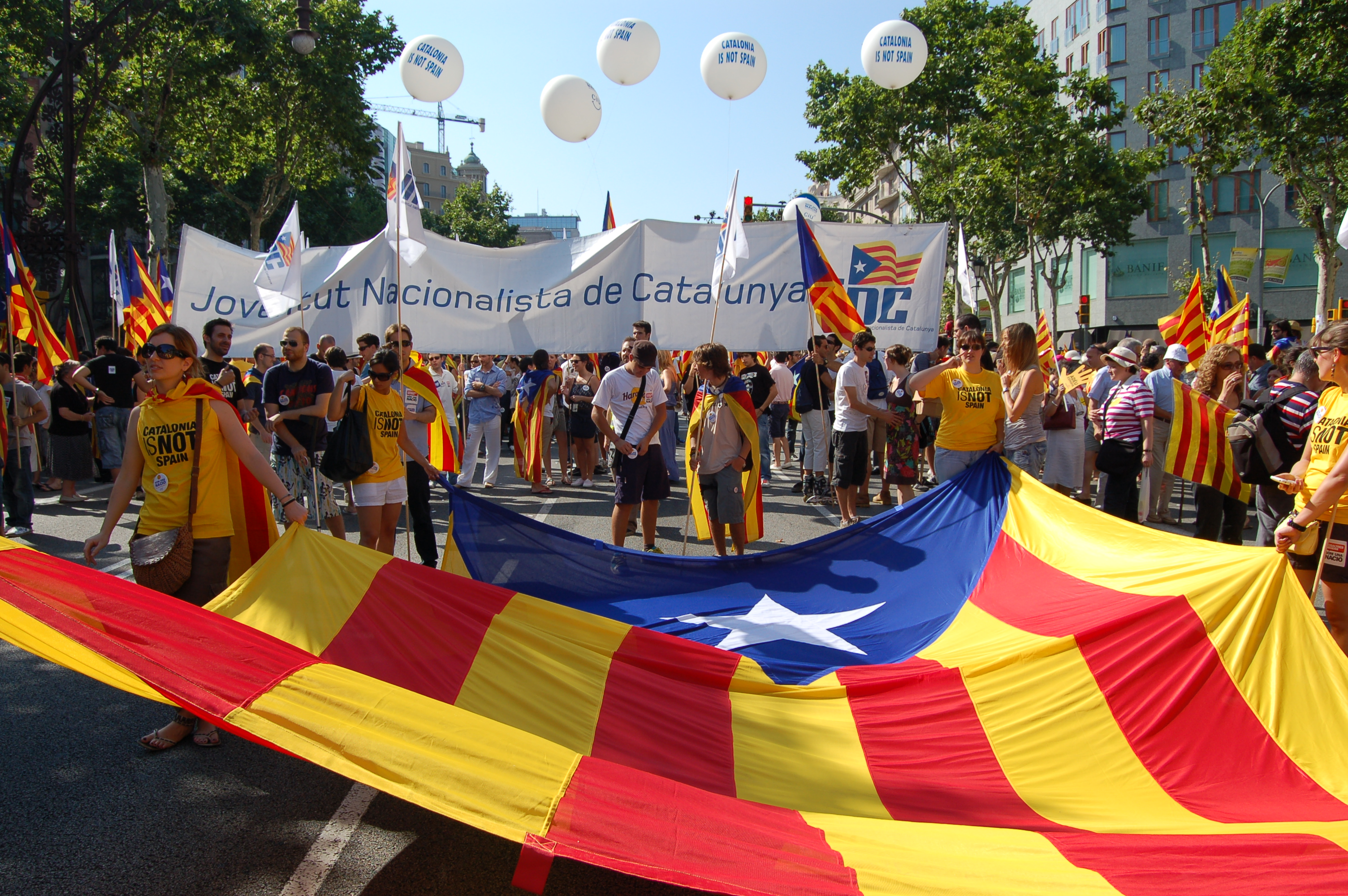
Manifestación "Som una nació. Nosaltres decidim" celebrada en Barcelona el 10 de julio de 2010 en respuesta a la sentencia del Tribunal Constitucional sobre el Estatuto de Autonomía de Cataluña de 2006.

La manifestación propuesta por José Montilla se celebró en Barcelona el 10 de julio de 2010 pero no la organizó el gobierno de la Generalidad sino la entidad soberanista Omnium Cultural y el lema que finalmente se acordó Som una nació, nosaltres decidim mostró que el objetivo de la misma desbordaba las intenciones iniciales del presidente. Del rechazo a la sentencia del Estatuto se había pasado a la reivindicación del derecho a decidir con lo que se planteaba abiertamente el que sería el nudo del procés: definir a Cataluña como un sujeto político soberano. Acudieron todos los partidos políticos catalanes excepto el Partido Popular y Ciutadans ―un nuevo partido antinacionalista catalán que contaba con tres diputados en el parlamento autonómico―, y aunque las proclamas a favor de la independencia no fueron predominantes fue una demostración de fuerza del soberanismo en la línea de las manifestaciones de 2006 y 2007. Al terminar la manifestación el presidente Montilla se vio obligado a abandonarla entre fuertes medidas de seguridad presionado por grupos independentistas radicales.
Cuatro meses después se celebraron las elecciones al parlamento catalán que ganó CiU, aunque sin alcanzar la mayoría absoluta, y su líder Artur Mas fue investido como nuevo presidente de la Generalidad de Cataluña. Los grandes derrotados fueron los integrantes del tripartito (el PSC perdió 9 escaños y ERC e ICV 10 cada uno) y tanto el PSC como ERC experimentaron sendas crisis internas que se saldaron con la elección de nuevos líderes, el federalista Pere Navarro en el primero y el independentista Oriol Junqueras, en el segundo, quien inició el acercamiento a CiU para lograr una mayoría «soberanista». La gran sorpresa de las elecciones fue la irrupción de Solidaritat Catalana per la Independència, encabezada por el expresidente del F.C. Barcelona, Joan Laporta, que consiguió cuatro escaños.
Para hacer frente a la crisis económica el gobierno de Artur Mas empezó a aplicar fuertes recortes en el gasto social —la llamada «política de austeridad»— con el apoyo del Partido Popular en el parlamento autonómico, que pronto fue contestada en las calles por el movimiento del 15-M. Al igual que en otras ciudades españolas, los «indignados» acamparon en la Plaza de Cataluña de Barcelona, hasta que un mes después, el 15 de junio de 2011, fueron desalojados violentamente por los Mozos de Escuadra siguiendo las órdenes del consejero Felip Puig, que fue muy criticado por ello. Hubo más de cien heridos, 37 de ellos policías. Ese mismo día la protesta se trasladó a la sede del Parlamento de Cataluña, en el parque de la Ciudadela. Los diputados que acudían a la sesión, en la que precisamente se iban a aprobar los presupuestos de la Generalidad que incluían más recortes, fueron increpados y el edificio del Parlamento de Cataluña quedó rodeado, por lo que el presidente Mas y la presidenta del parlamento autonómico tuvieron que acceder en helicóptero. Una parte importante de los independentistas vieron a los «indignados» con recelo ya que mostraban poco interés por la cuestión nacional catalana y porque usaban el castellano en sus eslóganes y asambleas. Algunos notorios independentistas los criticaron con dureza, especialmente tras los sucesos del parlamento, como Josep Lluís Carod Rovira que, después de acusarlos de «españolistas», llegó a afirmar que su objetivo era deteriorar la imagen internacional de Cataluña.

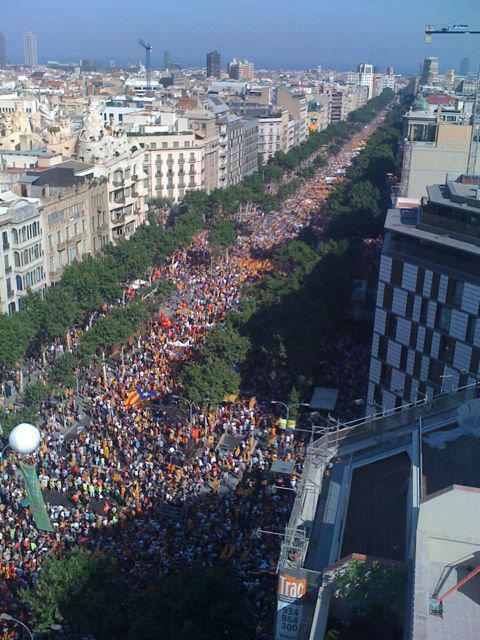
Vista aérea de la manifestación "Catalunya, nou estat d'Europa", del 11 de septiembre de 2012

El 15-M barcelonés no tenía ninguna conexión con el movimiento soberanista, pero este se organizó para seguir su estela: llevar la movilización a las calles y recoger también la protesta de los «indignados». Así entre mediados de 2011 y mediados de 2012 se formó la Asamblea Nacional Catalana (ANC), que tenía como referente histórico la Asamblea de Cataluña del antifranquismo y que quedó constituida oficialmente el 10 de marzo de 2012. En sus estatutos la ANC se definía como «una organización de base transversal y unitaria que tiene como objetivo la independencia de la nación catalana por medios democráticos y pacíficos». Un poco antes de la aparición de la ANC la asociación Òmnium Cultural, fundada en 1961, había consolidado su giro independentista con el nombramiento en 2010 de la economista Muriel Casals como nueva presidenta.
Casi al mismo tiempo que la ANC nació otra de las organizaciones clave del soberanismo: la Asociación de Municipios por la Independencia  (AMI) constituida en Vich al día siguiente de la Diada de Catalunya de 2011 con el objetivo de agrupar a todos los ayuntamientos que habían aprobado resoluciones en contra de la sentencia del Tribunal Constitucional, por la que sentían «moralmente excluidos de la Constitución española», y quisieran movilizar a sus ciudadanos para hacer efectivo el «derecho a decidir». En los estatutos fundaciones de la AMI ―a la que en 2017 estaban adheridos 787 municipios catalanes de un total de 948― se puede apreciar cómo sus promotores conjugaron el nacionalismo catalán clásico ―Cataluña, una «nación milenaria»― con la utilización de las «agresiones» y de los «agravios», sobre todo económicos, que padecía Cataluña como principal argumento para reclamar la independencia, con el fin último de ganarse el apoyo de los que sin ser nacionalistas podían llegar a creer que con la independencia la situación de Cataluña mejoraría:

Todos sabemos que Cataluña es un país milenario con todo lo que en derecho conforma una nación: lengua, cultura, derecho, tradición, instituciones, sentimiento de pertenencia, voluntad de ser. País abierto y que acoge a todo el que quiera ser acogido (…). Tenemos muy presente que las agresiones a Cataluña mediante el desprecio de su lengua, el ahogamiento de la economía por vías diversas ―comunicaciones, incentivos a competencias contrapuestas, fiscalidad, incumplimiento presupuestario y una larga lista de agravios―, el rechazo constatado de todo lo que nos configura como pueblo y como nación milenarias conlleva la necesidad de convertirse otra vez en lo que, de hecho, no hemos dejado de ser: un pueblo, pero con un Estado propio que posibilite vivir en paz y haga posible el trabajo de nuestra gente sin ser expoliados ni expoliar.

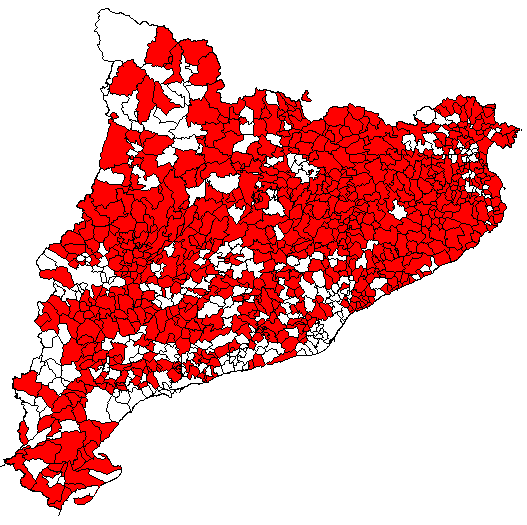
Municipios adheridos a la plataforma Asociación de Municipios por la Independencia.

El recurso al agravio económico para justificar la independencia de Cataluña era más evidente incluso en la ANC. Así en su manifiesto fundacional cuando denunciaba las razones del fracaso del modelo del Estado de las autonomías, después de afirmar que una ellas era que no se trataba de «un modelo fundamentado en el respeto a la realidad plurinacional y plurilingüe», decía que el Estado autonómico había «creado estructuras sociales, culturales, administrativas y económicas contrarias a la nación catalana» y que perjudicaba «notoriamente» a los «habitantes de Cataluña» en «sus posibilidades de mantener e incrementar el nivel de vida y bienestar social que la capacidad productiva e intelectual del país permitiría, disminuyendo y limitando conscientemente las potencialidades de nuestro desarrollo económico y social». Este supuesto agravio económico se vio aparentemente confirmado cuando en agosto el gobierno de Artur Mas tuvo que acogerse al Fondo de Liquidez Autonómica para poder hacer frente a los pagos que tenía comprometidos. Un mes después se celebraba la gran manifestación Catalunya, nou Estat d’Europa.
La multitudinaria manifestación celebrada en Barcelona el 11 de septiembre de 2012, Día de Cataluña, con el lema Catalunya, nou estat d'Europa supuso la gran eclosión del independentismo. «Donde antes había senyeres, banderas catalanas normales, ahora se veía, en la gente y en las fachadas, estelades, banderas de clara expresión simbólica». No estuvo organizada por los partidos políticos, aunque recibió un inequívoco respaldo institucional —la víspera el presidente Mas en un mensaje televisado se identificó con sus objetivos: «vuestros anhelos son mis anhelos»— sino por la Asamblea Nacional Catalana (ANC) y con la AMI también en la cabecera. Al final de la manifestación la presidenta de la ANC Carme Forcadell dijo que «el 12 de septiembre, el Gobierno deberá empezar a trabajar por la independencia de Cataluña». En el escenario, en un gesto de un enorme simbolismo, la presidenta del Parlamento de Cataluña abrazó a Carme Forcadell.
El enorme éxito de la manifestación —«la primera exhibición histórica del secesionismo»— sorprendió tanto a los políticos como a los medios de comunicación dentro y fuera de Cataluña, ya que desde la manifestación de julio de 2010 no había habido ninguna gran concentración nacionalista. Por otro lado, unos días antes de la celebración de la manifestación había tenido lugar otra iniciativa independentista proveniente del ámbito local. El 3 de septiembre el pleno del ayuntamiento de San Pedro de Torelló aprobó por mayoría una moción en la que se declaraba el municipio como territorio catalán libre, una propuesta que sería secundada por cerca de un centenar de ayuntamientos catalanes.
Los medios también han desempeñado un papel en el procés; se ha acusado habitualmente a la televisión y radio públicas de Cataluña de seguir una línea marcadamente proindependentista; igualmente, el gobierno autonómico ha subvencionado virtualmente todo periódico publicado en catalán. Sin embargo, se ha destacado la paradoja de que los dos diarios de mayor difusión en Cataluña, La Vanguardia y El Periódico de Catalunya, con ediciones en lengua catalana y española, se hayan mostrado muy críticos con el procés y hayan adoptado una posición editorial antiindependentista, lo que suscita dudas sobre el papel de los medios en el crecimiento del independentismo catalán en esos años.

### Las elecciones catalanas del 25 de noviembre de 2012 y el proceso hacia la «consulta» del 9 de noviembre de 2014

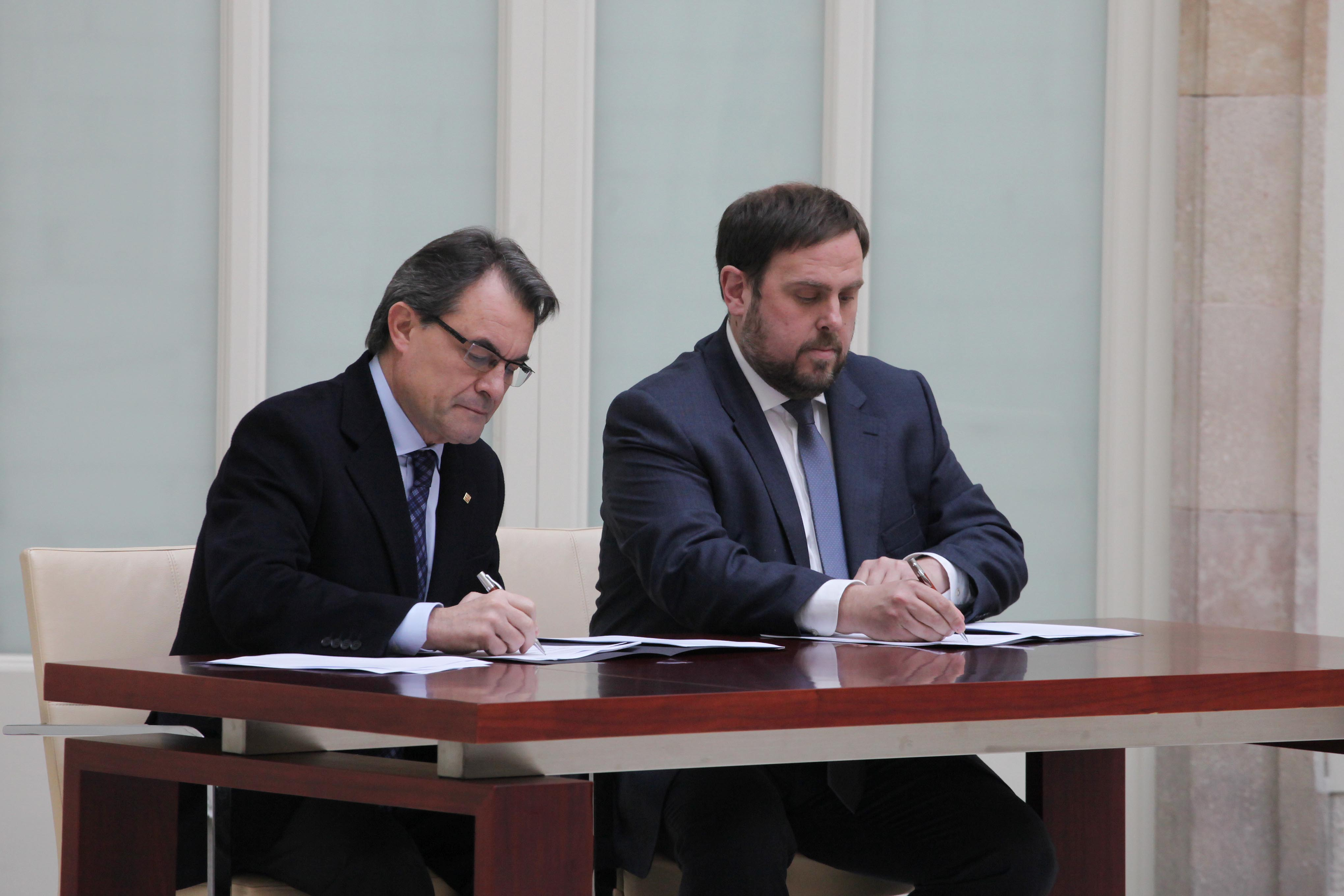
El presidente' Artur Mas y el líder de ERC Oriol Junqueras firman el 19 de diciembre de 2012 un acuerdo para la transición nacional (o pacto por la libertad) por el que se comprometen a convocar una consulta para que el «pueblo de Cataluña» pueda decidir si quiere constituirse en un «nuevo Estado en Europa».

Tras la manifestación del 11 de septiembre de 2012 el presidente' Mas tomó la iniciativa y, tras pronunciar una conferencia en Madrid en la que exigió un referéndum de autodeterminación para Cataluña —«Nuestro proyecto ha sido durante décadas intentar transformar el Estado español para que fuera el nuestro, pero si eso no es posible lo que hay que entender es que Cataluña necesita un Estado, Cataluña necesita el instrumento de un Estado», dijo—, reclamó al gobierno español presidido por Mariano Rajoy, que llevaba diez meses en el cargo, que aprobara un nuevo sistema de financiación para Cataluña similar al concierto económico vasco y navarro. Pero en la reunión que mantuvieron el 20 de septiembre en el Palacio de la Moncloa Rajoy rechazó el «pacto fiscal» que le proponía Mas porque desbordaba la Constitución. A su regreso a Barcelona ese mismo día por la tarde la ANC organizó una gran concentración en la Plaza de San Jaime en apoyo del presidente con destacados intelectuales en primera fila. El presidente Mas bajó a saludarlos, mientras la multitud coreaba «Más, sé valiente, Cataluña independiente», y todos juntos cantaron Els Segadors —TV3 lo transmitió en directo—. Artur Mas comentó a uno de sus colaboradores: «la gente ha pasado de silbarme a aplaudirme».
Cinco días más tarde, el 25 de septiembre, Artur Mas anunció que adelantaba las elecciones previstas para 2014 y que estas se celebrarían el 25 de noviembre. Dos días después el Parlamento de Cataluña aprobaba una resolución en la que instaba al gobierno catalán la celebración de una «consulta» en la que «el pueblo de Cataluña pueda determinar libre y democráticamente su futuro colectivo». Esa resolución se convirtió en el eje de la campaña electoral de Artur Mas durante la cual pidió una «mayoría indestructible» y se presentó como la encarnación de «la voluntad de un pueblo».
Como ha señalado Diego Díaz Alonso, el «giro independentista» de Artur Mas —«en lo más bajo de su carrera política, acosado por la impopularidad de sus políticas de ajuste neoliberal y erosionado por la corrupción de CiU»— les permite «a las élites políticas catalanas rehabilitarse y recomponerse, reorientando el conflicto social que había emergido con el 15-M hacia un enemigo exterior: el Estado español». Un punto de vista que comparte el historiador Jordi Canal quien afirma que la conversión de Mas al independentismo fue «una estrategia para desviar la atención y las responsabilidades de las impopulares medidas económicas y sociales tomadas por el Gobierno Mas en los dos años anteriores. La culpa, cómo no, iba a ser solamente de Madrid». Por el contrario Artur Mas justificó su «viraje» por el fracaso de los sucesivos intentos del catalanismo de buscar un nuevo «encaje» de Cataluña en España, como lo probaría la sentencia del Tribunal Constitucional sobre el Estatuto de Autonomía de Cataluña de 2006.
CiU, la coalición que encabezaba Mas, se presentó con un programa en el que abandonó el marco autonómico al proponer un proceso de «transición nacional» en el que se pondrían en marcha «estructuras de estado» que constituirían el primer paso para la consecución de la independencia de Cataluña. Por su parte Esquerra Republicana de Catalunya se planteó atraer al independentismo a los castellanohablantes ―el 50% de la población según el Instituto de Estadística de Cataluña― defendiendo que el castellano también sería «oficial en la República catalana», tal como aseguró su líder Oriol Junqueras en un artículo publicado en El Periódico de Cataluña el 8 de octubre de 2012. Una propuesta que recogía los planteamientos de la plataforma independentista Súmate que, como se decía en su manifiesto fundacional, estaba «formada en gran parte por catalanes de lengua y cultura de todas las partes del territorio español que, por cuestiones familiares y/o de origen, hemos mantenido este patrimonio sin renunciar por ello a ser y formar parte activa de la comunidad nacional catalana» y que utilizaba como argumentos para defender la independencia «la destrucción del Estado del bienestar» y «el desequilibrio fiscal». De hecho algunos de los principales dirigentes de Súmate eran miembros de Esquerra y uno de ellos, Gabriel Rufián, salió elegido diputado en las elecciones generales de España de 2015 y en las de 2016. Sin embargo, la posición defendida por Esquerra Republicana y Súmate fue cuestionada por ciertos sectores independentistas que el 30 de octubre de 2012 hicieron público el Manifest de la llengua nacional en el que abogaban porque el catalán fuera la única lengua oficial en «nuestro futuro Estado independiente» porque «el alma de la nación catalana es su lengua», además de poner en cuestión que únicamente se utilizaran argumentos económicos ―«el bienestar material que alcanzaríamos los catalanes si fuéramos dueños de nuestro destino»― para defender la independencia olvidando «la reivindicación patriótica de nuestra lengua, cultura y nación, la existencia de las cuales es la razón básica de la independencia» ―esta posición también sería defendida más adelante por el Grup Koiné que el 31 de marzo de 2016 presentó el manifiesto ‘’Per un veritable procés de normalització lingüística a la Catalunya independent’’ (‘Por un verdadero proceso de normalización lingüística en la Cataluña independiente’), del que derivaría la creación del colectivo ‘’Llengua i República’’―.

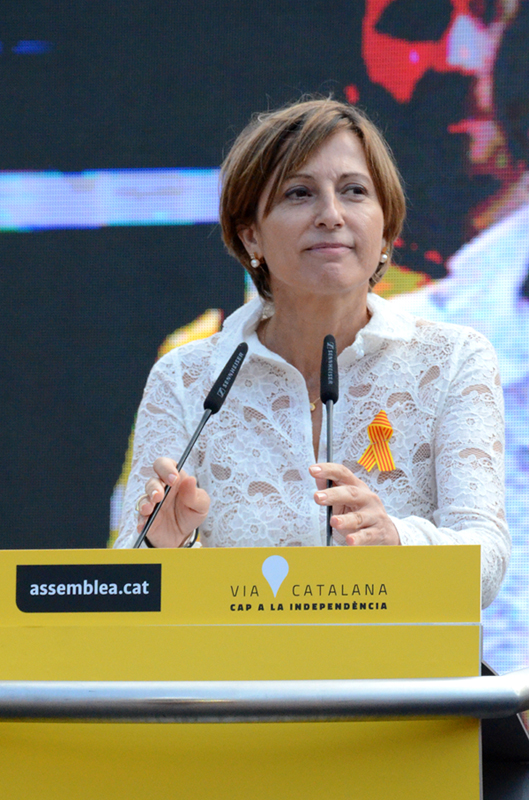
Carme Forcadell, presidenta de la autodenominada Asamblea Nacional Catalana, durante el acto de clausura celebrado en la Plaza de Cataluña de Barcelona de la Vía Catalana hacia la Independencia del 11 de septiembre de 2013.

Durante la campaña electoral se desarrolló una operación de desprestigio del soberanismo catalán orquestada desde «las cloacas del Estado» que sería conocida como la Operación Cataluña. Se había iniciado en el verano y consistía en filtrar a periódicos afines supuestas pruebas de corrupción de los líderes independentistas. Así seis días antes de la celebración de las elecciones el diario El Mundo publicó que Artur Mas y Jordi Pujol habían desviado dinero al extranjero procedente del cobro de comisiones ilegales. «La acusación de El Mundo contra Artur Mas sacude el tramo final de la campaña».
En cuanto al resultado de las elecciones, aunque CiU sufrió un descalabro —perdió 12 escaños—, tanto Esquerra Republicana (ERC) como Iniciativa per Cataluña-Verds (ICV) aumentaron su representación parlamentaria —ERC consiguió 11 diputados más e ICV 3 más—, y además la CUP entró en el Parlamento de Cataluña con tres diputados, por lo que se configuró una mayoría «soberanista» —«sin respuestas a la crisis [económica] y obturadas las tradicionales propuestas de encaje de Cataluña en España, la solución soberanista ganaba adeptos o, cuando menos, presencia pública», afirman Jaume Claret y Manuel Santirso— y Mas fue de nuevo investido por el parlamento autonómico como presidente de la Generalidad. En cuanto a los partidos constitucionalistas Ciutadans triplicó su representación pasando de 3 a 9 diputados, mientras que el PSC obtuvo 20 escaños y el PP 19.
El 23 de enero de 2013 el Parlamento de Cataluña aprobó la «Declaración de Soberanía y del derecho a decidir del pueblo de Cataluña» cuyo artículo primero —que declaraba al «pueblo de Cataluña» «sujeto político y jurídico soberano»— anuló el Tribunal Constitucional en marzo del año siguiente. En ella se acordó «iniciar el proceso para hacer efectivo el ejercicio del derecho a decidir». En la declaración se pudo apreciar cómo se estaban introduciendo nuevos términos en el vocabulario del catalanismo político como el de «pueblo» en sustitución de «nación», el «derecho a decidir» en lugar del derecho de autodeterminación, o el uso de expresiones como «Estado propio», «proceso soberanista o constituyente» o «transición nacional» para no hablar abiertamente de «independencia». La votación de esta declaración provocó una grave crisis en el seno del Partit dels Socialistes de Catalunya (PSC) pues cinco de sus diputados, como Joan Ignasi Elena, Àngel Ros y Marina Geli, rompieron la disciplina de voto y apoyaron la declaración mientras que el secretario general del partido Pere Navarro y la mayoría de los diputados del grupo socialista se opusieron.

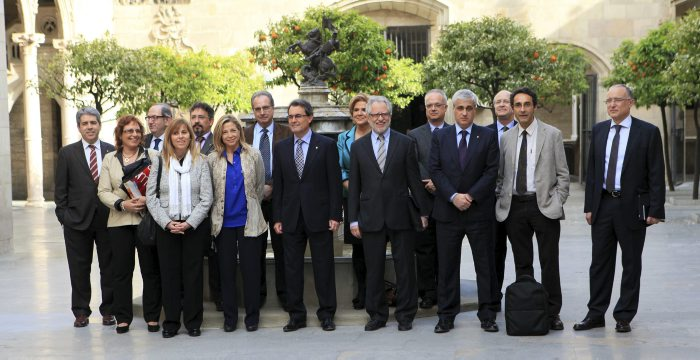
Sesión constitutiva del Consejo Asesor para la Transición Nacional.

Poco después, el 11 de abril, se constituyó el Consejo Asesor para la Transición Nacional bajo la presidencia de Carles Viver Pi-Sunyer y cuya misión era proponer las leyes que habría que ir aprobando para dar respaldo jurídico a la ruptura con España —proceso que se concretaría más adelante con la Ley de Transitoriedad—. Formaban parte del mismo destacados académicos como Germà Bel, Carles Boix Serra, Salvador Cardús o Àngel Castiñeira.
El 26 de junio se reunió en el Parlamento de Cataluña el Pacto Nacional por el Derecho a Decidir, que agrupaba a todo tipo de entidades y organizaciones sociales, políticas y sindicales. El acto estuvo presidido por Artur Mas y por la presidenta del Parlamento de Cataluña Núria de Gispert, y en él se aprobó la propuesta de la celebración de una consulta para que los ciudadanos catalanes pudieran decidir su futuro político. Tres meses después se hizo público un manifiesto que estaba firmado por varios centenares de entidades.

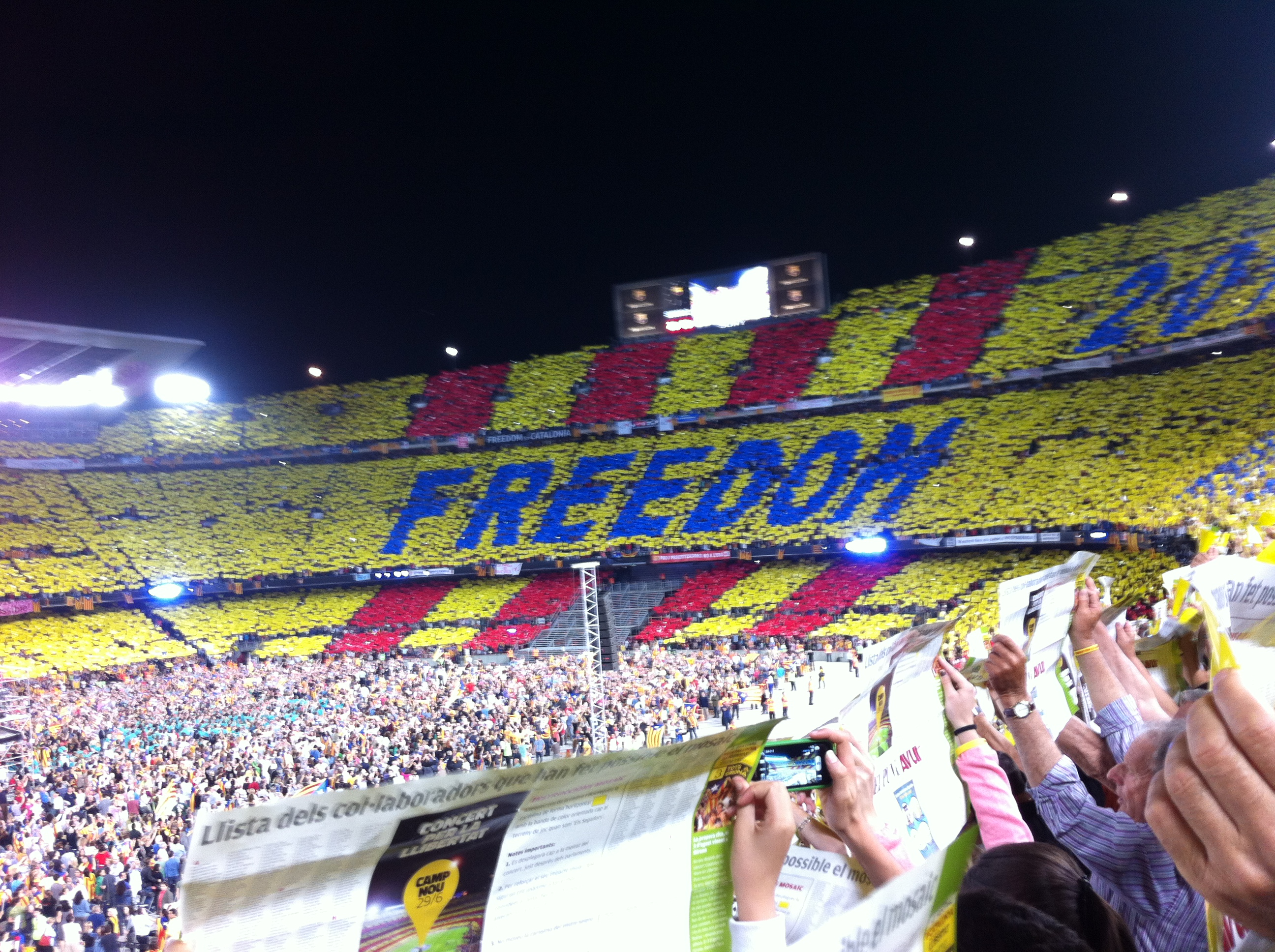
Mosaico del Concierto por la Libertad.

El 29 de junio de 2013 se celebró en el Camp Nou de Barcelona el Concierto por la Libertad organizado por Òmnium Cultural junto con otras entidades de la sociedad civil, como la Asamblea Nacional Catalana o la Plataforma Pro Seleccions Esportives Catalanes con el objetivo de reclamar el derecho del pueblo catalán y de todos los pueblos del mundo a poder decidir libre y democráticamente su propio futuro. Asistieron unos 90 000 espectadores.

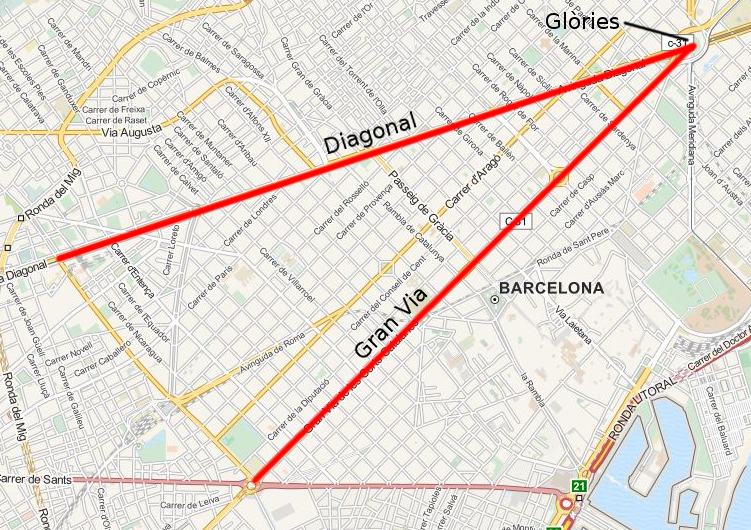
Plano de Barcelona con la V formada por la Gran Vía de las Cortes Catalanas y la Avenida Diagonal con el vértice en la Plaza de las Glorias Catalanas, que fue el espacio que ocupó la manifestación de la Diada de Cataluña de 2014.

Dos meses y medio después, en la Diada del 11 de septiembre una gran cadena humana unió de norte a sur el territorio de Cataluña en la que se llamó la «Vía Catalana hacia la Independencia. La presidenta de la ANC Carme Forcadell exigió ese día al presidente Artur Mas que convocara una consulta «sin dilaciones ni pérdidas de tiempo, que solo perjudican a nuestro pueblo». El 12 de diciembre, los partidos defensores de la «consulta» (CiU, ERC, ICV y CUP) acordaron la pregunta («¿Quiere que Cataluña sea un Estado?» y «En caso afirmativo, ¿quiere que este Estado sea independiente?») y la fecha de la misma, fijada para el 9 de noviembre de 2014. «Para Rajoy, este episodio marca un antes y un después. A partir de ahora, el silencio entre Madrid y Barcelona será total», comenta la periodista Lola García. Ese mismo mes de diciembre se celebró en Barcelona un simposio de historia con el controvertido título de «España contra Cataluña: una mirada histórica (1714-2014)».
En enero de 2014 el parlamento de Cataluña aprobó una moción por la que se solicitaba al Congreso de los Diputados la cesión de la competencia para la celebración de un «referéndum consultivo», pero el 8 de abril la petición fue rechazada por el pleno por una abrumadora mayoría —la petición había sido presentada ante el Congreso por los diputados del Parlamento de Cataluña Jordi Turull (CiU), Marta Rovira (ERC) y Joan Herrera (ICV-EUiA)—. La respuesta del parlamento de Cataluña fue elaborar su propia ley de consultas, aprobada el 19 de septiembre, para amparar legalmente la convocatoria prevista para el 9 de noviembre. Precisamente el apoyo a la «consulta del 9-N» fue el lema fundamental de la gran manifestación del 11 de septiembre de 2014 consistente en formar una enorme “V” en dos de las principales avenidas de Barcelona.. «Por tercera vez consecutiva, la imagen es espectacular y da la vuelta al mundo». En el acto final de la manifestación intervinieron Carme Forcadell, presidenta de la ANC, y Muriel Casals, presidenta de Òmnium Cultural. Forcadell dijo: «presidente, ponga las urnas». Por su parte Muriel Casals dijo: «¡El Parlamento aprobó una declaración de soberanía, hagámosla!... La voz del pueblo está por encima de lo que piensan unos jueces del Tribunal Constitucional». Solo una semana después se celebraba en Escocia el referéndum sobre su separación del Reino Unido —ganan los contrarios a la independencia—.
Mes y medio antes de la Diada, el 25 de julio de 2014, el que hubiera sido presidente durante 23 años, Jordi Pujol, reconoció en un comunicado enviado a varios medios haber ocultado a la Hacienda Pública durante 34 años «un dinero ubicado en el extranjero», según sus afirmaciones procedente de su padre Florenci Pujol. En ese comunicado Pujol lamentaba no haber encontrado nunca el «momento adecuado» para la regularización de esas cantidades y pedía perdón a la opinión pública. Según varios medios, se trataría de en torno a cuatro millones de euros, ubicados en Andorra, que se habrían beneficiado de la amnistía fiscal (o regularización extraordinaria) promovida por el Gobierno de España en 2012. La confesión de Jordi Pujol generó gran controversia política, que se sumaba a la generada por la dimisión de todos sus cargos de Oriol Pujol, hijo de Jordi Pujol y heredero político suyo, por un caso de corrupción relacionado con concesiones de ITV. Unas horas antes de hacer público el comunicado Jordi Pujol se reunió con Artur Mas para adelantarle la noticia, que iba a suponer su «hundimiento político y moral». A partir de ese momento Mas comenzó los planes para la «refundación» de Convergencia Democràtica de Catalunya.

### El «proceso participativo» del9-Ny la convocatoria de elecciones «plebiscitarias» para septiembre de 2015

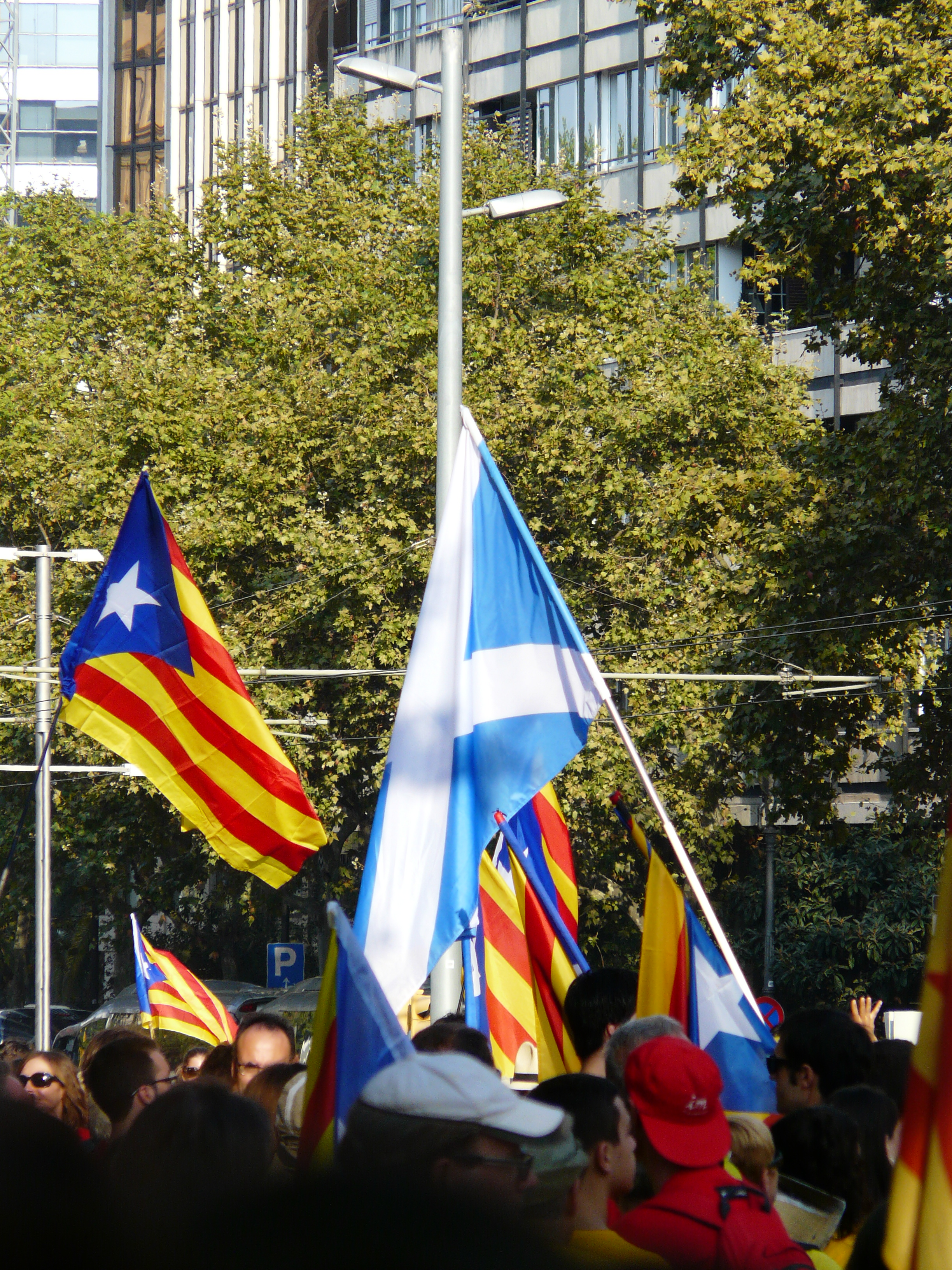
Banderas independentistas catalanas junto con una bandera escocesa durante la manifestación de la V catalana del 11 de septiembre de 2014.

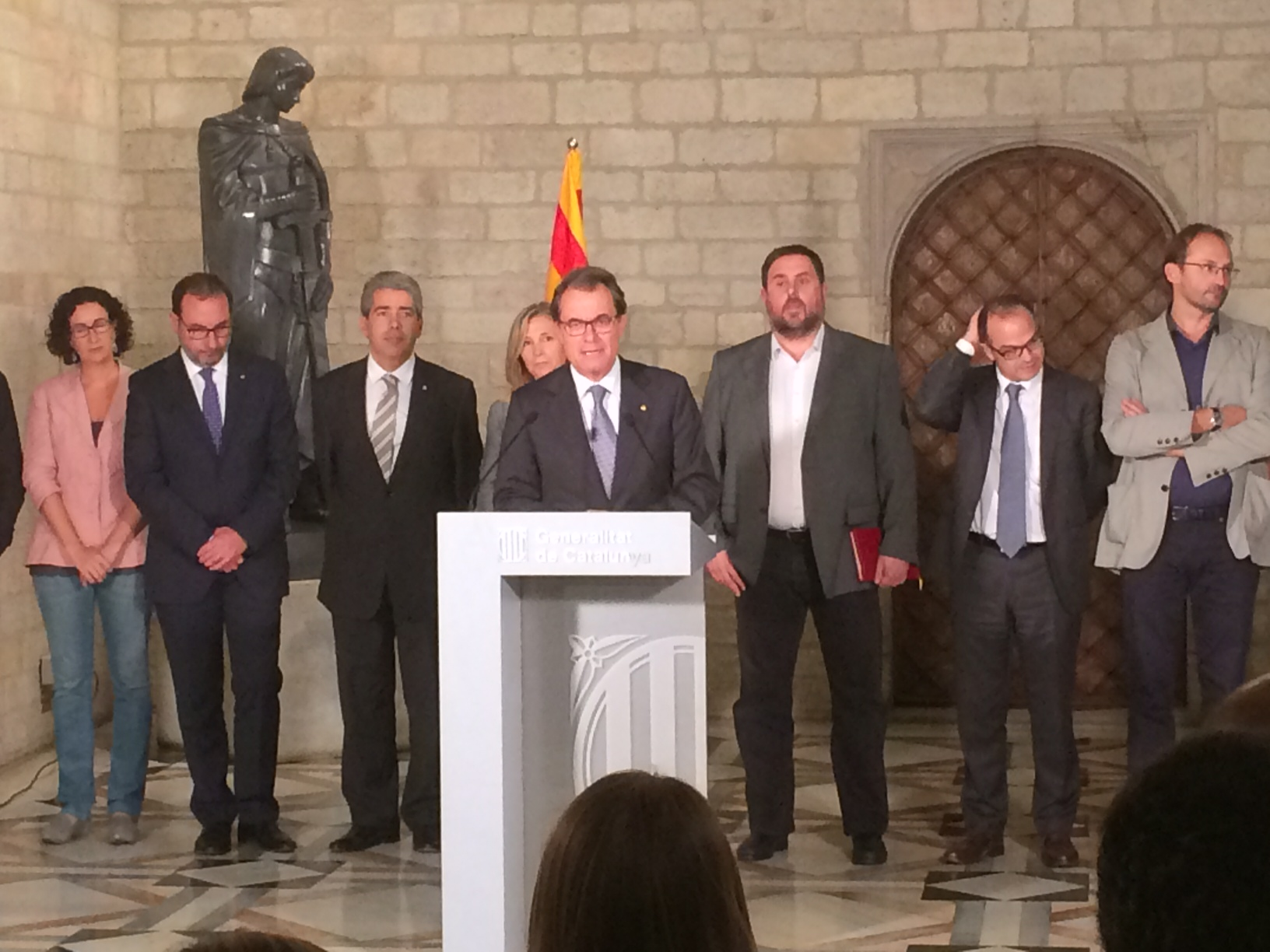
El presidente Artur Mas anuncia en octubre de 2014 la celebración de un proceso participativo para el 9-N. Detrás aparecen Oriol Junqueras (centro), líder de ERC, y Joan Herrera (derecha), líder de ICV-EUiA.

El 27 de septiembre de 2014 el presidente de la Generalidad de Cataluña, Artur Mas, firmó el decreto de convocatoria de la Consulta sobre el futuro político de Cataluña 2014, pero el gobierno de Mariano Rajoy reaccionó inmediatamente y presentó un recurso ante el Tribunal Constitucional que lo admitió a trámite por lo que el 29 de septiembre quedaron suspendidos cautelarmente el decreto y la Ley de Consultas que lo amparaba.
El 13 de octubre, el presidente Mas reconocía que no podría celebrarse la consulta del 9-N por falta de garantías legales, pero al día siguiente anunciaba que el 9-N se celebraría un «un proceso participativo» amparándose en la parte de la Ley de consultas de Cataluña que no había sido suspendida por el Tribunal Constitucional. Pero el 2 de noviembre el gobierno de Rajoy vuelve a presentar un recurso ante el Tribunal Constitucional y este suspende el proceso participativo dos días después. A pesar de todo la Generalidad continúa con los preparativos.
Finalmente, al no producirse ninguna orden judicial efectiva para el cierre de los colegios electorales, el 9 de noviembre se celebró el proceso participativo sobre el futuro político de Cataluña de 2014 gracias a colaboración de más de 40.000 voluntarios y sin que se produjeran incidentes. La participación se situó en torno al 41% del censo ―votaron 2.344.828 personas― y ganó el Sí-Sí ―es decir, la opción favorable a la independencia― con 1.897.274 votos, lo que supuso el 80% de los sufragios. El propio Artur Mas fue el que hizo públicos los resultados en una multitudinaria rueda de prensa celebrada en las instalaciones de la Fira de Barcelona en la que estuvieron presenten numerosos medios extranjeros. «Nunca antes el nacionalismo catalán había logrado un eco internacional tan amplio como este 9 de noviembre de 2014», comenta la periodista Lola García.
El 25 de noviembre de 2014, cuatro días después de que la fiscalía hubiera presentado una querella contra él y contra las consejeras Joana Ortega e Irene Rigau por la celebración del proceso participativo, Mas presentó su plan para conseguir la independencia de Cataluña en 18 meses, y el 14 de enero anunció en una rueda de prensa el adelanto de las elecciones autonómicas para el día 27 de septiembre de 2015 y que estas tendrían un carácter plebiscitario sobre la independencia de Cataluña.

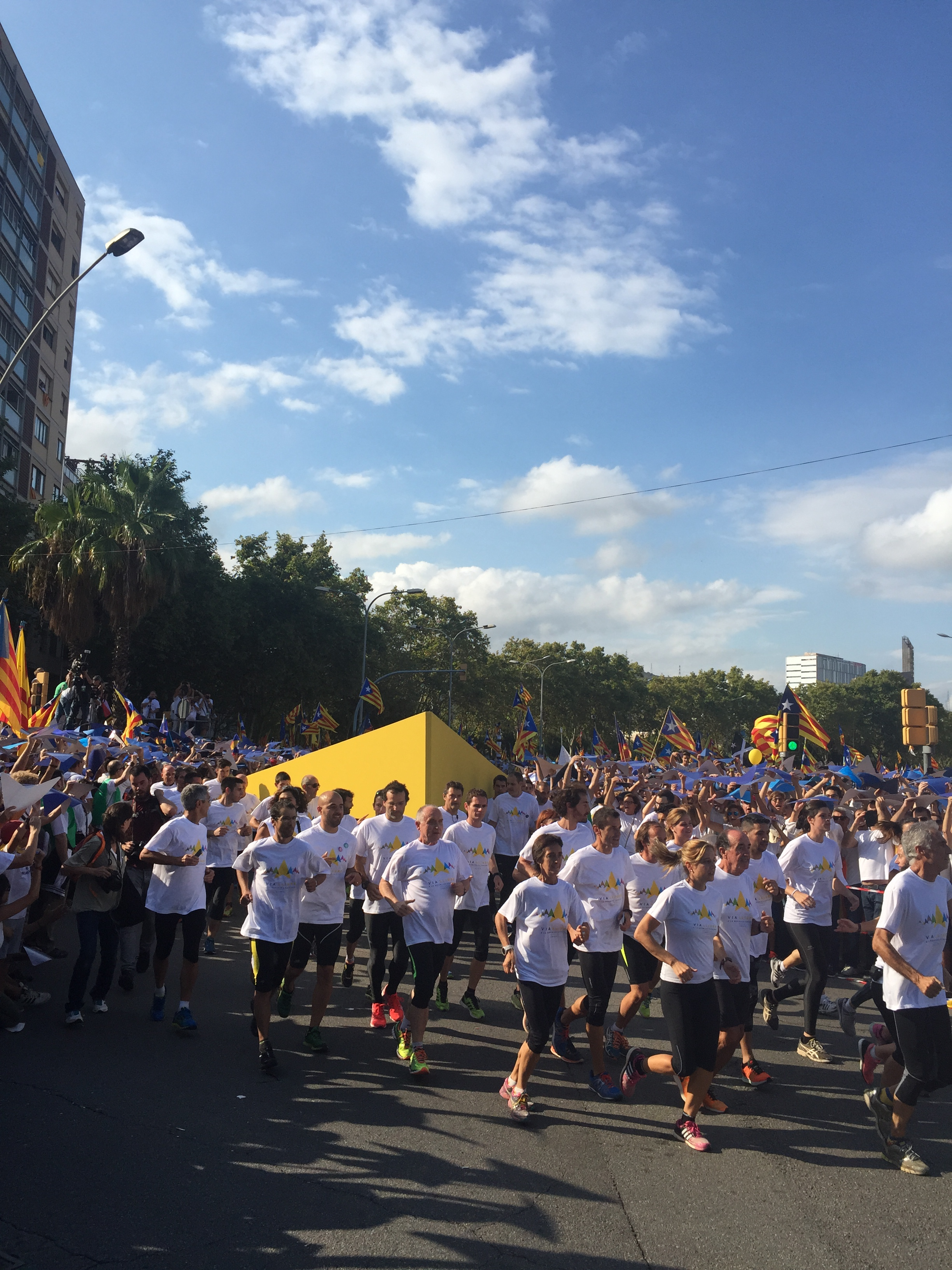
Manifestación Via Lliure durante la Diada de Cataluña de 2015.

A pesar de que el 25 de febrero el Tribunal Constitucional confirmó por unanimidad la inconstitucionalidad de la consulta del 9-N, un mes después Convergència Democràtica de Catalunya y Esquerra Republicana de Catalunya, y la Asamblea Nacional Catalana, Omnium Cultural y la Associació de Municipis per la Independència, pactaban la «hoja de ruta unitaria del proceso soberanista catalán» en la que se incluía una declaración unilateral de independencia en el plazo de 18 meses, si los partidos soberanistas ganaban las elecciones «plebiscitarias» previstas para el 27 de septiembre —«Los programas de las candidaturas soberanistas deben dejar claro, como punto primero y destacado, que votarlas supone un pronunciamiento favorable a la independencia de Cataluña», afirmaban—. Al día siguiente el presidente Mariano Rajoy les advirtió que «ningún Gobierno de España va a autorizar la ruptura de la soberanía nacional».
La opción claramente independentista por la que había optado Convergència Democràtica de Catalunya (CDC) acabó rompiendo la coalición Convergència i Unió (CiU) porque Unió Democràtica de Catalunya seguía siendo partidaria de la vía «pactista» y del «autonomismo». Así el 22 de junio de 2015 los consejeros de Unió abandonaron el gobierno de la Generalidad y la federación quedó disuelta. A partir de entonces CDC aumentó la presión sobre Esquerra Republicana para que integraran una candidatura conjunta a las elecciones «plebiscitarias» del 27 de septiembre, llegándose a un acuerdo el 20 de julio. Así nació la «llista de país» que se llamó «Junts pel Sí». Artur Mas para facilitar el acuerdo ha renunciado a encabezarla, pasando al cuarto puesto por la circunscripción de Barcelona. Delante de él figurarán el nuevo cabeza de lista Raül Romeva y las líderes de ANC y Òmnium Cultural, respectivamente, Carme Forcadell y Muriel Casals.
La Diada de Cataluña de 2015 constituyó de nuevo una gran demostración independentista. El lema fue Via Lliure ('Vía Libre'). Los manifestantes ocuparon los cinco kilómetros de la avenida Meridiana de Barcelona, por donde circuló llevado por los congregados un enorme puntero apuntando al Parlamento de Cataluña, marcando así simbólicamente la ruta hacia la independencia. Se trató, como ha señalado el historiador Jordi Canal, de «otra gran performance, al fin y al cabo, minuciosamente concebida y bien ejecutada». Los discursos finales los pronunciaron Quim Torra y Jordi Sánchez, sustitutos respectivos de Muriel Casals de Ómnium Cultural y de Carme Forcadell de la ANC, que habían dejado sus cargos porque se presentaban como candidatas a las elecciones en la lista de Junts pel Sí por Barcelona. En una entrevista Sánchez manifestó: «Hemos decidido que nos vamos. Y lo haremos tan rápido como podamos, con la legitimidad de la calle y el mandato de las urnas». Esta utilización partidista de la Diada —«la Diada de 2015 se convierte en un megaacto de campaña a favor de Junts pel Sí», comenta la periodista Lola García— fue muy criticada por los partidos no independentistas. Así el socialista Miquel Iceta reclamó una Diada «de todos los catalanes».

### De las elecciones «plebiscitarias» de septiembre de 2015 a la Declaración Unilateral de Independencia del 27 de octubre de 2017

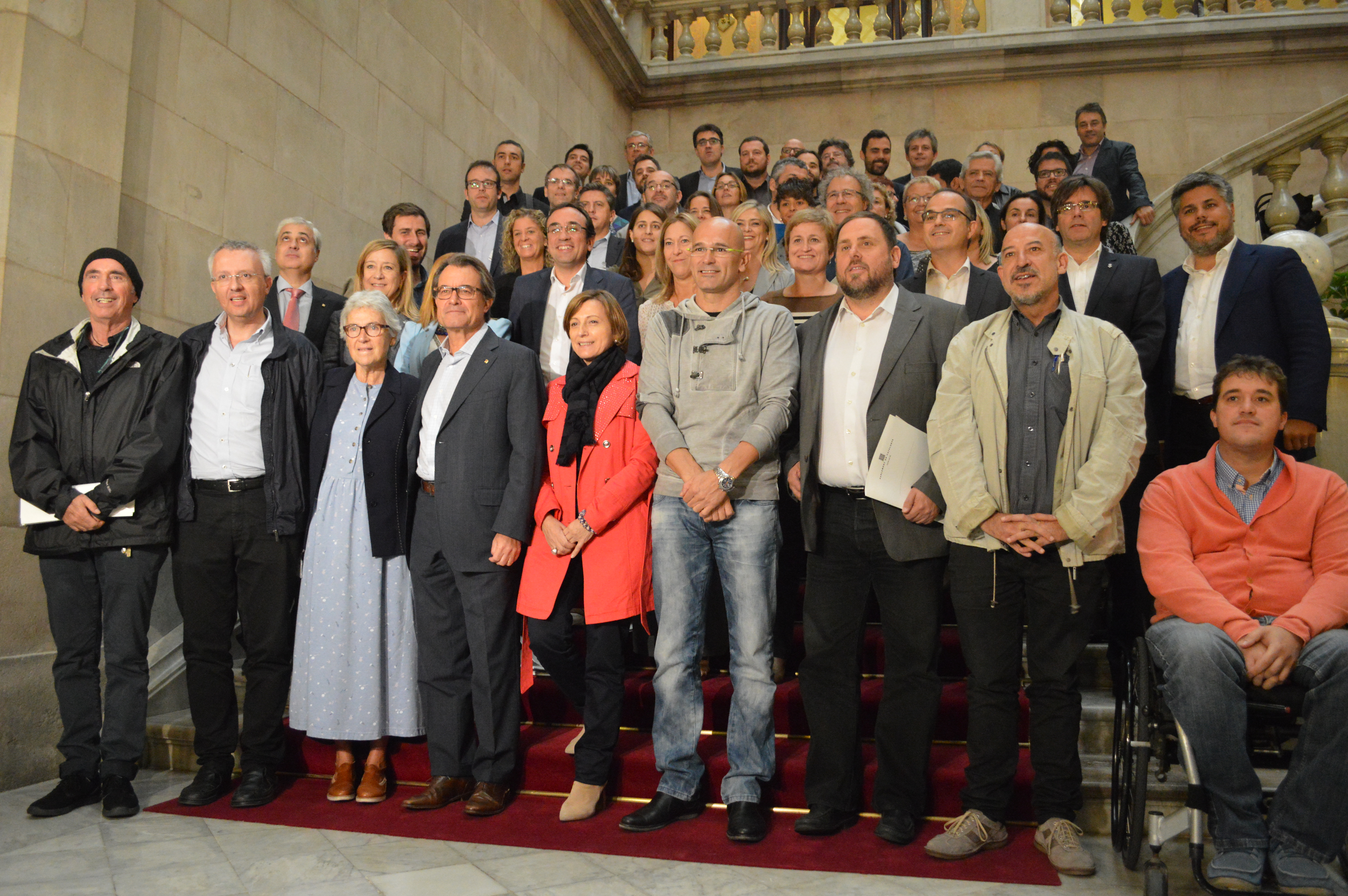
Grupo parlamentario de Junts pel Sí. En primera fila y en el centro Muriel Casals, Artur Mas, Carme Forcadell, Raül Romeva (cabeza de lista por Barcelona), Oriol Junqueras y Germà Bel (cabeza de lista por Tarragona). En el extremo izquierdo Lluís Llach (cabeza de lista por Gerona). En segunda fila, detrás de Bel y Junqueras, Carles Puigdemont y Jordi Turull.

En las elecciones «plebiscitarias» del 27 de septiembre de 2015 la fuerza política más votada fue Junts pel Sí ―la lista unitaria independentista integrada por Convergencia Democrática de Cataluña, Esquerra Republicana de Catalunya y por destacados miembros de las entidades soberanistas, como Carme Forcadell, presidenta de la Asamblea Nacional Catalana, o Muriel Casals, presidenta de Omnium Cultural―. Consiguió el 39,59% de los votos y 62 escaños que sumados a la otra fuerza independentista, la CUP con el 8,21% de los votos y 10 diputados, suponían la mayoría absoluta en el Parlamento, aunque entre las dos candidaturas no alcanzaron el 50% de los sufragios ―consiguieron el 47,8%―. Tras conocerse los resultados Antonio Baños, el cabeza de lista de la CUP, admite que no se ha ganado el plebiscito porque las candidaturas independentistas no han superado el 50% de los votos, pero el «independentismo prefiere poner el acento en la mayoría parlamentaria alcanzada y no en el 47,8% de los votos obtenidos», «así que los dirigentes de Junts pel Sí afirman que tienen la legitimidad de la victoria electoral para comenzar el proceso hacia una república catalana».
Solo dos semanas después de las elecciones el presidente Artur Mas, en ese momento en funciones, fue a declarar ante el Tribunal Superior de Justicia de Cataluña como imputado por haber organizado la «consulta» del 9-N. En su recorrido a pie hasta el Palacio de Justicia de Barcelona fue acompañado por una multitud convocada por la Asamblea Nacional Catalana, así como por los alcaldes de la AMI vara en mano y por destacados dirigentes del procés. Se oyeron gritos de «Mas presidente, Cataluña independiente». El acontecimiento fue retransmitido en directo por TV3.
El 9 de noviembre, justo el día en que se iba iniciar el debate de investidura de Artur Mas para la presidencia de la Generalidad, el Parlamento de Cataluña aprobó con los votos de los 72 diputados independentistas una resolución en la que se proclamaba el inicio del proceso de independencia de Cataluña ―el «proceso de creación del Estado catalán independiente en forma de república», en un plazo de 18 meses―. Los grupos independentistas consideraban legitimada la resolución porque, según ellos, habían ganado el «plebiscito» de las elecciones del 27 de septiembre al haber obtenido «una amplia mayoría en votos y en escaños». En la resolución se instaba al nuevo gobierno de la Generalidad a desobedecer a las instituciones españolas, empezando por el «deslegitimado» Tribunal Constitucional, y a que solo cumpliera las leyes aprobadas por el Parlamento de Cataluña. Según Lola García, «esta resolución constituye un salto cualitativo en el proceso independentista por cuanto supone un compromiso formal y solemne de desobediencia explícita a la legalidad española. Una línea roja se acaba de traspasar». El gobierno de Mariano Rajoy interpuso inmediatamente un recurso ante el Tribunal Constitucional y este lo admitió a trámite el día 11 con lo que la resolución quedó suspendida —sería declarada inconstitucional el 2 de diciembre—, advirtiendo además el tribunal de las graves responsabilidades en la que se podrían incurrir, incluidas las penales, si su decisión no era cumplida. El 2 de diciembre el Tribunal Constitucional declaró inconstitucional la declaración del Parlamento.

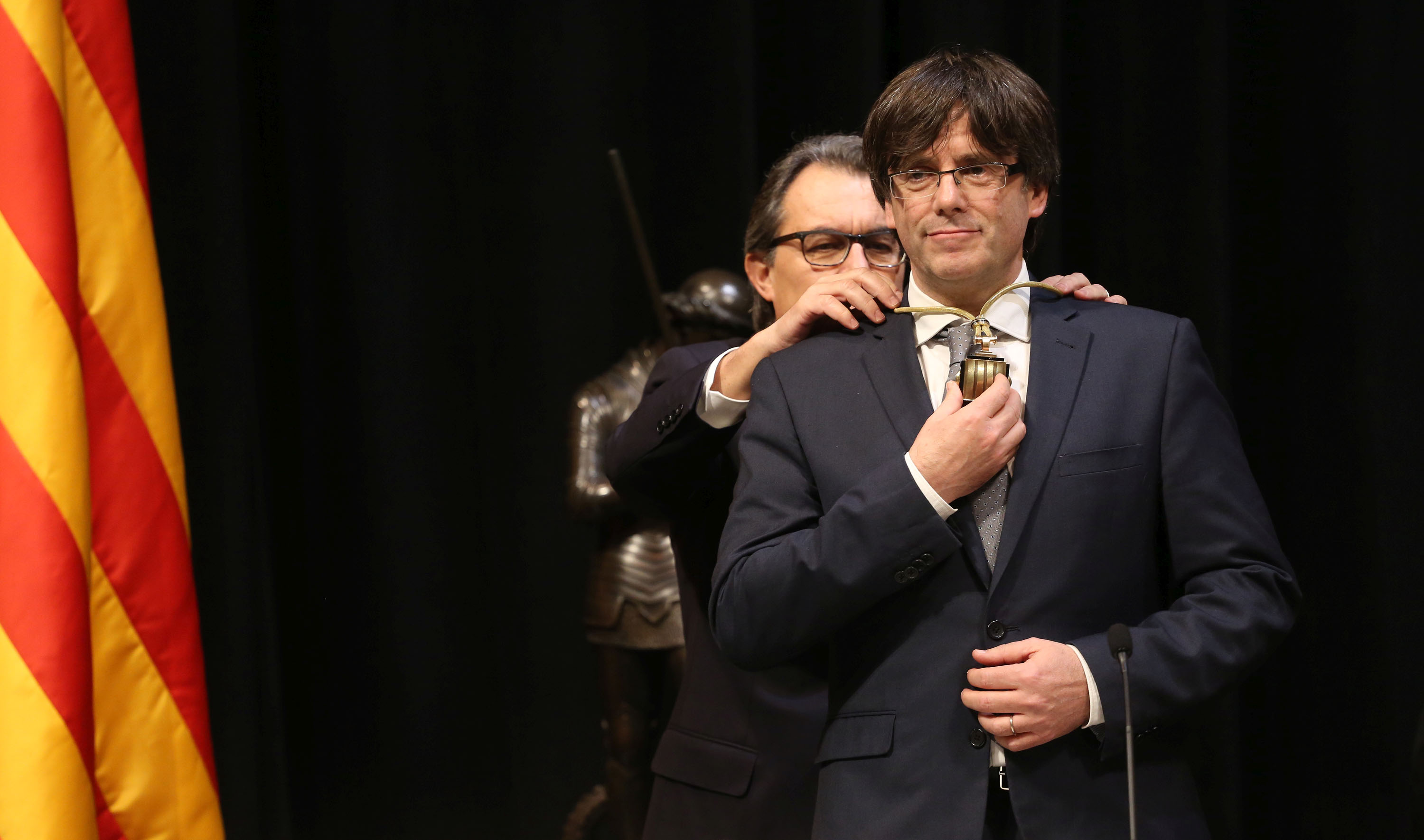
Artur Mas coloca la medalla de Presidente de la Generalidad a su sucesor en el cargo Carles Puigdemont, el 12 de enero de 2016.

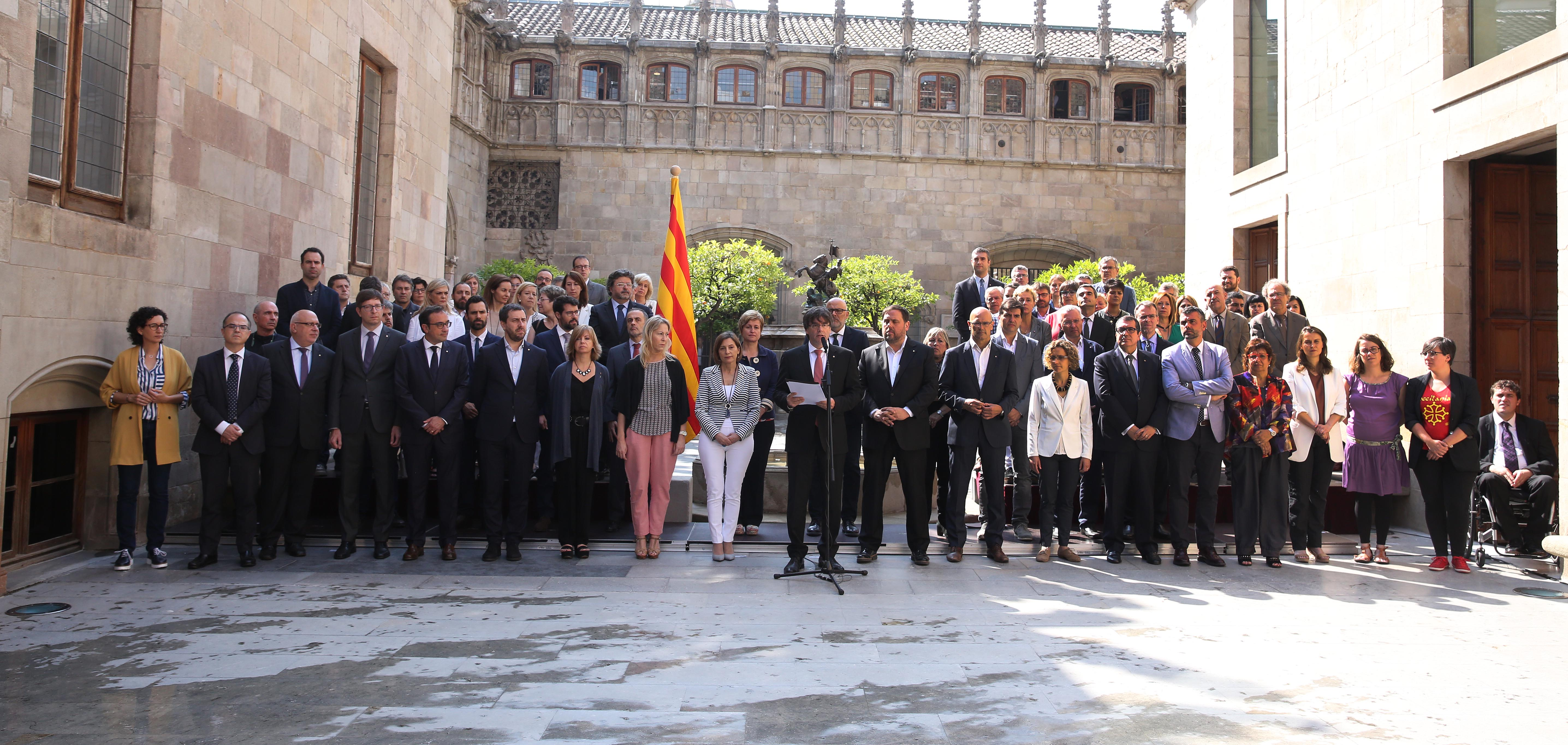
Carles Puigdemont anuncia el 9 de junio de 2017 la fecha y pregunta del Referéndum de independencia de Cataluña.

En cuanto a la investidura de Artur Mas, esta resultó fallida porque la CUP no la apoyó aunque abrió la puerta al acuerdo si Junts pel Sí presentaba otro candidato. El problema era que Junts pel Sí solo contaba con 62 diputados por lo que los votos de al menos seis de los diez diputados de la CUP eran necesarios para conseguir la mayoría absoluta en una primera votación o de dos para conseguir la mayoría simple en una segunda, pero en las dos ocasiones los diputados de la CUP votaron en contra. Así, cuando a principios de enero de 2016 estaba a punto de cumplirse el plazo de dos meses para que se tuvieran que convocar nuevas elecciones, Artur Mas renunció a la investidura —dando un «paso al lado»— y propuso como su sustituto a Carles Puigdemont, alcalde de Gerona e independentista desde hacía tiempo, que sí recibió el voto favorable de la CUP, por lo que pasó a ser el nuevo presidente de la Generalidad. En su discurso de investidura, que terminó con un ''Visca Catalunya Lliure'' (‘Viva Cataluña Libre’), Puigdemont reiteró el compromiso de conseguir la independencia de Cataluña en 18 meses, para lo que se aprobarían las llamadas "estructuras de Estado" ―como una Hacienda propia, una seguridad social catalana y un banco central de Cataluña― y se definió a sí mismo como el «presidente de la postautonomía y de la preindependencia». Sin embargo, meses después Puigdemont cambió el plan previsto y propuso la celebración de un referéndum unilateral de independencia. Fue la condición que puso la CUP para dar su apoyo a Puigdemont en la cuestión de confianza que planteó ante la negativa de los cuperos a aprobar los presupuestos de la Generalidad. El cambio de postura de Puigdemont coincidió con la victoria del Brexit en el referéndum celebrado en Gran Bretaña el 23 de junio de 2016.
El 6 de octubre de 2016 el Parlamento de Cataluña refrendaba la propuesta de Puigdemont de celebrar un referéndum amparándose en el «derecho imprescriptible e inalienable de Cataluña a la autodeterminación». Tres meses después, el 11 de enero de 2017, se reunían en secreto en el Palacio de la Moncloa el presidente Puigdemont y el presidente del gobierno español Mariano Rajoy, pero este no aceptó la propuesta de aquel de celebrar un referéndum pactado. Según Puigdemont ya no quedaba más opción que el referéndum unilateral. Lo anunció el 9 de junio de 2017 con el argumento de que Cataluña tenía derecho a la autodeterminación al ser una «nación milenaria». Se celebraría el 1 de octubre y la pregunta sería: «¿Quiere que Cataluña sea un Estado independiente en forma de república?».
Unas semanas antes, entre finales de abril y principios de mayo, Puigdemont y Junqueras crearon el que sería conocido como el Estado Mayor del procés con la finalidad de que coordinara todos los aspectos relativos al referéndum. Este organismo sería el que tomaría las decisiones más importantes por encima del propio gobierno de Cataluña. Estaba integrado por el presidente Puigdemont, el vicepresidente Junqueras, algunos consejeros del gobierno autonómico (como Meritxell Serret que sustituyó a Carles Mundó), dirigentes del PDeCAT (Artur Mas y Marta Pascal) y de ERC (Marta Rovira) y los líderes civiles de ANC y Omnium Cultural (Jordi Sànchez y Jordi Cuixart). También formaban parte del mismo Lluís Llach (cantautor y diputado por Junts pel Sí), Xavier Vendrell (exconsejero de ERC), Oriol Soler (editor y director de la estrategia de comunicación del procés), David Madí (antiguo hombre de confianza de Artur Mas) y Xavier Vinyals (principal asesor en materia de seguridad). Manejaba mucha más información sobre el procés que el gobierno de Cataluña.
A principios de julio, solo un mes después del anuncio de la pregunta y la fecha del referéndum, se produjo la salida del gobierno autonómico de varios consejeros en desacuerdo con la vía unilateral que se estaba siguiendo, con las consecuencias penales y patrimoniales que esto podría acarrear por desobedecer al Estado. La crisis la desencadenó una entrevista del consejero de Empresa y Conocimiento Jordi Baiget publicada por El Punt-Avui el 3 de julio en la que entre otras críticas al procés puso en duda que el referéndum pudiera celebrarse. Fue cesado fulminantemente y sustituido por Santi Vila, anterior consejero de Cultura, ocupando su puesto Lluís Puig. A continuación abandonaron el ejecutivo catalán Neus Munté, Meritxell Ruiz y Jordi Jané, además del secretario del gobierno autonómico Joan Vidal de Ciurana. Les sustituyeron Jordi Turull (Presidencia), Clara Ponsatí (Educación) y Joaquim Forn (Interior), más Víctor Cullell, nuevo secretario del gobierno de Cataluña. «Acabada la purga en el Gobierno catalán, todos los que quedan saben que, a partir de ahora, no hay marcha atrás», comenta Lola García.

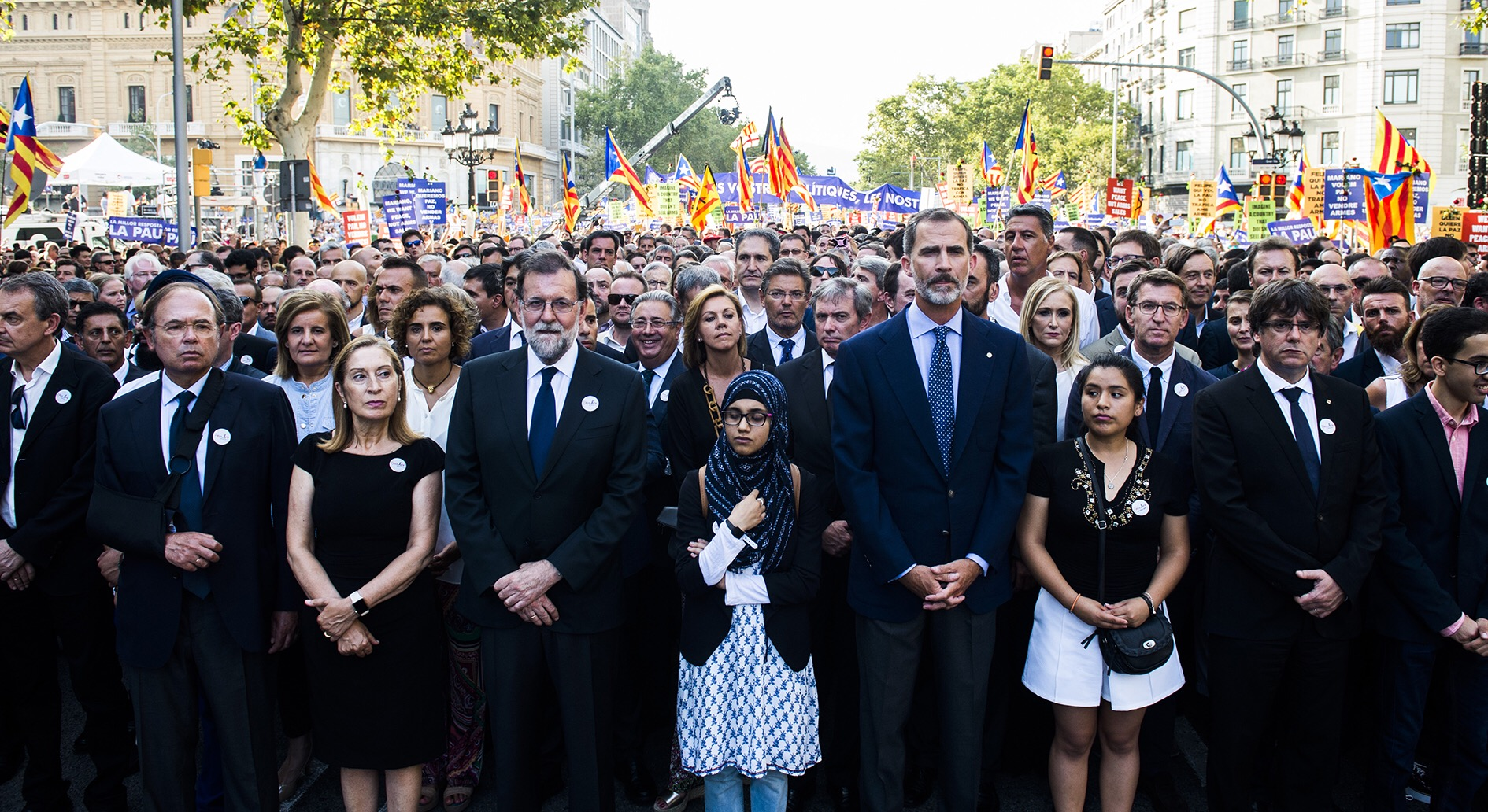
Manifestación en Barcelona del 27 de agosto encabezada por el rey Felipe VI bajo el lema 'No tinc por' ('No tengo miedo') tras los atentados yihadistas de Barcelona y Cambrils del 17 de agosto de 2017.

El 17 de agosto de 2017 Barcelona y Cambrils fueron el escenario de sendos atentados yihadistas que causaron 15 muertos y 131 heridos, uno de los cuales falleció días después. El 20 de agosto se celebró en el Templo Expiatorio de la Sagrada Familia una misa solemne por las víctimas con la presencia de los reyes de España, el presidente del gobierno español Mariano Rajoy, el presidente de la Generalidad Carles Puigdemont y otras autoridades españolas y catalanas —al parecer cuando terminó la misa Puigdemont le recriminó en privado al cardenal y arzobispo de Barcelona Juan José Omella que en la homilía hubiera hablado de unidad cuando el 1 de octubre se iba a celebrar el referéndum de autodeterminación y que hubiera hablado en castellano—. Siete días después, el 27 de agosto, se celebró una gran manifestación en Barcelona de condena de los atentados cuya segunda fila estuvo formada por el rey, el presidente del gobierno español Mariano Rajoy, el presidente Puigdemont, la alcaldesa de Barcelona Ada Colau y otras autoridades. Los grupos independentistas utilizaron la manifestación para desplegar las esteladas reivindicando sus objetivos y para pitar y abuchear a las autoridades españolas. Según Lola García, «Felipe VI sufre la mayor humillación de su reinado».
El 6 de septiembre de 2017 el Parlamento de Cataluña aprobó la Ley del Referéndum a pesar de no haberse solicitado el informe del Consejo de Garantías Estatutarias de Cataluña y de la advertencia de los letrados del Parlamento de Cataluña de que el proyecto de ley era contrario al Estatuto de Autonomía y a la Constitución. Se aprobó en votación única, sin que la oposición tuviera tiempo para analizar el texto ni pudiera presentar enmiendas a la totalidad. Para no dar cobertura a lo que consideraban una «ilegalidad» los diputados de Ciudadanos, Partit dels Socialistes de Catalunya y Partido Popular abandonaron el pleno en el momento de la votación, mientras que los de Catalunya Sí que es Pot permanecieron en el hemiciclo para abstenerse. Lo mismo sucedió al día siguiente cuando se aprobó la Ley de Transitoriedad que entraría en vigor si en el referéndum ganaba el 'SÍ'.
En esos días, según Jordi Amat, implosionó «todo el ordenamiento constitucional en Cataluña —se pisotearon el Estatuto y la Constitución—» y «se rompió el consenso catalán». Según Lola García, «los días 6 y 7 de septiembre pasarán a la historia de Cataluña como jornadas ignominiosas para sus instituciones». La intervención del diputado de Catalunya Sí que es Pot Joan Coscubiela resumió los sentimientos de los grupos no independentistas de la cámara que habían visto coartados sus derechos: «No quiero que mi hijo David viva en un país donde la mayoría pueda tapar los derechos de los que no piensan como ella». Meses más tarde el consejero Santi Vila, que acabaría dimitiendo en octubre, escribió que aquellos dos días constituyeron «la página más negra de mi currículum como ciudadano y como servidor público». Según Enric Ucelay-Da Cal, lo acordado por el Parlamento de Cataluña los días 6 y 7 de septiembre supuso el «punto de ruptura» de la que él llama la «revolución catalana» de 2017. Según John H. Elliott, en esos días comenzó «la peor crisis constitucional de la España posterior a Franco».
El gobierno de Mariano Rajoy presentó un recurso ante el Tribunal Constitucional que al ser admitido a trámite supuso la suspensión de las dos leyes, pero a pesar de todo el gobierno de Puigdemont mantuvo la convocatoria del referéndum. Entonces el presidente Rajoy aseguró que el referéndum no se celebraría y que utilizaría todos los instrumentos de los que disponía el Estado para impedirlo. Así la Fiscalía General del Estado interpuso sendas querellas contra el gobierno y contra la presidenta del Parlamento, Carme Forcadell. Miles de policías nacionales y de guardias civiles fueron enviados a Cataluña desde el resto de España, siendo «alojados en barcos atracados en el puerto en unas condiciones lamentables». En algunos lugares son despedidos con el grito «A por ellos». Las ciudades de fuera de Cataluña se llenan de banderas españolas colgadas de los balcones.
Entretanto el 11 de septiembre se celebró la Diada de Cataluña de 2017 de nuevo organizada por las entidades independentistas Asamblea Nacional Catalana (ANC) y Ómnium Cultural con el título de La Diada del Sí. En los discursos que se pronunciaron hubo constantes alusiones al referéndum del 1 de octubre y llamamientos para ir a votar. El presidente de la ANC Jordi Sànchez dijo: «Nos declaramos insumisos a los Tribunales y Gobiernos que solo quieren preservar la indivisible unidad de la patria».
En las actuaciones policiales para impedir la celebración del referéndum, los incidentes más graves se produjeron el 20 de septiembre en el marco de la llamada Operación Anubis cuando la Guardia Civil entró en la Consejería de Hacienda para proceder a un registro por orden judicial y una multitud —entre 20.000 y 40.000 personas— se congregó alrededor del edificio dañando gravemente los coches patrulla aparcados en la puerta e impidiendo durante horas que los agentes y la secretaria judicial pudieran abandonarlo. Participaron en la concentración Jordi Sànchez y Jordi Cuixart, presidentes de las entidades soberanistas Asamblea Nacional Catalana y Omnium Cultural, respectivamente, que serían más tarde acusados de haber cometido un delito de sedición como presuntos responsables de esos hechos y encarcelados. También sería procesado el "major" de los Mozos de Escuadra Josep Lluís Trapero. En el registro del domicilio de Josep Maria Jové la policía encuentra el documento EnfoCATs: Reenfocant el procés d'indepèndencia per a un resultat exitós que contiene la estrategia independentista —la apuesta por la unilateralidad— y que será utilizado por los jueces para acusar a la cúpula del procés. También encuentra una libreta con anotaciones de todas las reuniones mantenidas por los líderes del procés hasta noviembre de 2016.

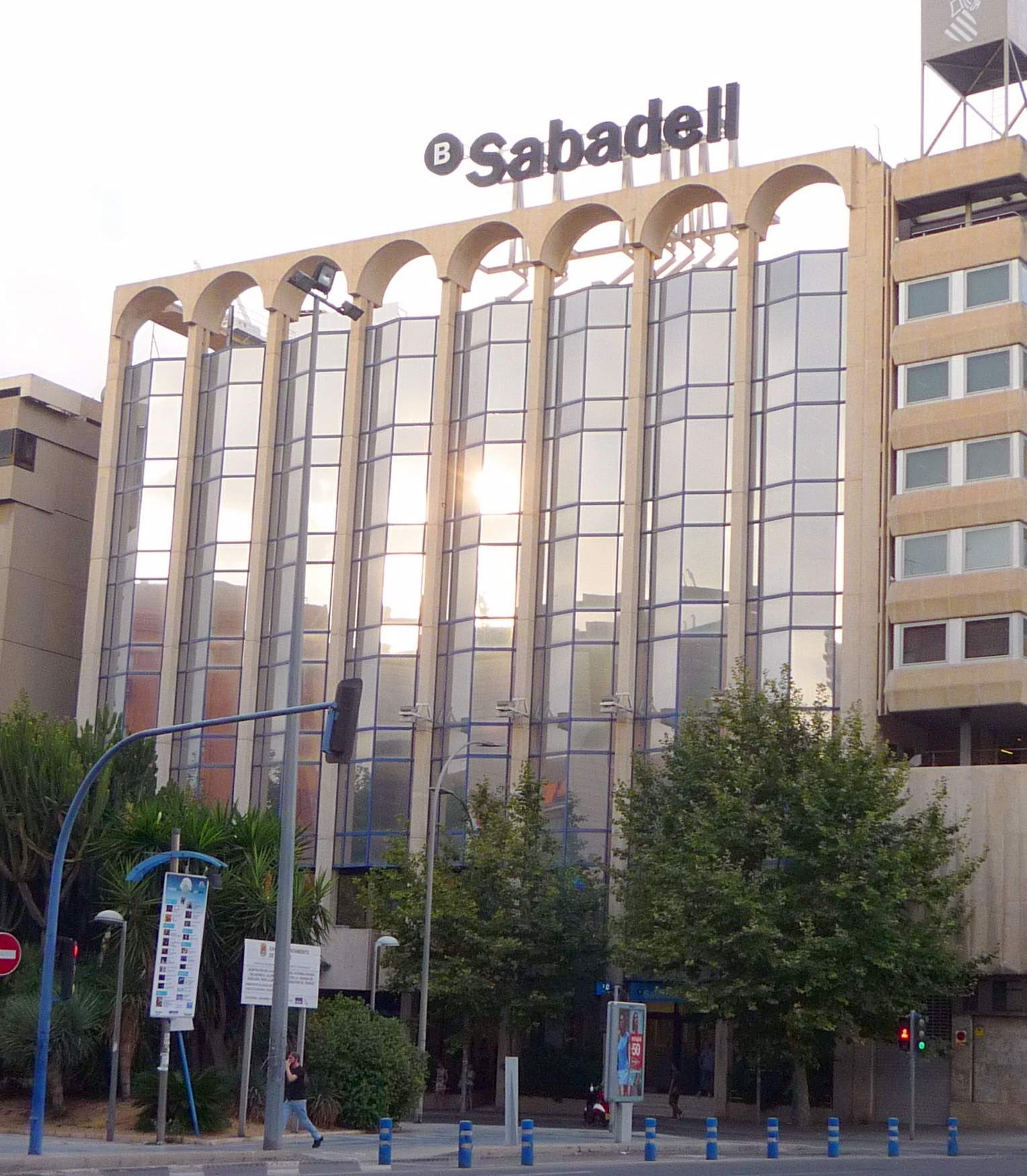
La nueva sede social del Banco Sabadell en Alicante desde octubre de 2017. Debido al clima provocado por el "proces" se produjo la llamada "fuga de empresas" por la cual más de 3.000 empresas trasladaron su sede social de Cataluña a otros lugares de España.

A pesar de todas las medidas tomadas por el gobierno para impedirlo, el referéndum se acabó celebrando el domingo 1 de octubre, aunque sin ningún tipo de garantías. Ante la pasividad de los Mozos de Escuadra, en las primeras horas se produjo la intervención de guardias civiles y de policías nacionales en varios colegios electorales para intentar impedir la votación y las imágenes de las cargas policiales dieron la vuelta al mundo. Cinco días más tarde la Generalidad facilitó los resultados, sin que hubieran sido verificados por ningún órgano independiente: votó el 43% del censo, es decir, 2.286.217 personas, de las que 2.044.038 votaron ‘SÍ’, lo que suponía el 90% de los sufragios.
Dos días después de la celebración del referéndum el rey Felipe VI se dirigió por televisión a toda España para advertir de la gravedad de la situación en Cataluña al haberse violado la Constitución con la celebración del referéndum ilegal. Calificó la actuación de la Generalidad como de «deslealtad inadmisible a los poderes del Estado». Según John H. Elliott, la declaración del rey «no fue la de un jefe de Gobierno, sino la de un jefe de Estado, cuya obligación era la de sostener la Constitución y la ley». Sin embargo, nada más acabar el discurso se produjo una gran cacelorada en muchas ciudades y pueblos catalanes. Los grupos independentistas le reprocharon al rey que no se hubiera ofrecido para mediar en el conflicto que enfrentaba a las instituciones catalanas con el Estado. Carles Puigdemont comentó: «Así no». Y la alcaldesa de Barcelona Ada Colau le recriminó que no hubiera mencionado en su discurso a los heridos por las cargas policiales. Ese mismo día de la intervención del rey por televisión se había celebrado en Cataluña un «Paro de País» como protesta por la actuación policial durante la jornada del referéndum y en el que destacaron las acciones protagonizadas por los autodenominados Comités de Defensa de la República. Y a causa de la inseguridad jurídica que abría la posible declaración de independencia muchas empresas catalanas comenzaron a trasladar su sede social fuera de Cataluña, empezando por sus dos grandes bancos.

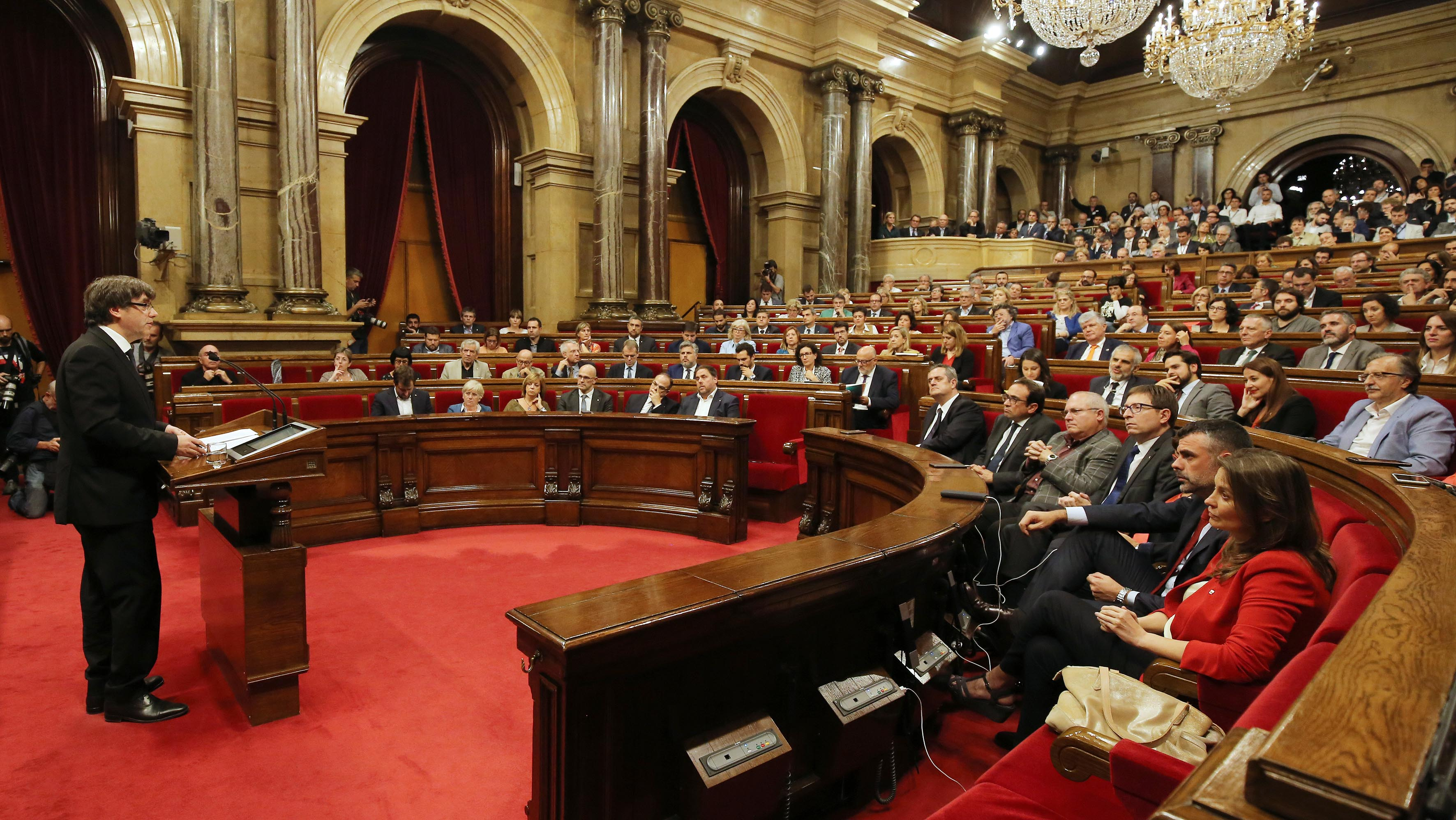
Discurso de Carles Puigdemont el 10 de octubre de 2017 en el Parlamento de Cataluña en el que "suspendió los efectos de la declaración de independencia"

El domingo 8 de octubre se celebró una gran manifestación en Barcelona en defensa de la unidad de España convocada por Sociedad Civil Catalana. Según los organizadores asistieron un millón de personas, que portaban banderas españolas y senyeras catalanas. Los principales oradores fueron el escritor Mario Vargas Llosa, el exfiscal Carlos Jiménez Villarejo y el socialista catalán Josep Borrell. «Es la primera vez que se vive en Cataluña una movilización pro-española tan multitudinaria», valora Lola García. «Esta marcha es un punto de inflexión, ya que da visibilidad a ciudadanos que hasta ahora se habían mantenido en un discreto segundo plano...», concluye esta periodista. Durante la marcha se oyeron gritos de «Puigdemont a prisión».
En cumplimiento de la Ley de Referéndum, aunque con algunos días de retraso, Carles Puigdemont comunicó el 10 de octubre al pleno del Parlamento de Cataluña que asumía «el mandato del pueblo de que Cataluña se convierta en un Estado independiente en forma de república» para añadir a continuación que proponía suspender «los efectos de la declaración de independencia para que en las próximas semanas emprendamos el diálogo». La multitud que esperaba fuera del parlamento autonómico la proclamación de la independencia se marcha a casa «con una sensación de desconcierto y frustración». Al terminar la sesión los parlamentarios de Junts pel Sí y de la CUP firmaron la declaración de independencia en el Parlamento de Cataluña pero en una sala anexa fuera del hemiciclo por lo que carecía de cualquier valor jurídico.
El gobierno de Rajoy anunció entonces que ponía en marcha los mecanismos previstos para aplicar en Cataluña el artículo 155 de la Constitución, lo que supondría la intervención de la autonomía. Para ello remitió a Puigdemont un requerimiento por escrito en el que le pedía que aclarara si había proclamado o no la independencia de Cataluña, a lo que el presidente contestó de forma poco clara por dos veces, por lo que el gobierno pidió al presidente del Senado ―la cámara competente según la Constitución para votar la aplicación del artículo 155― que convocara un pleno para su aprobación. La fecha fijada fue el 27 de octubre. Paralelamente la presidenta del Parlamento de Cataluña Carme Forcadell convocó un pleno para los días 26 y 27 en el que se preveía que se podría aprobar la declaración de la independencia de Cataluña. En medio del intercambio de cartas entre Rajoy y Pugdemont, la juez de la Audiencia Nacional Carmen Lamela decreta el 16 de octubre el ingreso en prisión de Jordi Sánchez y Jordi Cuixart, líderes de ANC y de Òmnium, respectivamente, acusados de sedición. Se producen manifestaciones por toda Cataluña reclamando su excarcelación y los que participan en ellas empiezan a lucir lazos amarillos en sus trajes y vestidos.

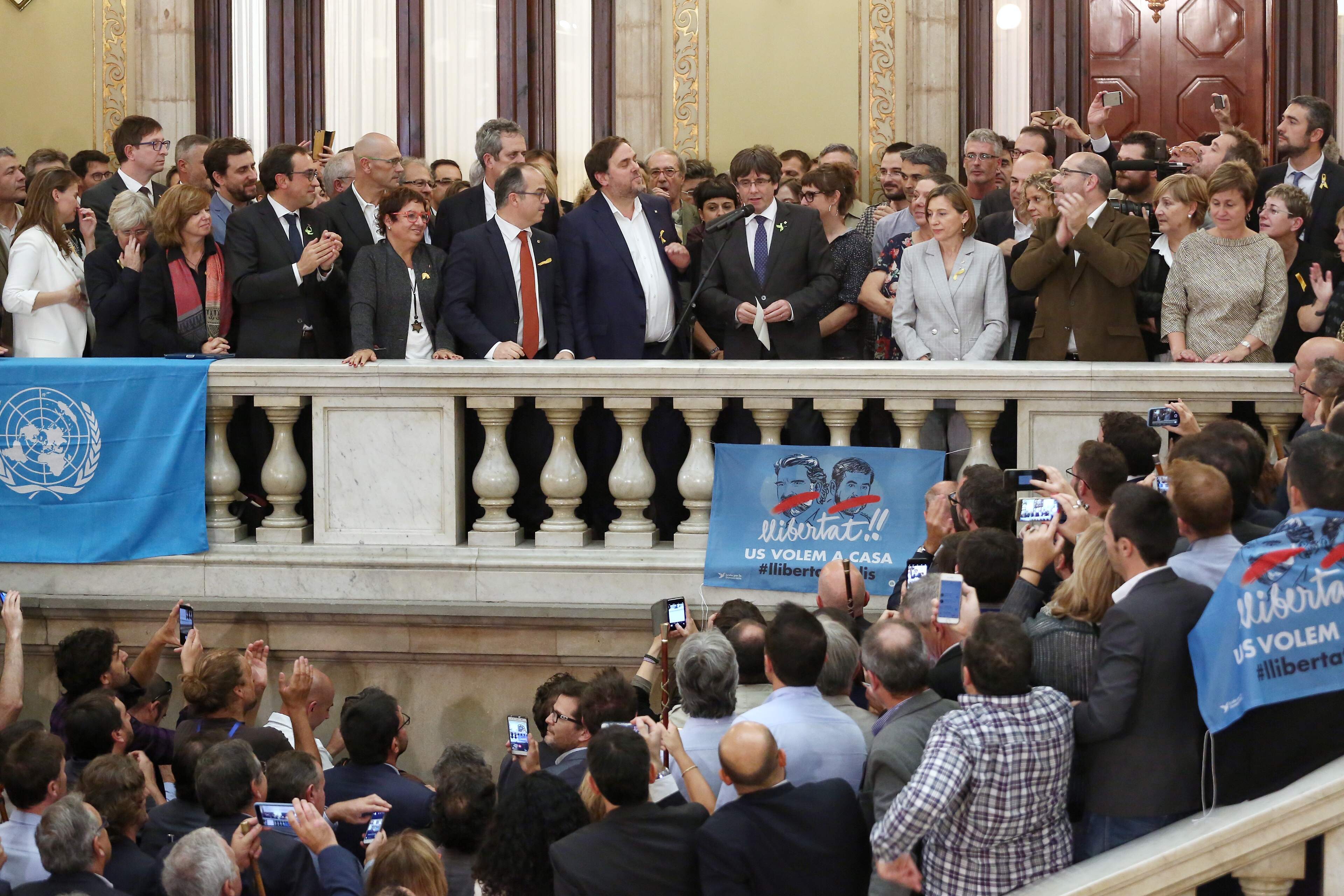
El presidente Puigdemont, rodeado por los miembros del gobierno se dirige a los alcaldes catalanes reunidos en el interior del edificio del parlamenrto autonómico inmediatamente después de que el pleno aprobara la declaración de independencia de Cataluña. Viernes, 27 de octubre de 2017.

Ante el riesgo de que la autonomía de Cataluña fuera intervenida por el gobierno central en aplicación del artículo 155 de la Constitución, Carles Puigdemont sopesó el miércoles 25 de octubre y el jueves 26 la posibilidad de convocar elecciones al Parlamento de Cataluña y suspender así la posible proclamación de la independencia, pero cuando ya parecía convencido de que esa era la mejor opción ―llegó a convocar a mediodía del 26 a los medios para comunicarles la noticia― se echó para atrás, según dijo, por la «falta de garantías» por parte del Estado de que no aplicaría el 155 si convocaba elecciones. El cambio de actitud también se debió a los gritos de «traidor» que profirió la multitud de jóvenes congregados en la Plaza de San Jaime —y a través de las redes sociales—, así como a la presión de otros líderes independentistas para que continuara con el procés —como Josep Rull, Jordi Turull o Marta Rovira— y a la amenaza por parte Esquerra Republicana de Catalunya de que abandonaría el gobierno si convocaba elecciones. Al no convocarlas el consejero Santi Vila dimitió.
Así que al día siguiente, viernes 27 de octubre, el Parlamento de Cataluña aprobó en votación secreta una resolución presentada por Junts pel Sí y la CUP que incluía la declaración de independencia de Cataluña. Los grupos "constitucionalistas" ―Ciudadanos, PSC y PP― se ausentaron de la cámara en señal de protesta mientras que la mayoría de los diputados de Catalunya Sí que es Pot votaron en contra —también se habían ausentado el secretario general y el letrado de turno del Parlamento de Cataluña tras advertir que se estaba cometiendo un acto ilegal—. Tras la votación los miembros del gobierno autonómico y los diputados independentistas se reúnen con cientos de alcaldes que les esperan en la escalinata interior del Parlamento de Cataluña. Oriol Junqueras y Carles Puigdemont hablan a los congregados. Casi al mismo tiempo el Senado aprobaba en Madrid la aplicación del artículo 155 en Cataluña, con los votos del PP, que tenía mayoría absoluta en la cámara, del PSOE y de Ciudadanos.
Tras la proclamación de la independencia —que en contra de lo propagado por los independentistas no es reconocida por ningún Estado, sino todo lo contrario: los diferentes gobiernos muestran su apoyo a España— la bandera española no fue arriada del Palacio de la Generalidad de Cataluña «Aquel viaje a Ítaca emprendido hace cinco años ha acabado en naufragio».

### De la intervención de la autonomía de Cataluña a la ruptura de la unidad del independentismo (2017-2022)

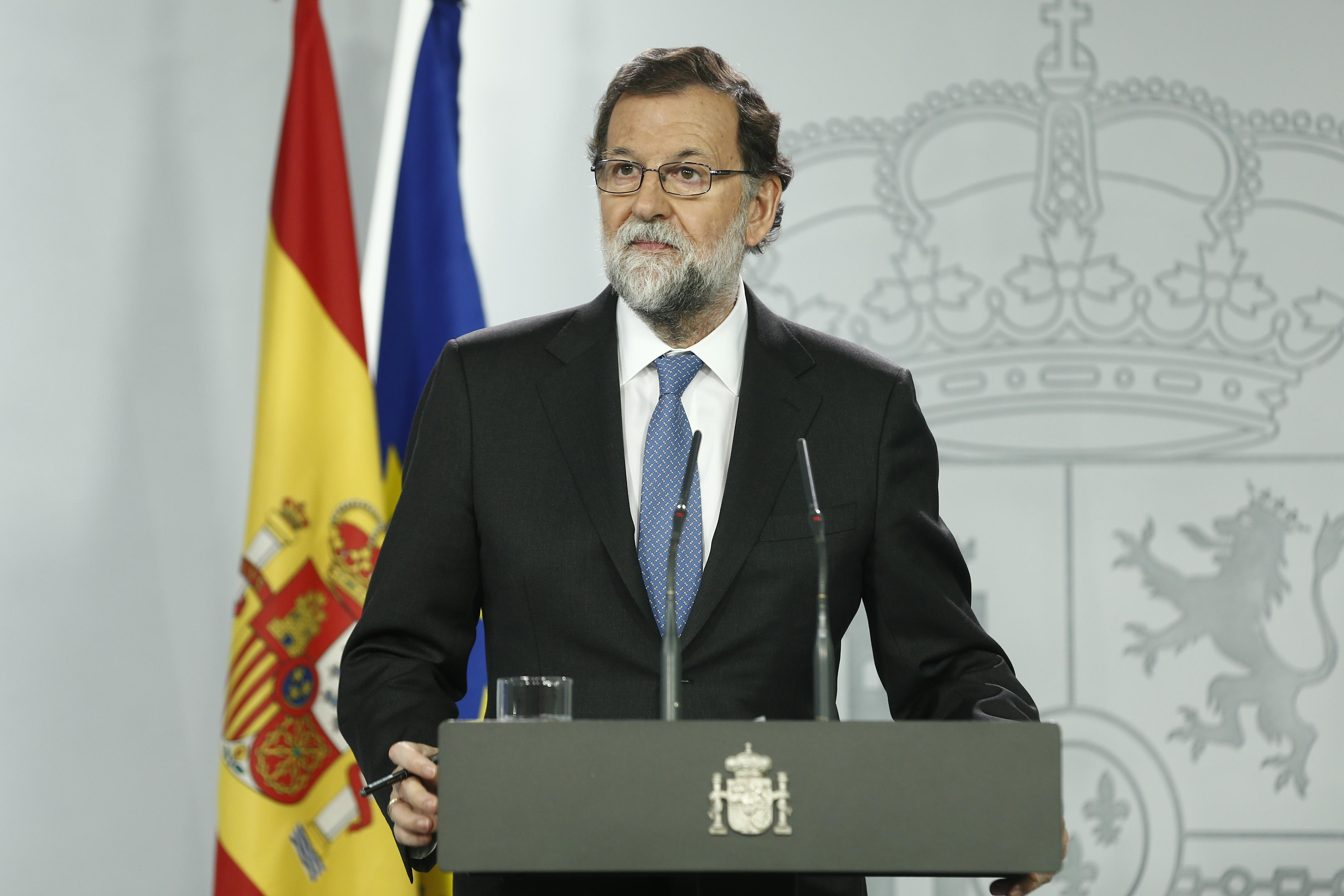
Tras un consejo de ministros extraordinario, el presidente del gobierno español Mariano Rajoy anuncia el 27 de octubre la destitución del gobierno de la Generalidad y la convocatoria de elecciones autonómicas catalanas para el día 21 de diciembre.

El mismo viernes 27 de octubre a última hora de la tarde el gobierno central acordaba la destitución de Puigdemont y de todo el gobierno y la asunción de sus funciones, y Mariano Rajoy, asumiendo las del presidente de la Generalidad, convocaba elecciones al Parlamento de Cataluña para el 21 de diciembre. Además comunicaba que la intervención de la autonomía catalana terminaría cuando se constituyera el nuevo gobierno salido de las urnas. Poco después la Fiscalía General del Estado presentaba una querella ante la Audiencia Nacional contra Puigdemont y todo los consejeros por los presuntos delitos de rebelión, sedición y malversación, además de los de desobediencia y prevaricación, por la declaración unilateral de independencia, y ante el Tribunal Supremo contra la presidenta del parlamento autonómico Carme Forcadell y los miembros de la mesa por los mismos delitos por haber admitido a trámite la moción en la que se declaraba aquella.

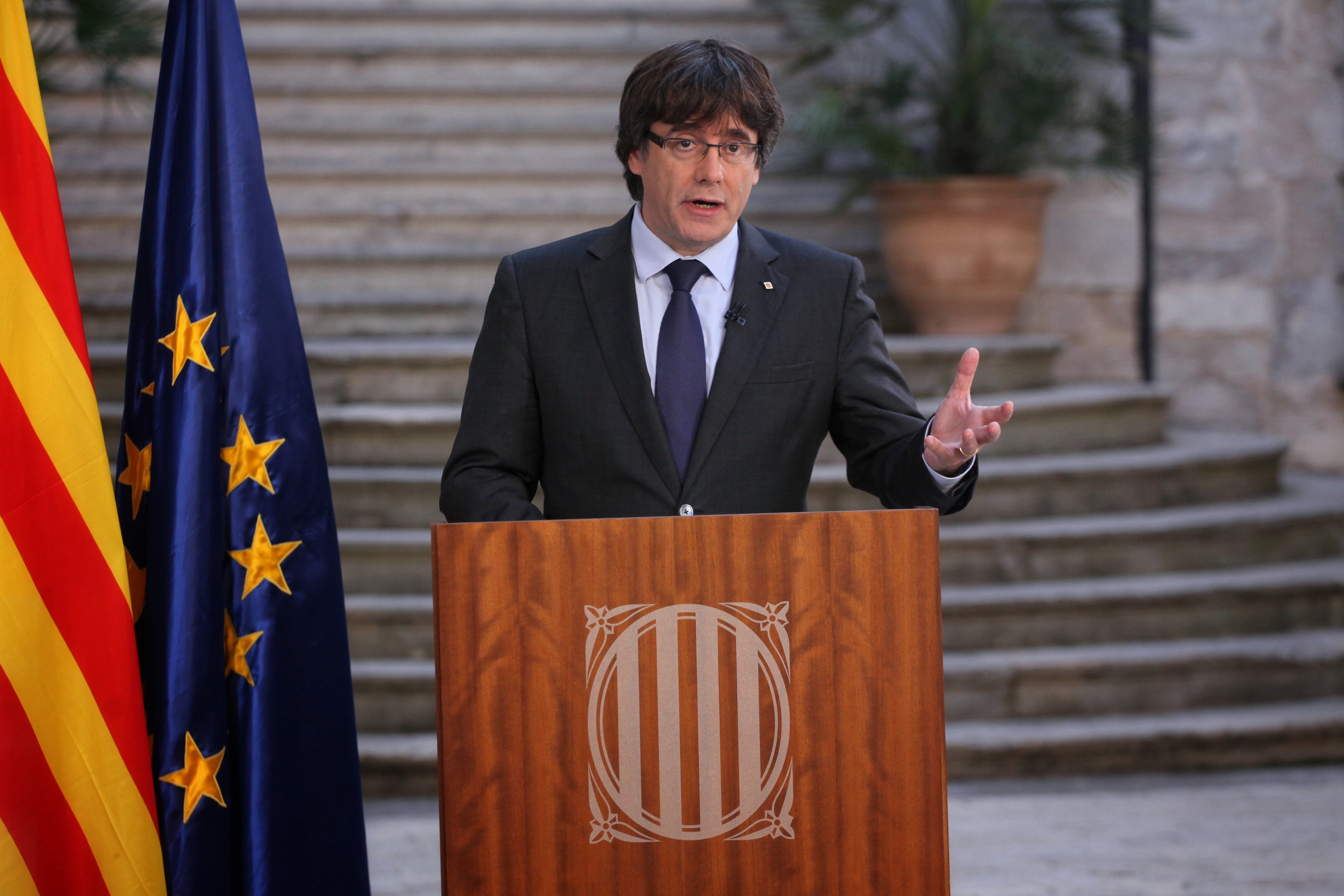
El presidente Puigdemont al día siguiente de la proclamación de independencia pronunciando un discurso por televisión desde Gerona. El discurso estaba grabado y cuando fue emitido Puigdemont estaba comiendo con unos amigos en un céntrico restaurante de Gerona.

El domingo 29 de octubre Carles Puigdemont y cuatro consejeros del gobierno cesado se marchaban a Bruselas para evitar comparecer ante la Audiencia Nacional. Puigdemont declaró que no volvería a España hasta que tuviera las garantías de que tendría un juicio imparcial. En cambio el exvicepresidente Oriol Junqueras y el resto de consejeros sí se presentaron el jueves 2 de noviembre ante la juez de la Audiencia Nacional Carmen Lamela, quien tras tomarles declaración decidió su ingreso en prisión incondicional, excepto en el caso del exconsejero Santi Vila, que había dimitido un día antes de la declaración de independencia, al que impuso una fianza que tras pagarla pudo salir de prisión al día siguiente. En el caso del expresidente y de los consejeros huidos en Bruselas la jueza decretó una euroorden para que las autoridades belgas los detuvieran y los entregaran a la justicia española.

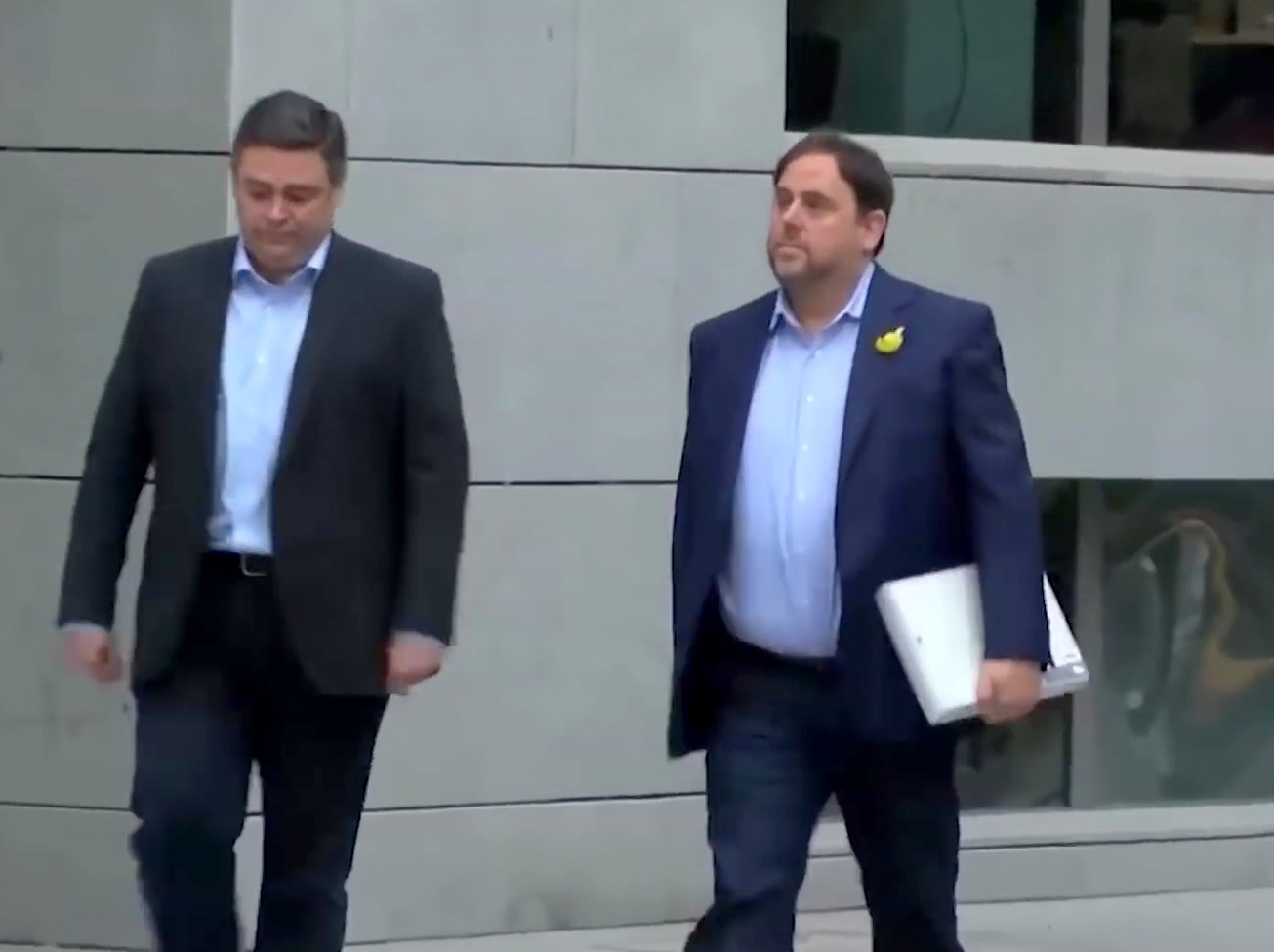
Oriol Junqueras (derecha) acompañado de su abogado se dirige a declarar ante la juez de la Audiencia Nacional Carmen Lamela, quien decretará su prisión incondicional. Madrid, 2 de noviembre de 2017.

Por su parte el juez del Tribunal Supremo Pablo Llarena, que se ocupaba de la instrucción del caso contra la presidenta del Parlamento de Cataluña y los miembros de la mesa investigados, acordó su puesta en libertad condicional, aunque Carme Forcadell estuvo unas horas en la cárcel hasta que pagó al día siguiente la fianza que le impuso el juez. Cuando más tarde asumió la causa de la Audiencia Nacional contra el gobierno puso en libertad con fianza a todos los exconsejeros menos al vicepresidente Oriol Junqueras y al exconsejero de Interior Joaquim Forn. Asimismo suspendió la euroorden que pesaba contra el expresidente Puigdemont y los otros cuatro exconsejeros huidos, pero manteniendo la orden de detención española, para que pudieran ser juzgados por los mismos delitos que los encausados en España. El 22 de diciembre, Llarena amplió la acusación a Artur Mas (expresidente de la Generalidad), Marta Rovira (número dos de ERC), Anna Gabriel (exportavoz de la CUP en el Parlamento de Cataluña), Marta Pascal (coordinadora general del PDeCAT), Mireia Boya (expresidenta del grupo parlamentario de la CUP) y a Neus Lloveras (presidenta de la Asociación de Municipios por la Independencia) por pertenecer al Comité Estratégico del procés, con una participación destacada en su desarrollo y «aportando el apoyo político». Anna Gabriel y Marta Rovira acabarían «exiliándose» a Suiza en los meses siguientes: la primera en febrero de 2018 y la segunda en marzo.
El 20 de noviembre, Barcelona perdía la posibilidad de acoger la Agencia Europea de Medicamentos, que tenía que buscar nueva sede tras el Brexit. Cayó en la primera ronda de votaciones, cuando era una de las favoritas para albergar este organismo europeo. Pocos días después Puigdemont afirmó a un medio israelí que la UE era un “club de países decadentes, obsolescentes, en el que mandan unos pocos, además muy ligados a intereses económicos cada vez más discutibles” y “donde hay varias varas de medir” e insinuando que los catalanes “deberían decidir si quieren pertenecer a esta Unión Europea” y “en qué condiciones”.

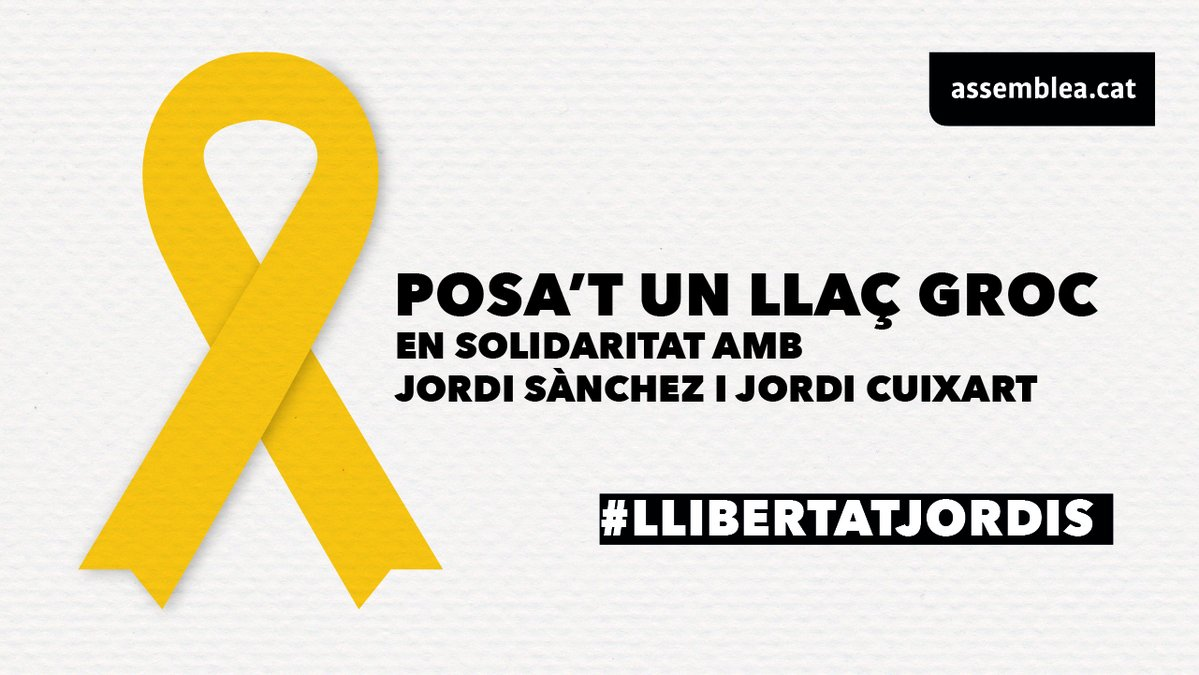
Cartel de la Asamblea Nacional Catalana pidiendo ponerse un lazo amarillo en solidaridad con Jordi Sànchez y Jordi Cuixart.

El 7 de diciembre la Asamblea Nacional Catalana y Òmnium Cultural organizaron en Bruselas una manifestación en apoyo del president legítim  Puigdemont y de los cuatro consejeros «exiliados» a la que acudieron desde Cataluña por diversas vías varios miles de independentistas provistos de lazos amarillos y otras prendas del mismo color como sudaderas o bufandas.

Logo de Junts per Catalunya, la candidatura encabezada por Carles Puigdemont.

Como estaba previsto, el 21 de diciembre de 2017 se celebraron las elecciones convocadas por el presidente Rajoy en virtud de la aplicación del artículo 155, que las fuerzas políticas independentistas calificaron de «ilegales e ilegítimas», pero a las que acabaron presentándose. La participación fue la más alta de las registradas hasta entonces ―rondó el 80%― y, aunque la fuerza política más votada fue Ciudadanos, que consiguió más de un millón de votos y 36 escaños ―era la primera vez que un partido no nacionalista catalán ganaba unas elecciones al Parlamento de Cataluña―, los tres partidos independentistas consiguieron la mayoría absoluta al sumar 70 diputados en total: Junts per Catalunya, la formación encabezada por el expresidente Carles Puigdemont con el respaldo legal del PDeCAT, obtuvo 34 diputados; Esquerra Republicana de Cataluña, 32 diputados; y la CUP, 4 diputados. Entre los tres consiguieron el 47,49% de los votos, mientras que los partidos “constitucionalistas” (Ciudadanos, PSC y PP) consiguieron el 43,49% y sumaron 57 escaños. Catalunya en Comú-Podem, heredera de Catalunya sí que es pot y que rechazaba tanto la aplicación del artículo 155 como la declaración unilateral de independencia, consiguió 8 escaños y el 7,45% de los votos. Como ha señalado el historiador Jordi Canal, en estas elecciones «el eje derecha-izquierda volvió a perder peso, como había ocurrido a lo largo del proceso, frente al representado por la defensa o la oposición a la independencia».
Según el historiador británico John H. Elliott, «el resultado provocó una sacudida en España y en Europa. Era evidente que la jugada de Rajoy de convocar una pronta elección autonómica no había conseguido lo que había esperado de ella, que era el devolver la 'normalidad' a Cataluña». Había sido una «humillante derrota», si a eso se le añade el desastroso resultado del PP. «Aunque 1,9 millones de catalanes, o lo que es lo mismo, el 43,5 por ciento de los votos, habían resultado a favor de la causa de la unión, el secesionismo demostró que contaba con un respaldo más fuerte», añade Elliott.

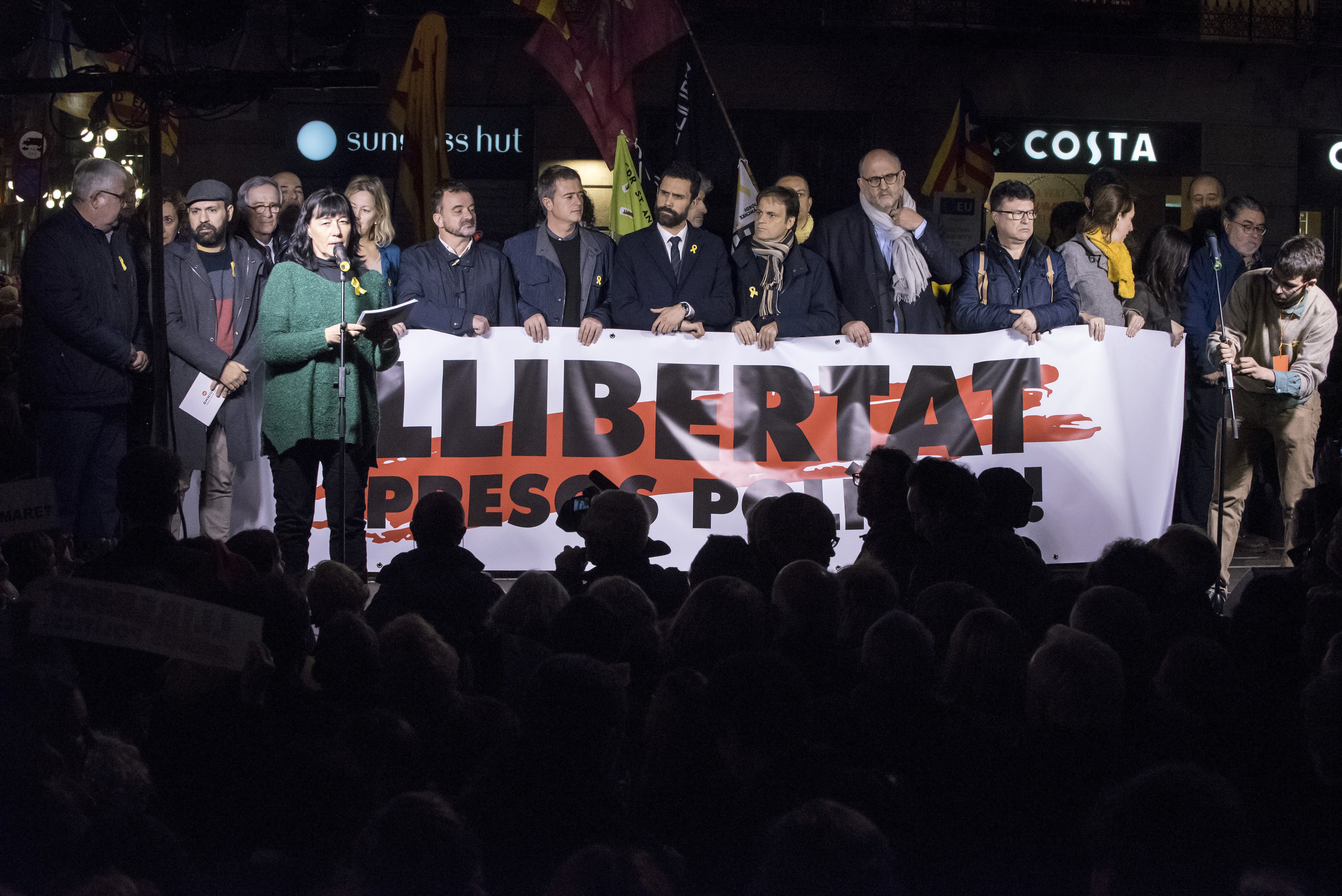
Roger Torrent, presidente del Parlamento de Cataluña, en un acto para pedir la libertad de los "presos políticos" Oriol Junqueras, Joaquim Forn, Jordi Sánchez y Jordi Cuixart. Aparece en el centro sosteniendo la pancarta Presos polítics. Llibertat.

El nuevo parlamento autonómico surgido de las elecciones del 21-D se constituyó el 17 de enero de 2018, resultando elegido nuevo presidente de la cámara Roger Torrent, de Esquerra Republicana de Catalunya, quien en su discurso de aceptación del cargo no hizo ninguna mención a la «República Catalana» e hizo un llamamiento para recuperar las instituciones catalanas intervenidas por el gobierno central por la aplicación del artículo 155 de la Constitución ―la mesa del Parlamento de Cataluña que se constituyó en la misma sesión contaba con mayoría independentista―.
Tres días después Torrent propuso como candidato a la presidencia de la Generalidad al expresidente Carles Puigdemont, que continuaba en Bruselas y que se consideraba a sí mismo como el presidente «legítimo» de Cataluña. El gobierno de Mariano Rajoy reaccionó inmediatamente y presentó un recurso ante el Tribunal Constitucional para que desestimara la candidatura de Puigdemont. El Constitucional antes de entrar en el fondo del asunto advirtió al presidente y a la mesa del Parlamento catalán que para ser investido el candidato tenía que estar presente en la cámara y haber obtenido el permiso para asistir del juez Pablo Llarena que llevaba su caso en el Tribunal Supremo. Torrent acató la decisión del Tribunal Constitucional y aplazó el pleno de investidura el mismo día 30 de enero en que estaba prevista su celebración hasta que no estuviera asegurado celebrar uno en el que se pudiera elegir al presidente de la Generalidad de forma «efectiva y con garantías». Junts per Catalunya y la CUP criticaron la decisión de Torrent ya que pretendían que se aceptara la «presencia» de Puigdemont en el debate de investidura por vía telemática o por delegación de la lectura de su discurso en algún otro diputado, y a continuación proceder a la votación.
Se tardó más de un mes para que Esquerra Republicana y Junts per Cataluña encontraran una salida a la situación de bloqueo del Parlamento de Cataluña. Así el 1 de marzo de 2018 se aprobó una moción con los votos de los tres grupos independentistas en la que se denunciaba la «destitución ilegal e ilegítima» de Carles Puigdemont como presidente de la Generalidad, negando pues validez a la aplicación del artículo 155, y en la que se reivindicaba el resultado favorable a la independencia del referéndum ilegal celebrado el día 1 de octubre. Ese mismo día por la tarde Carles Puigdement anunciaba desde Bruselas que renunciaba «provisionalmente» a ser el candidato a la investidura y proponía a Jordi Sánchez, número 2 de la lista de Junts per Catalunya y entonces en prisión, como su sustituto.

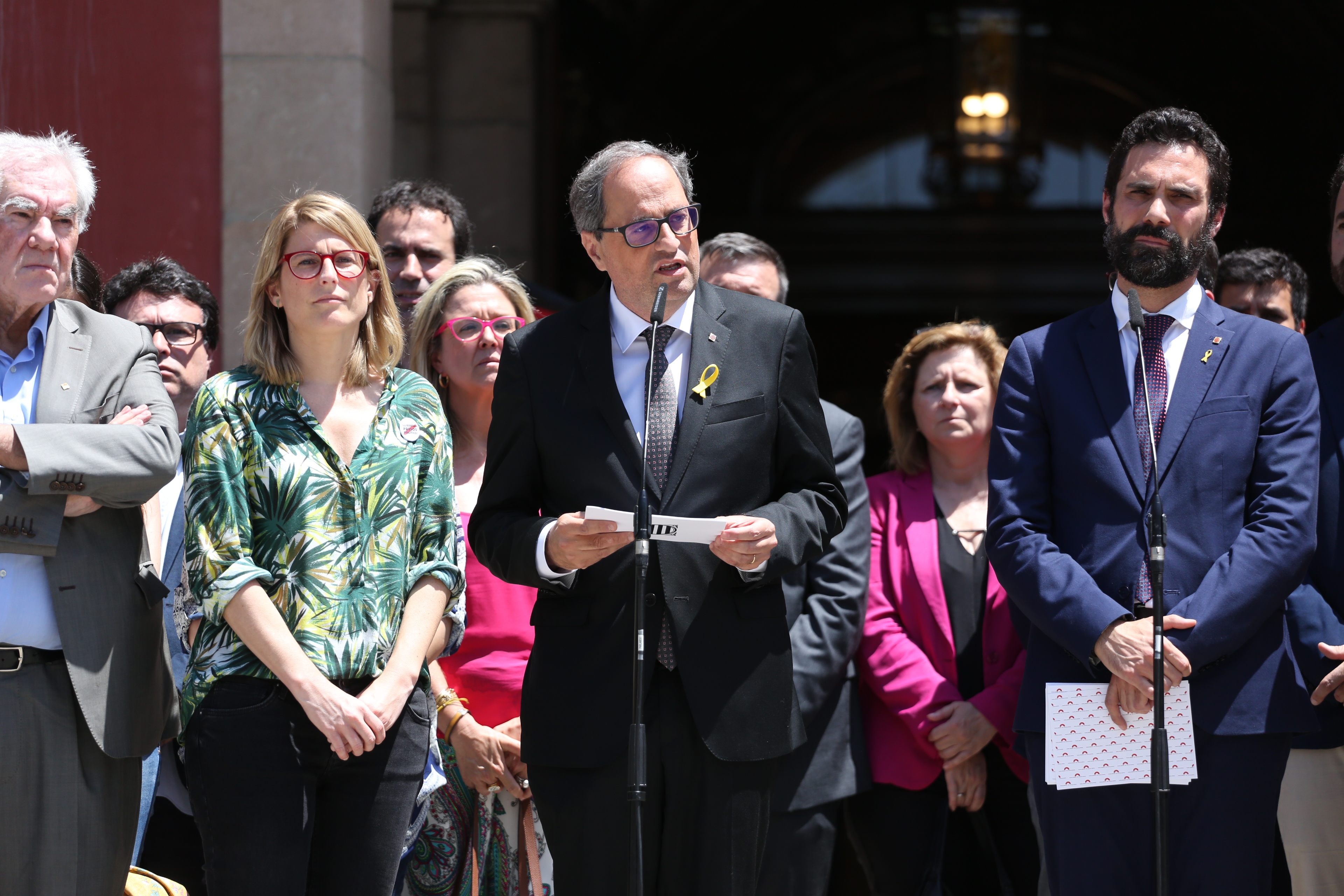
El presidente Quim Torra durante una declaración institucional frente al edificio del Parlamento de Cataluña con motivo del traslado de los políticos independentistas presos a cárceles de Cataluña (4 de julio de 2018). A su derecha los consejeros Elsa Artadi y Ernest Maragall y a su izquierda el presidente del Parlamento de Cataluña Roger Torrent.

Sin embargo, el juez del Tribunal Supremo Pablo Llarena denegó el permiso para que Sánchez pudiera asistir al pleno de investidura que estaba convocado para el día 12 de marzo ―que Torrent tuvo que suspender hasta que se resolviera el recurso que iban a presentar los abogados de Sánchez―, por lo que la situación de bloqueo continuó, agravada además por el rechazo de la CUP a la candidatura de Sánchez porque apoyarla supondría la «sumisión a la legalidad española» y porque no iba encaminada a la «materialización de la república». La CUP también rechazó el programa de gobierno que le presentaron Esquerra Republicana y Junts per Catalunya por considerarlo «autonomista» y porque no iba dirigido a «implementar políticas republicanas efectivas». El 11 de marzo la entidad independentista Asamblea Nacional Catalana convocó una manifestación exigiendo la república, ara (‘la república, ahora’).

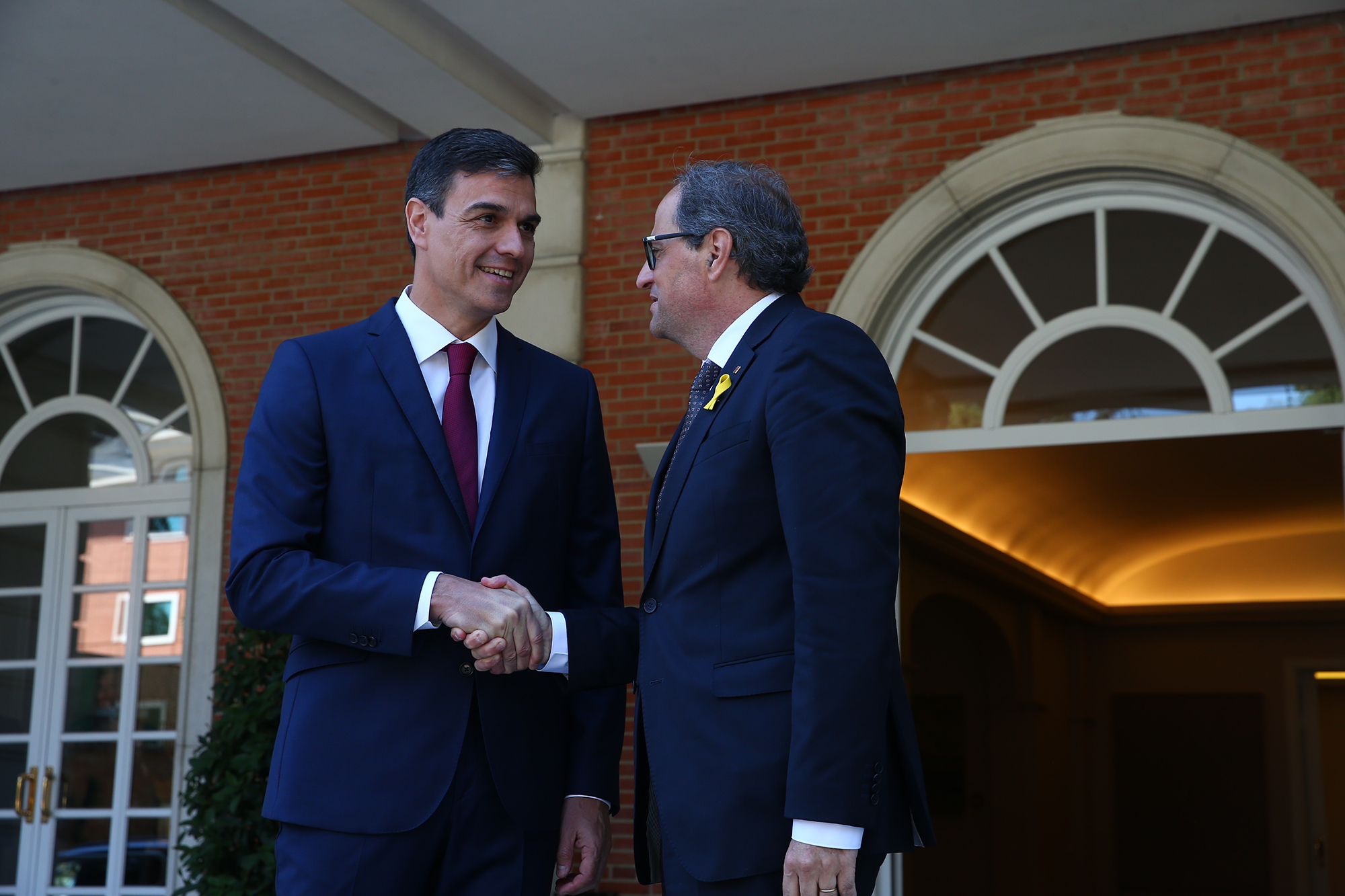
Entrevista en el Palacio de la Moncloa entre el presidente del gobierno español Pedro Sánchez y el presidente de la Generalidad Quim Torra (9 de julio de 2018).

El tercer intento de investir un presidente de la Generalidad también resultó fallido porque el candidato Jordi Turull no consiguió el apoyo de la CUP en la primera votación celebrada el 22 de marzo y porque al día siguiente el juez del Tribunal Supremo Pablo Llarena lo envió a prisión junto con otros tres exconsejeros y la expresidenta del Parlamento de Cataluña Carme Forcadell. Un cuarto intento tampoco tuvo éxito porque el 12 de abril el juez del Tribunal Supremo Pablo Llarena volvió a denegar el permiso carcelario a Jordi Sánchez, que por segunda vez había sido propuesto como candidato a la presidencia de la Generalidad, por lo que el presidente del parlamento autonómico, Roger Torrent, tuvo que aplazar el pleno de investidura previsto para el día siguiente.
Finalmente, y tras el intento desbaratado por el Tribunal Constitucional de investir a distancia a Carles Puigdemont, el Parlamento de Cataluña invistió el 14 de mayo como nuevo presidente de la Generalidad a Quim Torra, el candidato designado por Puigdemont desde Berlín. Fue investido en segunda votación por mayoría simple gracias a los votos de Junts per Catalunya y de Esquerra Republicana y la abstención de la CUP. Las primeras palabras de Torra tras la votación fueron de agradecimiento al «president Puigdemont» del que aseguró: «Lo investiremos».
El 2 de junio de 2018 tomó posesión el nuevo gobierno autonómico de Quim Torra, con lo que se puso fin así a la aplicación del artículo 155 de la Constitución española de 1978 en Cataluña. Ese mismo día prometía el cargo de presidente del gobierno español Pedro Sánchez, líder del PSOE, tras haber ganado el día anterior la moción de censura contra Mariano Rajoy gracias al apoyo de Podemos, del PNV, de Compromís y de los dos partidos independentistas catalanes, Esquerra Republicana de Cataluña y PDeCAT.

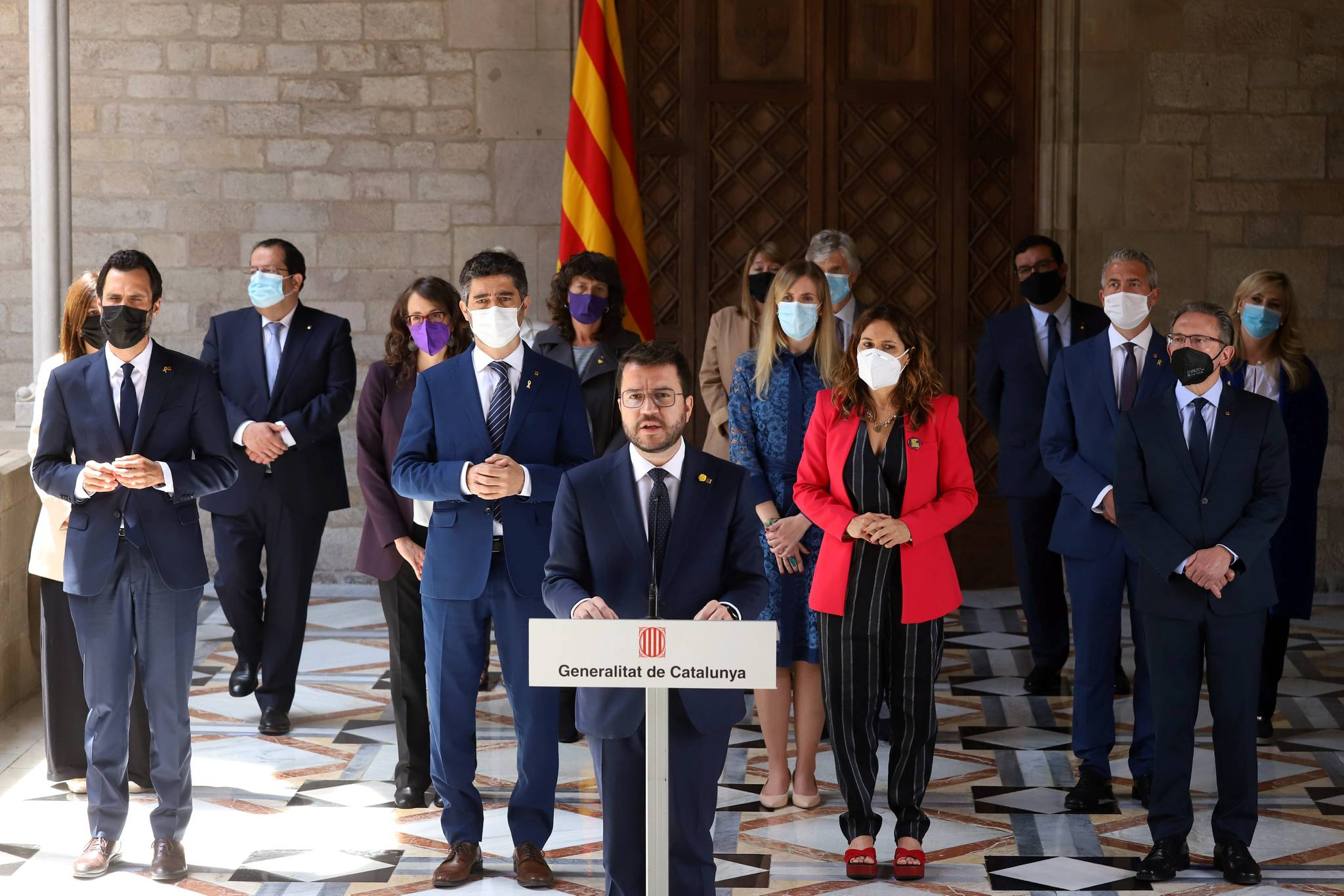
Primera comparecencia pública del nuevo gobierno de Cataluña con el presidente Pere Aragonès al frente (26 de mayo de 2021).

Entre el 12 de febrero y el 12 de junio de 2019 tuvo lugar el juicio a los líderes del proceso independentista catalán. La sentencia la dio a conocer el Tribunal Supremo el 14 de octubre de 2019 por la que los acusados fueron condenados a penas de prisión de entre 9 y 13 años por un delito de sedición y no de rebelión, como pedía la fiscalía. Tras pasar tres años y medio en la cárcel fueron indultados el 22 de junio de 2021 por el Gobierno de coalición del PSOE y Unidas Podemos presidido por Pedro Sánchez.
El 14 de febrero de 2021 se celebraron las Elecciones al Parlamento de Cataluña de 2021 en las que los partidos independentistas reforzaron su mayoría absoluta (Esquerra Republicana de Cataluña, 33 escaños; Junts, 32; y la CUP, 9) y superaron el 50% de los votos, con una baja participación (del 53%) a causa de la Pandemia de COVID-19 en España. El partido más votado, sin embargo, fue el PSC con Salvador Illa al frente (obtuvo 33 escaños). Vox entró en el Parlamento de Cataluña (11 diputados) y Ciudadanos se hundió (pasando de 36 diputados a 6). En comú podem mantuvo sus 8 escaños y el PP pasó de 4 a 3. El PDeCAT no consiguió representación. El 21 de mayo, más de tres meses después de la celebración de las elecciones, el candidato de Esquerra Republicana de Catalunya Pere Aragonès fue investido por el parlamento autonómico como nuevo presidente de la Generalidad de Cataluña gracias a los votos de su partido y de las otras dos formaciones independentistas, CUP y Junts. Aragonés declaró en su discurso de investidura que su propósito era «culminar la independencia».
El gobierno de coalición ERC-Junts presidido por Pere Aragonès sólo duró un año y cuatro meses (499 días) porque el 7 de octubre de 2022 Junts, tras consultar a la militancia, decidió abandonarlo, rompiéndose así la unidad del independentismo después de ocho años. Jordi Sànchez, exsecretario general de Junts y contrario a la decisión de su partido, declaró que con la decisión de Junts de irse del gobierno «el procés se ha cerrado definitivamente». Ahora se abre «un nuevo ciclo» que lleva a una «situación desconocida», añadió.

## Las razones del crecimiento del independentismo en la segunda década delsigloXXI

### Las razones del crecimiento vistas desde Cataluña
Según los profesores Jaume Claret y Manuel Santirso, el crecimiento del independentismo catalán fue «alimentado tanto por la sensación de fracaso tras el Estatuto de 2006 como por la posterior crisis económica, por determinadas políticas del PP desde el Gobierno central percibidas como agresiones al autogobierno —desde leyes concretas como la LOMCE del ministro José Ignacio Wert [quien el 10 de octubre de 2012 afirmó en el Congreso que «nuestro propósito es españolizar a los alumnos catalanes»] a decisiones políticas respecto a infraestructuras viarias, ferroviarias y aeroportuarias— y por simplificaciones con gran poder de convocatoria como "el expolio fiscal" de Cataluña a manos del resto del Estado».
Por su parte Germà Bel, destacado independentista, señala que «el factor principal [del aumento tan grande y tan rápido del apoyo a la independencia en Cataluña] ha sido la frustración de las expectativas y esperanzas puestas en la transformación de España» de un Estado «uninacional» a un Estado «plurinacional». «El largo proceso desde el referéndum y el recurso del PP al Tribunal Constitucional de 2006, hasta la tortuosa y partidistamente intervenida sentencia del Tribunal Constitucional de julio de 2010 agotaron el resto de esperanza de muchos catalanes que habían depositado su confianza en una transformación de España en un Estado plurinacional. [...] Y una vez fracasada la estrategia de reforma, las alternativas disponibles quedan reducidas a dos: la asimilación y disolución en una España uninacional, o la creación de un Estado propio. La mayoría de estos catalanes ha optado por pasar a apoyar la independencia, aunque ésta no hubiese sido su opción óptima. Cuando la voz ha fallado, la salida se convierte en el último recurso».
Por otro lado, en el libro de entrevistas a personalidades y gente corriente de la sociedad catalana publicado en 2014 por el periodista Arturo San Agustín bajo el título ¿Cuándo se jodió lo nuestro? (es decir, ¿cuándo comenzó el «portazo» entre Cataluña y el resto de España que evidenciaba el crecimiento del independentismo catalán?) la mayoría de los entrevistados opinaban que el inicio del «desencuentro» se situaba en el fracaso del Estatuto de Autonomía de Cataluña de 2006 que culminó con la sentencia del Tribunal Constitucional de junio de 2010, junto con el impacto de la crisis económica española de 2008-2014, sin descartar en absoluto los errores cometidos en la elaboración del Estatuto de 2006, como dejar fuera de la misma al Partido Popular, la «competencia» entre Esquerra Republicana de Cataluña y CiU para demostrar qué partido era más nacionalista catalán, la promesa de Zapatero de que las Cortes aprobarían el Estatuto de Autonomía que aprobara el Parlamento de Cataluña o el acuerdo entre éste y Artur Mas al margen del tripartit que entonces gobernaba en Cataluña.
El también periodista Enric Juliana afirma que «la acelaración del ciclo político catalán» como consecuencia de toda la polémica generada en torno del nuevo Estatut —«la herencia de los hermanos Maragall», como él la llama—, «ha dado mayor centralidad al discurso secesionista. ¿Por qué seguir en una comunidad de vecinos en la que pagas una cuota central elevada, que se redistribuye entre buena parte de la escalera, y encima no te saludan y te miran mal por hablar en casa tu propio idioma?». Asimismo señala que ese proceso ha sido alimentado por la derecha española, mediática y política. «El día que el Partido Popular decidió instalar "mesas petitorias" en todos los pueblos de España para recabar firmas contra el Estatut, cometió un error de graves proporciones. Lo recuerdo bien: en la calle Potosí de Madrid, frente al mercado de Chamartín, unas señoras me pararon y pidieron mi firma "contra los catalanes" [sic]. El día en que el episcopado español, sin previa consulta al Vaticano, permitió que desde el principal medio de comunicación de la Iglesia católica en España se calificase de nazi al Gobierno de Cataluña, se cometió un error fenomenal. La concordia se ha debilitado. El "nosotros" catalán ha adquirido más consistencia, se ha solidificado, y a la vez ha perdido porosidad y flexibilidad. Esa es la principal conclusión».
El filólogo, crítico literario e historiador Jordi Amat señala que «de una manera acrítica se ha asumido que la sentencia del Tribunal Constitucional contra el Estatuto de Autonomía fue el punto de inflexión que hizo mutar políticamente la corriente central de la ciudadanía de Cataluña. (...) Durante años el tópico de la sentencia ha distorsionado la comprensión de un proceso político mucho más complejo y en ningún caso unidireccional. Digámoslo rápido: la gente no se fue a dormir autonomista una noche y se despertó soberanista al día siguiente». Existieron «una cadena de conductas políticas que, si nos han llevado hasta aquí —hasta el colapso del sistema— forzosamente se han caracterizado por la irresponsabilidad». El primer acto de irresponsabilidad fue lanzar la reforma del Estatuto, que se proponía "federalizar" toda la estructura del Estado, en un momento en que el consenso amplio que hubiera sido necesario estaba siendo dinamitado tanto por la actitud del Partido Popular (PP), con su oposición a la "España plural" de Pasqual Maragall, como la del tripartit, con su Pacto del Tinell para aislar al PP. La irresponsabilidad continuó durante la tramitación parlamentaria del nuevo estatuto ya que «todos los actores, casi todos, actuaron de manera irresponsable porque, en lugar de ordenar una nueva situación, diseminaron las semillas del caos». El segundo acto de irresponsabilidad, y el más grave según Amat, fue el inmovilismo del Partido Popular que impuso su lectura uniformizadora de la Constitución, gracias a la sentencia del Tribunal Constitucional sobre el Estatuto de Autonomía de Cataluña de 2006, y negó que con Cataluña existía un problema. El tercer acto de irresponsabilidad corrió a cargo del los dirigentes del procés que fueron perdiendo progresivamente el contacto con la realidad y construyendo un castillo de naipes, como cuando tras las elecciones "plebiscitarias" de septiembre de 2015 afirmaron que habían ganado y que constituían «un solo pueblo» cuando en realidad no habían alcanzado el 50% más uno de los votos, como reconoció en la noche electoral el líder de la CUP Antonio Baños. Y a pesar de ello siguieron adelante. En el momento de proclamar la independencia el 27 de octubre de 2017 «no hay alegría. No hay júbilo. Hay el rostro de la pena. Porque todo el mundo sabe que, más allá de las palabras, más allá de la movilización, no había nada sólido. Había relato, había energía, había ilusión, había un nuevo demos, pero no había política porque se había negado la realidad».

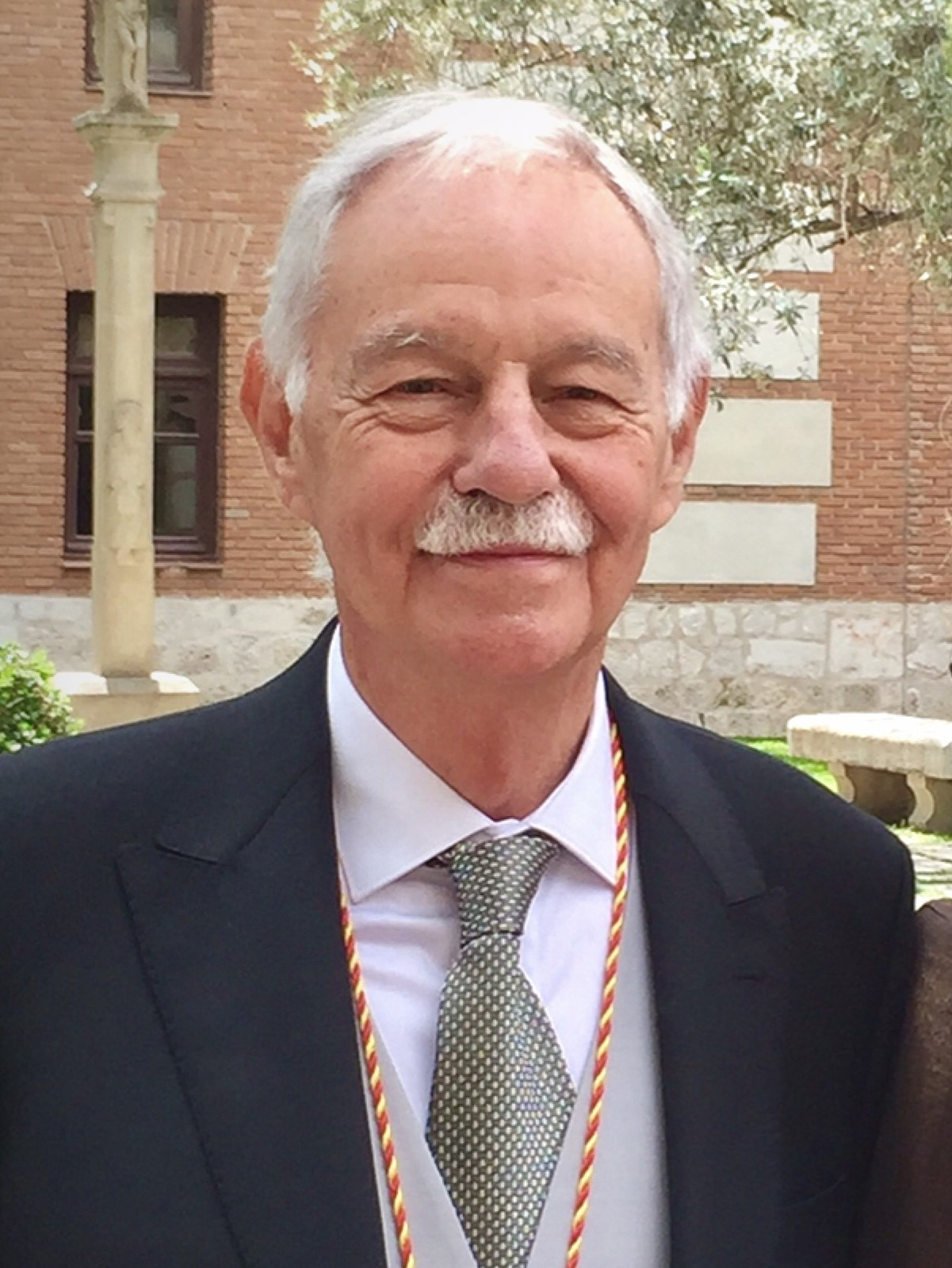
El escritor Eduardo Mendoza, autor del librito Qué está pasando en Cataluña, publicado en noviembre de 2017 con un enorme éxito de ventas (varias semanas en el número 1 de los libros de no-ficción)

El escritor Eduardo Mendoza, que no se adscribe a ninguno de los dos «bandos» (independentista o antiindependentista) aunque duda de que una Cataluña independiente «se convirtiera en el paraíso que anuncian los partidarios de la nueva república», considera que ha sido «la crisis financiera de los últimos años» la que convirtió el «movimiento independentista», hasta entonces muy limitado («era cosa de individuos aislados... por lo general pertenecientes a la clase media o alta», dice), «en un cauce ideal para el descontento de la población y sobre todo de los jóvenes, especialmente castigados por la crisis y desengañados de cualquier proyecto político español». Y en esto «la responsabilidad de gobierno español es considerable. Vio el independentismo como un proyecto inviable acariciado por unos pocos. Como tenía de su parte la ley y la fuerza, nunca quiso abordar el problema precisamente cuando no existía».
El historiador Jordi Canal señala como principal responsable del crecimiento del independentismo a «la profunda nacionalización a la que ha sido sometida la sociedad catalana» desde 1980 durante el pujolismo y el resto de gobiernos que le siguieron. Así afirma que el apoyo que reciben los partidos independentistas de «cerca de la mitad de la población catalana» se ha producido «entre algunas cosas más, gracias a un extendido clientelismo, a los discursos machacones de políticos y opinantes, a una televisión de régimen (TV3), a una prensa, una radio y unas asociaciones fuertemente subvencionadas y, asimismo, a la intensidad de la normalización e inmersión lingüística, que no solamente ha tenido efectos sobre la lengua, sino en el campo de las ideas y de las estructuras mentales». También han influido «las crisis que han confluido a principios del siglo XXI» y «los enfrentamientos en torno a la reforma del Estatut».
La periodista Lola García, directora adjunta de La Vanguardia, afirma que «los debates sobre si el independentismo catalán es consecuencia o no de la recesión son arduos y objeto de otros estudios. En cualquier caso, si no ha sido el único detonante, tampoco es una circunstancia ajena. Y, a buen seguro, la crudeza de la crisis fue un caldo de cultivo excelente para mensajes simplistas como el "España nos roba" de los primeros compases de este proceso». Y añade a continuación que «a la tarea de presentar la independencia (sea o no utópica) como una meta factible en un corto espacio de tiempo contribuyó de manera decisiva el Gobierno de Cataluña» por lo que «el procés no habría avanzado sin el liderazgo político desde el poder de la Generalitat».
Aunque reconoce que «la respuesta no es nada sencilla», el historiador Enric Ucelay-Da Cal relaciona el auge independentista —«la explosión de la multitud indepe», como él lo llama— con la ola «depresiva» de «desengaño» que trajo consigo la crisis económica de 2008 y que afectó especialmente a las clases medias catalanoparlantes que hasta entonces habían votado a CiU o al PSC. «Entonces la reacción es defensiva, egoísta: la obligada protección nacional catalana. No recibimos lo que damos. La percepción colectiva de los indepes es que el empobrecimiento es culpa de las demandas que España impone a la sociedad catalana más allá de sus fronteras. De ahí, el "España nos roba"». Entonces el independentismo se convirtió en la «utopía disponible», en expresión de la socióloga Marina Subirats, citada por Ucelay Da-Cal. También contribuyó a la conversión al independentismo de estas clases medias, según Ucelay-Da Cal, su percepción de que la lengua catalana, su principal signo de identidad, estaba en peligro de desaparecer. Por último, para Ucelay-Da Cal, el detonante del procés fue el «malogrado proyecto de Estatuto que Maragall soñó, y con el que él quería resolver, de forma duradera, el "pleito" catalán».
En su libro publicado a principios de 2021 El desafío secesionista catalán. El pasado de una ilusión el historiador y politólogo Alberto Reig Tapia reconoce que «para muchos analistas la oposición del PP y, particularmente, el recurso de inconstitucionalidad que presentó dicho partido contra el ‘’Nou Estatut’’ marca el origen del incremento progresivo del independentismo catalán, si bien el llamado “procés” en sentido estricto, la deriva abiertamente secesionista», comenzó con «la masiva Diada del 11 de septiembre de 2012 organizada por la ANC entonces presidida por Carme Forcadell» (pp. 329-330; 342). Sin embargo, Reig Tapia considera que «es un tópico asumido de manera acrítica que la sentencia del TC sobre el “Nou Estatut” fuera el punto de inflexión que hizo mutar a la ciudadanía catalana, que se habría acostado autonomista un día y a la mañana siguiente se habría levantado independentista» (p. 333). Para Reig Tapia la deriva secesionista sería «el resultado de un plan perfectamente trazado desde el inicio de la democracia postfranquista por el mismísimo Jordi Pujol, con el objetivo final de conseguir la secesión del Estado y constituir una república catalana independiente del Reino de España» (p. 327). «Nada de lo que viene ocurriendo en Cataluña desde la instauración de las libertades democráticas se entendería si no se hubiera procedido desde las mismas instancias oficiales a una deliberada siembra de indiferencia, menosprecio y odio irracional hacia España y los españoles, sin el cual no habría podido germinar con tanta fuerza y fanatismo la deriva independentista… Basta con que una pequeña facción de descerebrados se ponga a ello debidamente inducida y subvencionada (lo que permite hacer de ello una forma de vida)» (p.461). Así, el crecimiento del independentismo se explicaría, según Reig Tapia, por «el adoctrinamiento educativo y político a través de la enseñanza y los medios de comunicación controlados o subvencionados por la “Generalitat”, la permanente propaganda, el victimismo y el bombardeo ideológico a los que se ha venido sometiendo a la población catalana desde que se pisó el acelerador de la carrera independentista que, conviene insistir, pues la propaganda política trata de ocultarlo por todos los medios, no la provocó la sentencia del TC, utilizada simplemente como la mejor excusa para implementar la agitación callejera, sino la firme decisión de debilitar al Estado e independizarse de España» (p. 358). Para Reig Tapia, «es una realidad indiscutible que el nacionalismo catalán» durante muchos años ha desarrollado «una clara estrategia de control social que le permita ampliar su base social moldeando la conducta de los niños para conformar una “personalidad catalana” exclusiva con vistas a reclamar la constitución de un Estado independiente de España» (pp. 274-275). La crisis económica de 2008 solo facilitó que una población «maltratada» por ella fuera convencida «de que con la secesión y la independencia alcanzará las puertas del cielo» (p. 251). 
Dirigiendo y planificando «hábilmente» la movilización independentista se encontraría, según Reig Tapia, una «facción importante» de la «oligarquía» catalana «que gobierna Cataluña desde tiempo inmemorial» pues sin su apoyo «el “procés” no habría podido tener lugar». Para «las grandes familias catalanas» el “procés” «era una perfecta arma de presión al Gobierno Central para que les limitara los daños derivados de la crisis de 2008 tomando medidas económicas que preservaran sus intereses» y así sacaron «a las masas a la calle entusiasmadas con la zanahoria de la independencia gracias a la cual convertirían Cataluña en la Dinamarca del Sur» (p. 493-494). Del crecimiento del independentismo también son responsables, según Reig Tapia, «los sucesivos gobiernos españoles» que, incurriendo «en una irresponsabilidad política de juzgado de guardia», se «limitaron a mirar al tendido cada vez que el toro del independentismo embestía con mayor determinación, manifestando así una ceguera política culposa de considerables dimensiones» (p. 60). También señala que «la irresponsabilidad política del PP es indiscutible en la “implementación” del independentismo catalán [el PP «recogió firmas contra la norma (el “Nou Estatut”) cometiendo uno de los errores políticos más graves desde su refundación»], pero aún es mucho más indiscutible la responsabilidad política del bloque de poder nacionalista catalán» (p. 334). Finalmente, Reig Tapia admite que «resulta difícil comprender cómo después de las tropelías de todo tipo cometidas por el “Govern” y del completo fracaso de la DUI más de dos millones de catalanes les hayan dado su asentimiento…» en las elecciones del 21-D de 2017 (p. 440). «Los electores no pueden llamarse a engaño y su voto ha sido consciente y aproximadamente un 50% de ellos optó por la propuesta rupturista, como si no hubiera pasado nada, en un alarde de enajenación colectiva» (p. 441).

### Las razones del crecimiento vistas desde fuera de Cataluña
Según Cristian Rodríguez Mesa, de la Universidad de Cádiz,  «el rápido e inesperado crecimiento del independentismo se debe a que su discurso se ha adaptado a las difíciles circunstancias sobrevenidas con la crisis económica» consiguiendo que el descontento de la población catalana, especialmente de las clases medias catalanohablantes, se oriente «hacia la idea de construir un Estado soberano con la finalidad de acabar con los agravios a los que sometería España a Cataluña». Así el independentismo tras el estallido de la crisis económica ha hecho más hincapié en los argumentos económicos para justificar la secesión ―con la independencia mejorará la vida de los catalanes ya que el principal culpable de sus problemas es «Madrid»― que en los identitarios ―Cataluña es una nación y por tanto tiene derecho a la autodeterminación y a constituir un Estado propio―. Esta adaptación a la crisis sería la clave de su éxito porque, según Rodríguez Mesa, la mayoría de los independentistas catalanes «lo son por motivos prácticos e instrumentales y no por mostrar unos sentimientos nacionalistas especialmente intensos».
Según Fernando Molina, de la Universidad del País Vasco, y Alejandro Quiroga, de la Universidad de Newcastle,  el éxito del independentismo se ha debido a que el potente relato de «pérdida» y de «resistencia» del nacionalismo catalán elaborado durante el pujolismo ―Cataluña a pesar de haber perdido sus «libertades» ha conseguido resistir y sobrevivir como país frente a las agresiones centralistas de los gobiernos españoles― se ha visto reforzado con la crisis económica, logrando que calara la idea de que España explotaba económicamente a Cataluña ―el viejo lema ‘’Espanya ens roba’’ (‘España nos roba’) se hizo habitual a partir de 2010―, mientras que el relato del nacionalismo español basado en la idea de modernidad, democracia y europeísmo, por el contrario, se ha visto socavado por el impacto aquella ―«carecía de sentido en una sociedad al borde del colapso económico y con una pérdida ostentosa de legitimidad de las principales instituciones (judicatura, clase política, clase empresarial, monarquía) debido a los escándalos de corrupción que fueron salpicando el desarrollo de la crisis»―. La sentencia del Tribunal Constitucional sobre el Estatuto de Autonomía de Cataluña de 2006 de junio de 2010, según el relato nacionalista catalán, añadió la «opresión política» al agravio económico.
A pesar de ser habitualmente caracterizado como un proceso de radicalización de abajo a arriba, Molina y Quiroga destacan el componente de radicalización del procés de arriba abajo, que obedecería en buena parte a una dinámica de outbidding nacionalista entre CiU y ERC, que luego arrastró a la sociedad (con el resultado anómalo de unas élites de CiU que llegaron a defender un discurso más radical que el de su base electoral).
Andrew Dowling, de la Universidad de Cardiff, vincula el crecimiento del independentismo en Cataluña a la gran capacidad de movilización social que han conseguido las entidades soberanistas, destacando especialmente a la Asamblea Nacional Catalana, que recogió la experiencia de otras organizaciones anteriores como La Crida a la Solidaritat de los años 1980. La ANC encarnó un «nuevo independentismo, sin partido» que logró llevar a cabo a partir de 2012 «la mayor serie de protestas pacíficas jamás vistas en Europa occidental». «Siguió la estrategia de presentarse como la voz del Pueblo catalán», un Pueblo catalán que era «único» por lo que debía ser independiente de España.
Diego Díaz Alonso, de la Universidad de Oviedo, establece un paralelismo entre el independentismo catalán y el movimiento del 15-M del resto de España, en cuanto que ambos son el resultado del impacto de la crisis económica española (2008-2014) y en que ambos coinciden en su rechazo al «sistema político heredado de la Transición». El ‘’procés’’, dice Díaz Alonso, «no es sino la expresión catalana de una crisis española, a su vez también, plenamente interconectada con la crisis económica, social y de representación que vive Europa». Según Díaz Alonso, en la «rebelión catalana», «confluyen los ecos del post-15 M y sus exigencias de ‘Democracia Real Ya’ con un movimiento independentista previo, también plural, diverso y contradictorio, que ha sabido leer el momento político y adoptar formas renovadoras, movimentistas y transversales que le han permitido ampliar su audiencia y sus apoyos en un contexto de crisis económica y política de España». Pero esta «rebelión catalana» contiene una paradoja y «es que siendo un proceso surgido ‘desde abajo’, permite sin embargo a las élites políticas catalanas rehabilitarse y recomponerse, reorientando el conflicto social que había emergido con el 15 M hacia un enemigo exterior: el Estado español».

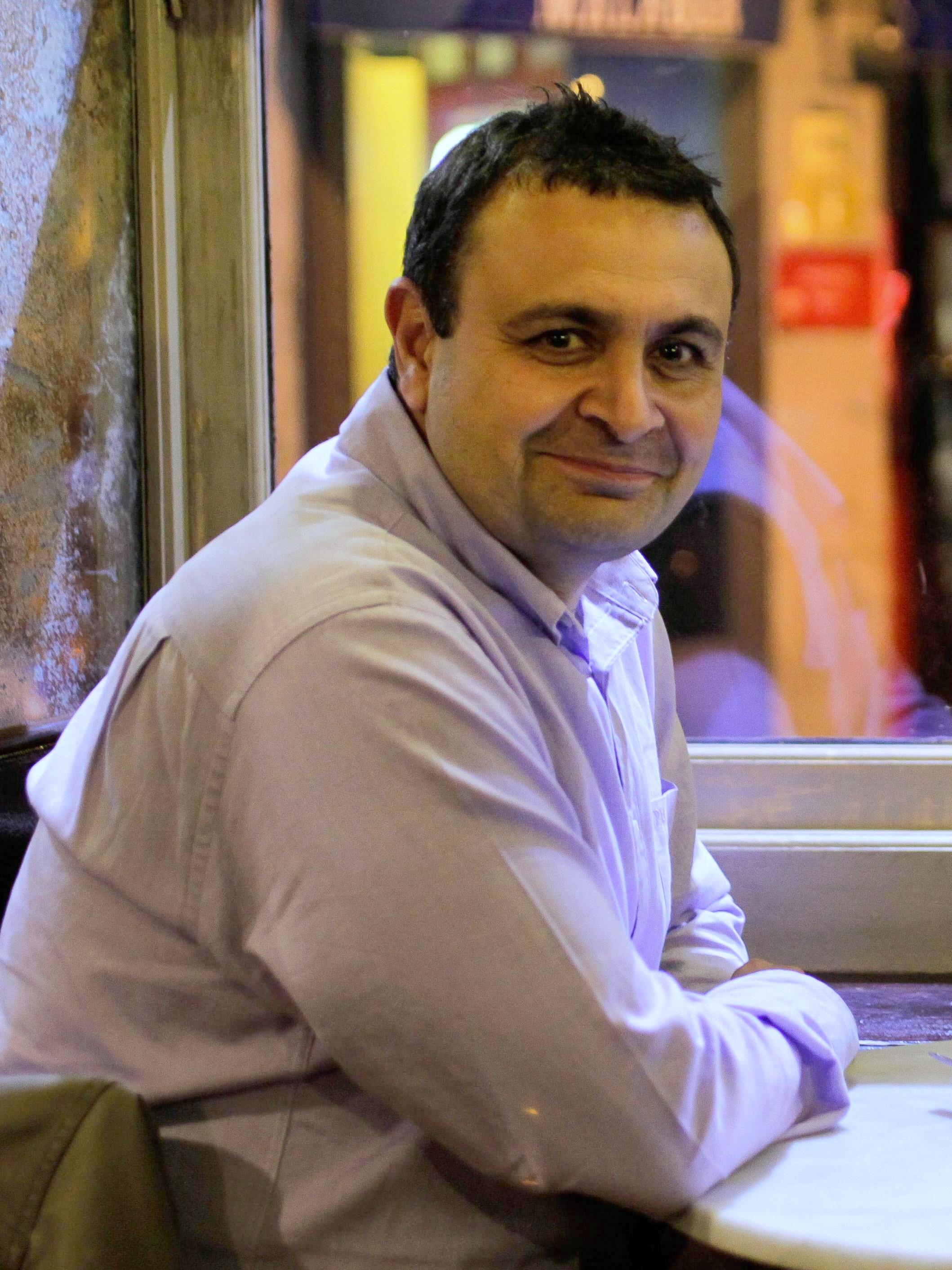
Ignacio Sánchez-Cuenca, politólogo de la Universidad Carlos III de Madrid.

Ignacio Sánchez-Cuenca, de la Universidad Carlos III de Madrid, constata que el crecimiento del independentismo se produjo a partir de la promulgación de la sentencia del Tribunal Constitucional, pero como este hecho también coincidió con el impacto de la crisis económica, concluye que «es difícil alcanzar una conclusión clara» sobre su papel. Además señala que el crecimiento del independentismo se produjo sobre todo en 2012, dos años después de la sentencia, por lo que este dato no corrobora «un efecto sustancial» de la misma, pero advierte que «quizá fue necesario un tiempo hasta que la sociedad catalana digirió el alcance de la sentencia y sus consecuencias políticas». De todas formas la sentencia parece haber tenido un impacto mayor sobre las elites políticas que sobre el conjunto de la población «por motivos varios: algunas lo habrían hecho por motivos sinceros (no vieron otra salida después de la negación del problema del demos por parte del Tribunal Constitucional), otras por motivos estratégicos (pensaron que encabezar la marea independentista les produciría réditos políticos después de la sentencia del Tribunal Constitucional) y aún otras por una mezcla de las dos consideraciones». Pero lo cierto fue que la sentencia, «al cerrar de antemano cualquier forma de reconocimiento nacional al pueblo catalán», solo dejó dos respuestas posibles: «la resignación o la afirmación unilateral de la nación catalana. En el contexto turbulento de la crisis económica, las antiguas elites moderadas de Convergencia optaron por la segunda opción, sumándose al independentismo de Esquerra».
Otra razón muy extendida por el resto de España y defendida por gran cantidad de periodistas, medios de comunicación políticos e intelectuales sitúan como la corrupción del entonces partido que gobernaba Cataluña (CiU, hoy disuelta) como motivo detonante del inicio del proceso soberanista para "distraer" y "tapar con la senyera" casos de corrupción como el saqueo del Palacio de la Música o las comisiones del Caso 3%, ya denunciadas públicamente por el expresidente Pasqual Maragall en el propio parlamento autonómico en 2005. Otro motivo aludido fue que la burguesía catalana "tuvo miedo" tras los incidentes provocados por los manifestantes del 15-M el 15 de junio de 2011 frente al Parlament, que obligó a una parte de los políticos a entrar escoltados en vehículos blindados, y al ya entonces president Artur Mas a entrar en helicóptero.
Según el historiador británico John H. Elliott, regius professor emeritus de la Universidad de Oxford y que ha realizado un estudio comparativo de los nacionalismos catalán y escocés, la sentencia del Constitucional sobre el Estatut fue el detonante del crecimiento del independentismo, a lo que se añadió la vuelta al gobierno del Partido Popular que alejó la perspectiva de un acuerdo «entre Madrid y la Generalitat» y la decisión de Artur Mas de encabezar el procés convirtiendo a Convergencia Democràtica de Catalunya en «el principal partido separatista de Cataluña». Pero la explicación de fondo radica en que «el programa de catalanización, o de completo adoctrinamiento, inaugurado por Pujol treinta años antes, estaba ahora dando sus frutos. Había crecido una nueva generación, más fervientemente nacionalista en sus puntos de vista que su predecesora; una generación que había aprendido catalán a expensas del castellano en las escuelas, y a la que se había enseñado una clase de historia en la que el pasado catalán se hallaba desconectado del de España, ahora descrito rutinariamente como el 'Estado español'». Por otro lado, Elliott señala como principal responsable de la «trágica situación» a que ha conducido el procés al sector del establishment catalán «que decidió tomar la ley en sus propias manos y seguir adelante con sus planes, sin tener en cuenta el precio que habría que pagar por ello. Desde luego, en muchos aspectos era ajena al precio, porque vivía en un mundo propio de fantasía. Ese mundo había sido levantado en parte por ese mismo sector, pero también tenía antecedentes, sacados de una mezcla de historia verdadera y falsa, y de recuerdos filtrados a través de la imaginación colectiva. Por mucho que los independentistas lo afirmasen, la España del siglo XXI no era la España del general Franco, ni tampoco había sido España durante siglos poco más que un Estado represor».